# Liste von Erfindern
Dies ist eine Liste von Erfindern, die eine gewisse Bedeutung erlangt haben.
Ein Erfinder ist eine Person, die ein Problem erkannt hat, es gelöst und mindestens einmal damit Erfolg gehabt hat. Diese Person muss nicht die erste gewesen sein; eine Erfindung kann auch mehrmals gemacht werden oder durch ständige Verbesserungen in mehreren Schritten entstanden sein.
Eine Erfindung ist meistens ein technisches Gerät oder eine Maschine, kann aber auch ein Verfahren, eine Methode oder eine Dienstleistung sein. Auch eine nicht materielle Idee, selbst wenn sie erst später von einem anderen ausgeführt wurde, kann als Erfindung zählen. Außerdem gibt es Erfindungen, die keinen Nutzen hatten oder die später wieder verworfen wurden.

## Liste

### A
- Abbas ibn Firnas (Armen Firman) (810–887 oder 888), Andalusien – Glas, Hängegleiter, Fallschirm, Wasseruhr
- Ernst Abbe (1840–1905), Deutschland – Abbe-Kondensor (Beleuchtungsapparat für Mikroskope) 1869, Abbe-Refraktometer 1870er Jahre
- Frederick Augustus Abel (1827–1902), GB – Schießbaumwollenherstellung 1865
- Willy Abel (1875–1951), Deutschland – Eierschneider, Brotschneidemaschine
- Robert Abplanalp (1922–2003), Schweiz/USA – Ein-Zoll-Aerosol-Ventil für Sprühdosen 1949
- Carl Roman Abt (1850–1933), Schweiz – Lamellenzahnstange für Zahnradbahnen („System Abt“), Abtsche Weiche
- Edward Goodrich Acheson (1856–1931), USA – Carborundum 1891, Acheson-Graphit 1898
- Rudolph Ackermann (1764–1834), Deutschland – Wasserundurchlässigmachen von Papier und Stoff 1801
- Isaac Adams (1802–1883), USA – Tiegeldruckpresse (Bostonpresse, Tiegelmaschine mit Handbetrieb und Kniehebelsystem) 1827/30 Patent 1836
- Thomas Adams (1818–1905), USA – Kaugummi 1869
- Udo Adelsberger (1904–1992), Deutschland – Quarzuhr 1930/32 (mit Adolf Scheibe)
- Konrad Adenauer (1876–1967), Deutschland – Sojawurst (Kölner Wurst) 1916, Schrotbrot (Kölner Brot) 1917 (mit Jean und Josef Oebel), von innen beleuchtetes Stopfei
- Clément Ader (1841–1925), Frankreich – Theatrophon 1881, Flugapparat Ader Éole III 1897
- Robert Adler (1913–2007), USA – Fernseh-Fernbedienung 1948/50
- Josef-Severin Ahlmann (1924–2006), Deutschland – Schwenklader/Radlader 1952
- Carl Ethan Akeley (1864–1926), USA – Spritzmörtel, Spritzbeton 1908, Patent 1911
- Julius Albert (1787–1846), Deutschland – Drahtseil 1834
- Al-Battani (ca. 850/869–929), arabischer Gelehrter aus Mesopotamien – astronomische Tafeln, Berechnung des Sonnenjahres, Sinussatz
- Edmond Albius (1829–1880), Réunion – Manuelle Bestäubung der Gewürzvanille 1841
- Al-Chwarizmi (um 780–zwischen 835 und 850), Iran – Algebra 830
- Samuel W. Alderson (1914–2005), USA – Crashtest-Dummy 1950er Jahre
- al-Dschazarī (1136–1206), arabischer Gelehrter aus Nordmesopotamien – mechanische Apparaturen
- Ernst Fredrik Werner Alexanderson (1878–1975), Schweden/USA – Maschinensender (Alexanderson-Alternator), Elektromotorischer Verstärker (Amplidyne), Beiträge zu Fax- und Fernsehtechnik
- Muhammad al-Fazari († 796/806), Irak (Mesopotamien) – Messing-Astrolabium
- Alhazen (Ibn al-Haytham) (965–1039), Irak (Mesopotamien) – Lupe (Vergrößerungsglas), camera obscura (Lochkamera)
- Abu Mahmud al-Chudschandi (940–1000), Perserreich – Sextant
- Ammar ibn Ali al-Mawsili (9. Jahrhundert), Irak (Mesopotamien) – Injektionsspritze
- al-Razi (Rhasis) (864 oder 865–925 oder 932), Perserreich – Destillation und Extraktionsmethoden, Schwefelsäure, Alkohol, Seife
- Genrich Saulowitsch Altschuller (1926–1998), Russland – TRIZ 1946
- Luis Walter Alvarez (1911–1988), USA – Linse mit variablem Brennpunkt, Farbfernsehsystem, elektronische „indoor“-Golfmaschine, Quecksilberdampflampe
- Nils Alwall (1904–1986), Schweden – Künstliche Niere
- Jakob Amsler-Laffon (1823–1912), Schweiz – Erfinder des Polarplanimeters
- Mary Anderson (1866–1953), USA – Scheibenwischer 1903
- Hal Anger (1920–2005), USA – Gammakamera
- Ottomar Anschütz (1846–1907), Deutschland – Schlitzverschluss (Fototechnik) 1889
- Hermann Anschütz-Kaempfe (1872–1931), Deutschland – Kreiselkompass 1908
- George Antheil (1900–1959), USA – Frequenzsprungverfahren, Torpedoleitsystem
- Takuo Aoyagi (1936–2020), Japan - Pulsoximeter 1972
- William Arnold Anthony (1835–1908), USA – Turbinen 1857–1861, elektrodynamische Maschine 1875, Galvanometer
- François Nicolas Appert (1749–1841), Frankreich – Konservierung, Einkochen, Bouillonwürfel 1805, Einmachglas 1809, Kondensmilch 1827
- Augustus Applegath (1788–1871), GB – Rundbiegen von Stereos 1816, Vierzylinderpresse 1828, Buchdruck-Schnellpresse 1846/47 (jeweils mit Edward Cowper), Tischfärbung
- Frederick Scott Archer (1813–1857), GB – Kollodium-Nassplatte (Negativfilm) 1850/51 (mit Gustave Le Gray)
- Archimedes (um 287 v. Chr.–212 v. Chr.), Griechenland – u. a. Archimedische Schraube, Kriegsmaschinen
- Archytas von Tarent (435/410–355/350 v. Chr.), Griechenland — Taube des Archytas (fliegendes Modell einer Taube), Rassel
- Manfred von Ardenne (1907–1997), Deutschland – Funk- und Fernsehtechnik, Rasterelektronenmikroskop (Elektronenmikroskopie) 1937, Nuklear-, Plasma- und Medizintechnik
- Ami Argand (1750–1803), Schweiz/Frankreich – Öllampe 1784
- Salvino degli Armati († 1317) (Salvino D’Armato Degli Armati) – Augengläser um 1285 (mit Alessandro della Spina († 1313)) (Geschichtsfälschung)
- Sir Richard Arkwright (1732–1792), England – Spinnen, Waterframe-Spinnmaschine, Kardieren, Streckbank
- Edwin Howard Armstrong (1890–1954), USA – Radio (UKW)
- William George Armstrong (1810–1900), GB – hydraulischer Kran
- Ferdinand Arnodin (1845–1924), Frankreich – Arnodin-Kabel (gedrehte Stahlkabel), Schwebefähre 1893 (mit Alberto de Palacio)
- Heinrich Arnold († 1460), Uhrfeder 1427
- John Arnold (1736–1799), GB – Zylindrische Spirale für Chronometer, 1775
- Neil Arnott (1788–1874), GB – Hydrostatisches Bett (Wasserbett)
- Martin Leo Arons (1860–1919), Deutschland – Quecksilberdampflampe (mit Hewitt)
- Joseph Aspdin (1778–1855), GB – Portlandzement 1824
- John Jacob Astor IV (1864–1912), USA – Fahrradbremse, Turbine
- John Vincent Atanasoff (1903–1995), USA – Atanasoff-Berry-Computer 1937
- Stain Atkinson, GB – Komplettgießmaschine 1862 (mit John Robert Johnson)
- George Atwood (1745–1807), GB – Atwoodsche Fallmaschine 1784
- Carl Auer von Welsbach (1858–1929), Österreich – Glühstrumpf im Gaslicht 1885, Glühdrähte aus Osmium (Patent 1890) und Wolfram, Metallfadenlampe 1898, Zündstein im Feuerzeug (Auermetall) 1903
- Horst Averbeck (1900–1986), Deutschland – Fugen in Betonstraßen 1960er
- Richard Stanton Avery (1907–1997), USA – Selbstklebeetikett 1935
- James Ayscough (um 1720–1759), GB – Sonnenbrille 1752

### B
- Joseph von Baader (1763–1835), Deutschland – Eisenbahn-Entwürfe 1807, Güterwagen für Schiene und Straße 1815
- Charles Babbage (1791–1871), England, Rechenmaschine, Analytical Engine, Differenzmaschine, Vorstufe des Computers
- George Babcock (1832–1893), USA – Wasserrohrkessel 1874 (mit Stephen Wilcox)
- Johann Friedrich Bachstrom (1686–1742), Deutschland/Niederlande/Polen – Rettungsweste um 1740
- John W. Backus (1924–2007), USA – erste Computer-Hochsprache Fortran 1954
- Richard Bacon GB – Schnellpresse 1813 (mit Bryan Donkin)
- Roger Bacon (1214–1292), England – evtl. Brille (zweifelhaft)
- Leo Hendrik Baekeland (1863–1944), Belgien/USA – Bakelit 1907, Velox
- Ralph Baer (1922–2014), Deutschland/USA – Spielkonsole Brown box 1968, Videospielkonsole (Magnavox Odyssey) 1969
- Hermann Bahlsen (1859–1919), Deutschland – Bahlsen-Keks 1889, Leibnizkeks 1891
- Alexander Bain (1811–1877), Schottland – elektrische Uhr 1841, Fax 1842/43, Aufzeichnung telegraphischer Nachrichten auf eine Papierscheibe 1849
- John Logie Baird (1888–1946), Schottland – Mechanisches Fernsehen
- Earl Bakken (1924–2018), USA – batteriebetriebener Herzschrittmacher
- Geoffrey R. Ball (* 1964), USA – Aktives Mittelohrimplantat
- Ernie Ball (1930–2004), USA – dünne, schnell bespielbare Saiten für E-Gitarren
- Albert Ballin (1857–1918), Deutschland – Erfinder der modernen Kreuzfahrt, Bau des ersten Kreuzfahrtschiffes
- Karl Josef Napoleon Balling (1805–1868), Deutschland – Saccharometer 1843
- Donát Bánki (1859–1922), Ungarn – Vergaser 1893 (mit János Csonka)
- Sir Frederick Grant Banting (1891–1941), Kanada – Insulin 1921 (mit Charles Best)
- John Barber (1734 – um 1800), England – Gasturbine 1791
- Charles Barbier (1767–1841), Frankreich – Nachtschrift, Vorläufer der Brailleschrift 1815
- John Bardeen (1908–1991) – Transistor 1948 (mit William Shockley und Walter H. Brattain)
- Béla Barényi (1907–1997), Österreich, Tschechoslowakei, Deutschland – Knautschzone 1952
- John L. Barker Sr., USA – Laserpistole, 1947
- Edward Barlow (1636–1716), GB – Rechenschlagwerk 1668, Zylinderhemmung 1695
- Oskar Barnack (1879–1936), Deutschland – 35-mm-Kleinbildkamera (Ur-Leica) 1913, 35-mm-Film, Kleinbildformat
- Sanford Christie Barnum (1838–1885), USA – Kofferdam 1864
- Anthony R. Barringer (1925–2009), Kanada – INPUT (Induced Pulse Transient, elektromagnetische Exploration von Bodenschätzen)
- Robert Barron (1736–1794), GB – Tresorschloss 1778
- Eugenio Barsanti (1821–1864), Italien – Verbrennungsmotor 1853
- Wilhelm Bartelmann (1845–1930), Deutschland – Strandkorb 1882
- Hans Bartsch von Sigsfeld (1861–1902), Deutschland – Drachenballon 1893 (mit Parseval)
- Alexander Georgijewitsch Baryschnikow (1948–2024), Sowjetunion – Drehstoßtechnik im Kugelstoßen 1976
- Earl W. Bascom (1906–1995), Kanada/USA – diverse Rodeo-Ausrüstung
- Nikolai Gennadijewitsch Bassow (1922–2001), Russland – Gasmaser 1954/55 (mit Alexandr Michailowitsch Prochorow)
- Jean-Maurice-Émile Baudot (1845–1903), Frankreich – Baudot-Code 1870, Schnelltelegraph um 1874
- Andreas Friedrich Bauer (1783–1860), Deutschland – Schnellpresse 1814 (mit Friedrich Koenig), Kreisbewegung (Druckpresse) 1840
- Heribert Bauer, Druckknopf der Neuzeit, 1884
- Walter Bauer (1893–1968), Deutschland – PMMA (neben Otto Röhm)
- Wilhelm Bauer (1822–1875), Deutschland – U-Boot „Brandtaucher“
- Gottlob Bauknecht (1892–1976), Deutschland – Nähmaschinenmotor, Universal-Elektromotor „Landfreund“ 1920er Jahre, elektrische Rührhilfe „Allfix“ 1948, weitere elektrische Haushaltsgeräte
- Étienne-Émile Baulieu (1926–2025), Frankreich – Abtreibungspille Mifepriston
- Ernst Georg August Baumgarten (1837–1884), Deutschland – Luftschiff mit Federwerkantrieb 1879
- Carl Baunscheidt (1809–1873), Deutschland – künstlicher Blutegel 1847, Nadelstichgerät „Lebenswecker“ 1848
- Carl Josef Bayer (1847–1904), Österreich-Deutschland – Bayer-Verfahren
- Otto Bayer (1902–1982), Deutschland – 1937 entdeckte er die Polyaddition für die Polyurethansynthese und später einen Weg zur Direktsynthese von Acrylnitril für die Produktion der Polyacrylnitrilfaser.
- Trevor Baylis (1937–2018), GB – aufziehbares Radio
- Alfred Ely Beach (1826–1896), USA – Druckluft-Ubahn Beach Pneumatic Transit 1870
- George D. Beauchamp (1899–1941), USA – E-Gitarre (gemeinsam mit Adolph Rickenbacher)
- Francis Beaufort (1774–1857), Frankreich – Beaufortskala
- Hans Beck (1929–2009), Deutschland – Playmobil 1974
- Heinrich Beck (1878–1937), Deutschland – Hochleistungsscheinwerfer 1912, Patent 1913
- Arnold Orville Beckman (1900–2004), USA – pH-Wert-Messgerät
- Johannes Georg Bednorz (* 1950) – keramischer Hochtemperatursupraleiter 1986 (mit Karl Alexander Müller)
- Ludwig van Beethoven (1770–1827) erfand 1825 eine Kaffeemaschine – ein Vorläufer der heutigen Espressomaschine.
- Alexander Behm (1880–1952), Deutschland – Echolot Patent 1913
- Paul Carl Beiersdorf (1836–1896), Deutschland – Guttaperchapflastermulle (Wundschnellverband) 1882
- Herbert Belar USA – Synthesizer 1955 (mit Harry Olson)
- Bernard Forest de Bélidor (1698–1761), Frankreich – Triebwerk, Beton
- Alexander Graham Bell (1847–1922), Schottland und USA – Telefon 1876
- Eugenio A. Beltrami (1930–1995), Italien und Schweiz – Expander (Sport) 1970
- Édouard Bénédictus (1878–1930), Frankreich – Sicherheitsglas 1909
- Otto Bengtson, Kaffeevollautomat mit integrierter Mühle, 1960er Jahre
- William Ralph Bennett jr. (1930–2008) – Gaslaser 1961 (mit All Javan und Donald Richard Herriott)
- Byron Benson USA – Erdöl-Pipeline, 1879
- Melitta Bentz (1873–1950), Deutschland – Kaffeefilter (Filtertüte) 1908
- Carl Friedrich Benz (1844–1929), Deutschland; Automobilpionier, dreirädriger Motorwagen 1884 (Patent 1886), Oberflächenvergaser
- Albrecht Ludwig Berblinger („Schneider von Ulm“; 1770–1829), Deutschland – Hängegleiter 1811
- Max Berek (1886–1949), Deutschland – Berek-Kompensator, Universal-Drehtisch, Spaltphotometer
- Hans Berger (1873–1941), Deutschland – Elektroenzephalografie (EEG) 1924/veröffentlicht 1929
- John M. Bergey, USA – digitale Armbanduhr (Digitaluhr) 1970
- Friedrich Bergius (1884–1949), Deutschland – Verarbeitung von Mineralöl und Kohle, Bergius-Verfahren, direkte Kohlehydrierung 1911, Kohleverflüssigung Patent 1913 (mit Pier), Holzverzuckerung um 1930 (mit Scholler)
- Sigmund Bergmann (1851–1927), Deutschland/USA – Glühlampen 1879 (mit Edison)
- Theodor Bergmann (1850–1931), Deutschland – Automobile, Maschinenpistolen
- Wilhelm Berkefeld (1836–1897), Deutschland – Berkefeld-Filter zur Trinkwasserreinigung
- Georgi Michailowitsch Berijew (1903–1979), Russland – Flugboote Berijew Be–6 1947, Berijew Be–12 1960
- Emil Berliner (1851–1929), Deutschland/USA – Schallplatte, Grammophon 1887
- Tim Berners-Lee (* 1955), GB – World Wide Web 1989 (mit Robert Cailliau)
- Anton Bernhardi (1813–1889), Deutschland – künstlicher Kalksandstein 1856/57
- Hermann Berthold (1831–1904), Deutschland – Typometer 1878
- Heinrich Gottlob Bertsch (1897–1981), Deutschland – vollsynthetisches Feinwaschmittel „Fewa“ 1932
- Alphonse Bertillon (1853–1914), Frankreich – Fahndungsfoto
- Henry Bessemer (1813–1898), GB – Bessemerbirne, Windfrischverfahren zur Stahlerzeugung 1855/56
- Johann Bessler (1681–1745), Deutschland – Besslerrad 1712
- Charles Best (1899 1978), Kanada – Insulin 1921 (mit Frederick Banting)
- Ernst A. Bettag (1929–2003), Deutschland – Bobby-Car 1972
- Albert Betz: Miterfinder der modernen Windkraftanlagen; Betzsches Gesetz
- Eric Betzig (* 1960), USA – Entwicklung superauflösender Fluoreszenzmikroskopie (gemeinsam mit William E. Moerner und Stefan Hell)
- Thomas Bewick (1753–1828), England – Holzstich Ende 18. Jahrhundert
- Alfonso Bialetti, Italien – Espressokanne „Moka Express“ 1933
- Jules Bied – Tonerdezement (Aluminatzement) 1908
- Josef F. Bille (1944–2023) Laser-in-situ-Keratomileusis (LASIK)-Verfahren, mit dem mit Laser Fehlsichtigkeiten operativ korrigiert werden; verschiedene Patente der Augenlaserbehandlung
- Edwin Binney (1866–1934), USA – Wachsmalstifte 1903 (mit C. Harold Smith)
- Gerd Binnig (* 1947), Deutschland – Rastertunnelmikroskop 1981 (mit Heinrich Rohrer) Rasterkraftmikroskop 1986
- Dieter Binninger (1938–1991), Deutschland – Berlin-Uhr 1975, Ewigkeitsglühlampe um 1979
- Benjamin Biram, GB – Flügelrad-Anemometer (Biram’s Anemometer) 1842 oder 1844
- Forrest M. Bird (1921–2015), USA – Beatmungsgerät oder Atemschutzmaske um 1955
- Clarence Birdseye (1886–1956), USA – Plattenfroster-Tiefgefrierverfahren, Tiefkühlkost um 1924
- László József Bíró (1899–1985), Ungarn und Argentinien – Kugelschreiber 1938
- Bi Sheng (um 990–1051/52), China – Druck mit beweglichen Lettern aus Ton, zwischen 1041 und 1048
- Walter Bitterlich (1908–2008), Österreich – Spiegelrelaskop 1955, Bitterlichstab und weitere forstliche Messgeräte
- Donald L. Bitzer (1934–2024), USA – Plasmabildschirm 1964 (mit H. Gene Slottow und Robert H. Willson)
- Harold Stephen Black (1898–1983), USA – gegengekoppelter Verstärker um 1930, Patent 1937 (neben Paul Voigt und Bernard Tellegen)
- James Stuart Blackton (1875–1941), USA – Stop-Motion, Animationsfilm 1905/06
- George Grant Blaisdell (1895–1978), USA – Zippo-Feuerzeug 1932
- Jean-Pierre Blanchard (1753–1809), Frankreich – Fallschirm 1785
- Ottó Titusz Bláthy (1860–1939), Ungarn – Transformator (mit Miksa Déri und Károly Zipernowsky), Wattmeter, Wechselstrom und Turbogenerator
- Hermann Bleibtreu (1821–1881), Deutschland – Portlandzement
- John Blenkinsop (1783–1831), GB – Dampflokomotive mit Zahnrad und Zahnstange 1811
- Katharine Burr Blodgett (1898–1979), GB – nicht reflektierendes Glas, Langmuir-Blodgett-Schicht
- André-Eugène Blondel (1863–1938), Frankreich – Oszillograph 1893
- Friedrich Blühmel (1777–1845), Deutschland – Ventilhorn (chromatisches Horn) 1813, Patent 1818 (mit Stölzel)
- Samuel Blumer (1881–1959), Schweiz – Heizkissen, Bügeleisen um 1906, elektrische Geräte
- Alan Dower Blumlein (1903–1942), GB – Stereo-Aufzeichnung 1931
- Walter Bock (1895–1948), Deutschland – Herstellung von Styrol-Butadien-Kautschuk, 1929
- Nils Bohlin (1920–2002), Schweden – Dreipunkt-Sicherheitsgurt 1959
- Theobald Böhm (1794–1881), Deutschland – Flöten-Griffsystem 1832, Querflöte mit zylindrischer Bohrung 1847, Altquerflöte 1860
- Gottlieb Christoph Bohnenberger (1732–1807), Deutschland – Influenzmaschine (Bohnenberger-Maschine) 1798
- Johann Gottlieb Friedrich von Bohnenberger (1765–1831), Deutschland – Gyroskop (Kreiselkompass) 1817/1852, Elektroskop, Reversionspendel um 1800
- Jan Boklöv (* 1966), Schweden – V-Stil im Skispringen 1988
- Léon Bollée (1870–1913), Frankreich – Rechenmaschine 1889
- Joseph-Armand Bombardier (1907–1964), Kanada – Schneemobil 1922
- Hubert Cecil Booth (1871–1955), England – Staubsauger 1901
- Hugo Borchardt (1844–1924), Deutschland/USA – Feuerwaffen (Sharps-Borchardt-Modell 1877, Borchardt C93 1893), Felsbohrer, Gasbrenner, elektrische Apparate
- Carl Bosch (1874–1940), Deutschland – Haber-Bosch-Verfahren
- Robert Bosch (1861–1942), Deutschland – Zündkerze 1903
- Johann Friedrich Böttger (1682–1719), Deutschland – Böttgersteinzeug 1706, europäisches Porzellan 1707/08 (mit Tschirnhaus)
- Rudolf Christian Böttger (1806–1881), Deutschland – galvanisches Vernickeln 1842, Hyalographie (Glasdruck, mit August Bromeis) 1842, Schießbaumwolle 1846, Sicherheitszündhölzer 1848
- Pierre Bouguer (1698–1758), Frankreich – Heliometer 1748
- Léon Guillaume Bouly (1872–1932), Frankreich – Cinématographe 1892
- Eugène Bourdon (1808–1884), Frankreich – Bourdonfeder 1849
- Charles Bourseul (1829–1912), Belgien – Telefon 1854
- Charles Marie Bouton (1781–1853) – Diorama 1822 (mit Louis Daguerre)
- Ernest Monnington Bowden (1859–1904), Irland – Bowdenzug Patent 1896
- Frank Bowden (1848–1921), GB – Bowdenzug 1902 (vermeintlich)
- Robert W. Bower (1936–2024), USA – MOSFET
- Bruno Boxler (1912–1989), Deutschland – tropfenfreie Kannen-Ausgusstülle 1938, Schneckenpflug 1953 (mit Manfred Kühnle)
- Seth Boyden (1788–1870), USA – Nagelmaschine
- Josef Božek (1782–1835), Tschechien – Präzisionsuhr 1812, Dampf-Automobil 1815, Dampfmaschine 1815, Dampfschiff 1817, Pferdeeisenbahnwagen
- Caleb Bradham (1867–1934), USA – Pepsi-Cola 1893
- Charles Schenk Bradley (1853–1929), USA – Drehstrom 1887–90 (mit Haselwander, Dolivo-Dobrowolsky, Wenström)
- Louis Braille (1809–1852), Frankreich – Blindenschrift 1824
- Archie Brain (* 1942), GB - Larynxmaske 1981
- Joseph Bramah (1748–1814) – hydraulische Presse 1795, Pumpen, Zapfanlage, Rundsiebpapiermaschine 1805
- Jacques E. Brandenberger (1872–1954), Schweiz – Zellophan 1908/1911
- Karlheinz Brandenburg (* 1954), Deutschland MP3 (mit anderen)
- Horst Brandstätter (1933–2015) – Playmobil 1974 (mit Beck)
- Alfred Brandt (1846–1899), Deutschland, hydraulische Drehbohrmaschine 1873
- Per-Ingvar Brånemark (1929–2014), Schweden – Osseointegration (Titanimplantate) Anfang 1950er Jahre
- Édouard Eugène Branly (1844–1940), Frankreich – Kohärer 1890
- Walter H. Brattain (1902–1987) – Transistor 1948 (mit William Shockley und John Bardeen)
- Karl Ferdinand Braun (1850–1918), Deutschland, Kathodenstrahlröhre, Oszilloskop
- Wernher von Braun (1912–1977), Deutschland – gesteuerte Rakete 1942, V2
- Julius Brauns (1857–1931), Deutschland – Brauns’sche Kurzschrift 1887
- Harry Brearley (1871–1948), GB – rostfreier Stahl 1914
- Abraham Louis Breguet (1747–1823), Schweiz – Tourbillon um 1800, Breguet–Spirale, Parachute–Stoßsicherung, Hemmung, Pendule Sympathique, Armbanduhr 1810
- Louis Brennan (1852–1932), Irland/Australien – Torpedo 1874, Einschienenbahn 1903
- David Brewster (1781–1868), Schottland – Kaleidoskop 1816, dioptrisches Stereoskop 1849
- Otto von Bronk (1872–1951), Deutschland – Farbfernsehen Patent 1902, Hochfrequenzverstärker 1911
- Harold P. Brown (1857–1944), USA – Elektrischer Stuhl 1888 (mit Arthur E. Kennelly)
- Samuel Brown (1776–1852), GB – Kettenschlösser
- John Moses Browning (1855–1926), USA – Handfeuerwaffe
- Walter Bruch (1908–1990), Deutschland – PAL-Fernsehnorm (Farbfernsehen) 1962, Patent 1963
- Johann Bruecker (1881–1965), Serbien/USA – Trockenrasierer 1915, elektrischer Rasierapparat 1937
- Wilhelm Bruhn, Deutschland – Taxameter 1891
- Filippo Brunelleschi (1377–1446), Italien – Holzkran mit Wechselgetriebe, Schiff mit Hebevorrichtung (erstes Patent für eine industrielle Erfindung)
- Lucas Brunn (um 1572–1628), Deutschland – Mikrometerschraube 1609 (unsicher)
- Charles Francis Brush (1849–1929), USA – Dynamo 1876, Kohlebogenlampe 1878
- Alfred Büchi (1879–1959), Schweiz – Turbolader 1905
- Ernst Büchner (1850–1925), Deutschland – Büchnerflasche, Büchnertrichter
- Wolfgang Buchleitner (1954–2016), Deutschland – Quantec-Raumsimulator 1982
- Edwin Beard Budding (1796–1846) – mechanischer Spindelmäher
- William A. Bullock (1813–1867), USA – Rotationsdruckmaschine (Schnellpresse) 1863
- Albert Bünn (1924–2006), Deutschland – Stollen (Schuh) 1948
- Robert Wilhelm Bunsen (1811–1899), Deutschland – Bunsenelement 1841, Bunsen-Fotometer, Bunsenbrenner 1855 (vermeintlich)
- Corliss Orville Burandt, USA – Nockenwellenverstellung (um 1965)
- Horst Burbulla (* 1958/59), Deutschland – Kamerakran „technocrane“ und „SuperTechno“ um 1985
- Reinhold Burger (1866–1954), Deutschland – Röntgenröhre 1901, Thermosflasche 1903
- John F. Burke, USA – synthetische Haut 1981 (mit Ioannis V. Yannas)
- William Seward Burroughs I. (1857–1898), USA – Rechenmaschine 1888
- Gunther Burstyn (1879–1945): Miterfinder des Panzers (unabhängig von ihm William Tritton und Walter Gordon Wilson)
- Ludwig Burmester (1840–1927), Deutschland – Burmester-Schablone (Kurvenlineal)
- Friedrich Buschmann (1805–1864), Deutschland – Mundharmonika 1828 (fälschlich)
- Vannevar Bush (1890–1974), USA – Analogrechner Rapid Selector 1940, Rockefeller Differential Analyzer 1942
- David Bushnell (1740–1824), USA – U-Boot Turtle 1775/76, Zeitbombe
- Nolan Bushnell (* 1943), USA – Videospiel 1972
- Rolf Butenschön (1933–2005), Deutschland – Chambrair-Weinklimaschrank 1982
- Rudolf Georg Walrab von Buttlar (1802–1875), Deutschland – Pflanzverfahren für Baumsetzlinge
- Albert Büttner (1879–1949), Deutschland – Schuko-Stecker 1925
- Albert Butz (1849–1904), Schweiz/USA – Thermostat für Ofenfeuerungen 1885

### C
- Walter Guyton Cady (1874–1974), USA – Quarzfilter, Quarzoszillator
- Charles Cagniard de la Tour (1777–1859), Frankreich – Sirene
- Thaddeus Cahill (1867–1934), USA – Dynamophon (Telharmonium) 1897
- Cai Lun (50–121 n. Chr.), China – Papier 105 n. Chr. (vermeintlich)
- Adolphe und Arthur Caille (* 1862 bzw. 1867), USA – automatische Ladenkasse um 1888, Black Cat 1889
- Marvin Camras (1916–1995), USA – Magnetaufzeichnung
- Edward A. Calahan (1838–1912), USA – Börsenfernschreiber 1867
- Asa Griggs Candler (1851–1929) USA – Warengutschein 1894
- J. F. Cantrell († 1945) USA – Waschsalon 1934
- Gerolamo Cardano (1501–1576), Italien – Kardanische Aufhängung (vermeintlich), Cardan-Gitter
- Chester Carlson (1906–1968), USA – Elektrofotografie (Xerographie) 1937/38
- Wallace Hume Carothers (1896–1937), USA – Nylon 1937, Neopren
- Alexander Cartwright (1820–1892), USA – Baseballregeln
- Joseph Constantine Carpue (1764–1846), England – plastische Nasenoperation, Rhinoplastik
- Willis Carrier (1876–1950) USA – Klimaanlage 1902
- Garnet Carter (1883–1954), USA – Bahnengolf 1927
- Edmund Cartwright (1743–1823), England, mechanischer Webstuhl (1784) (Patent 1785)
- Giovanni Caselli (1815–1891), Italien – Pantelegraph (Kopiertelegraph) 1855
- Sir George Cayley (1773–1857) England – Segelflugzeug 1852, Speichenrad, Kettenlaufwerk
- Lâgari Hasan Çelebi (17. Jahrhundert † um 1640), Osmanisches Reich – bemannte Rakete 1633
- Anders Celsius (1701–1744), Schweden – 100-gradiges Thermometer
- Ernst Boris Chain (1906–1979), GB – Penicillin 1928 (mit Fleming, Florey)
- Claude Chappe (1763–1805), Frankreich – Tachygraf (Schnellschreiber), Optische Telegrafie, Sémaphore
- Coco Chanel (1883–1971), Frankreich – Kleines Schwarzes, 1926
- Hilaire de Chardonnet (1839–1924), Frankreich – Nitro-Kunstseide 1884
- Jacques Alexandre César Charles (1746–1823), Frankreich – Wasserstoff-Gasballon „Charlière“ 1783
- Antoine Alphonse Chassepot (1833–1905), Frankreich – Chassepotgewehr 1858/1863
- Isaac de la Chaumette (1658?-), Frankreich – Hinterladergewehr (1704, 1720er, um 1730 oder 1751)
- Adrian Chernoff (* 1971), USA – GM Autonomy, GM Hy-wire, Rubber Bandits
- Robert Chesebrough (1837–1933), USA – Petroleum-Gelee 1870er
- Henry Clothier (1872–1938), GB – Schaltschrank um 1904
- Gilles-Louis Chrétien (1754–1811), Frankreich – Physionotrace 1786
- Niels Christensen (1865–1952), USA – O-Ring
- Ole Kirk Christiansen (1891–1958), Dänemark – Lego 1949, Patent 1958
- John Walter Christie (1865–1944), USA – Panzer-Federung, u. a. für den T-34 1930er
- Samuel Hunter Christie (1784–1865), GB – Wheatstone-Brücke 1833
- William Church (* um 1778–1863) – Typen-Setzmaschine, Typengießmaschine 1822
- Juan de la Cierva (1895–1936), Spanien – Flugzeuge, Tragschrauber (Autogiro) 1923
- Justus Claproth (1728–1805), Deutschland – Deinking, Recyclingpapier 1774
- Eugene Clark (1873–1942), USA – Gabelstapler 1917
- Georges Claude (1870–1960) Frankreich – Neonröhre 1910
- Claus-Frenz Claussen (1939–2022), Deutschland – Roboter-Auto für Senioren „Auto-Cyberno-Mobil“ um 2007
- Samuel Clegg (1781–1861), GB – Gaszähler (Gasmesser) 1816
- Adolphe Clément (1855–1928), Frankreich – Luftschiff 1910
- Dugald Clerk (1854–1932), GB – Zweitaktmotor 1878
- Henri Marie Coandă (1886–1972) Rumänien – Düsenflugzeug, Coandă-Effekt
- Josephine Cochrane (1839–1913) USA – Geschirrspülmaschine 1886
- Sir Christopher Cockerell (1910–1999), England – Luftkissenfahrzeug (Luftkissenboot) (Hovercraft) 1954
- Sir John Douglas Cockcroft (1897–1967) Irland/GB – Teilchenbeschleuniger 1929 (mit Ernest Thomas Sinton Walton)
- Anton von Codelli (1875–1954), Österreich-Ungarn – Funk, Telefon, Fernsehen
- Aeneas Coffey (1780–1852) Irland – Wärmetauscher, Coffey-Destillationsapparat, Patent-Still-Verfahren
- Irving Wightman Colburn (1861–1917), USA – Flachglas 1902/05
- Charles Xavier Thomas de Colmar (1785–1870), Frankreich – mechanische Rechenmaschine 1820
- Samuel Colt (1814–1862), USA – Revolver 1835/36
- Arthur Holly Compton (1892–1962), USA – fluoreszierende Glühlampe 1934
- William Congreve (1772–1828), GB – Raketen, (Congreve’sche Rakete) 1804, Farbdruck 1821 u. a.
- Robert Conrad GB/USA – Kugellager Patente 1903 und 1906
- Nicolas-Jacques Conté (1755–1805), Frankreich – Bleistift 1795, hydraulische Presse
- Lynn Conway (1938–2024), USA – „generalised dynamic instruction handling“ 1960er
- Thomas Cook (1808–1892), GB – Gruppenreise 1841, Reisebüro 1845, Pauschalreise (Nilkreuzfahrt) 1869
- William Fothergill Cooke (1806–1879), GB – elektrische Telegrafie 1837, 1-Nadel-Telegraf 1845
- Martin Cooper (* 1928), USA – Mobiltelefon 1973
- Peter Cooper (1791–1883), USA – Gelatine Jell-O 1845
- Harry Wesley Coover, Jr. (1917–2011), USA – Sekundenkleber 1956
- Lloyd Groff Copeman (1881–1956), USA – Elektrischer Ofen
- Cornelis Corneliszoon (1550–1607), Niederlande – Sägemühle
- Henry Cort (1740–1800), GB – Eisenwalzwerk, Puddelverfahren 1783/84
- Laurens Janszoon Coster (um 1370–um 1440), Niederlande – Buchdruck um 1423 (unsicher)
- William Cotton (1786–1866), GB – Cottonwaage (magnetische Waage)
- William Cotton (1817–1887), GB – Kulierwirkmaschine (Cottonmaschine)
- Frederick Gardner Cottrell (1877–1948), USA – Elektrofilter (Elektroabscheider) 1907
- Jacques-Yves Cousteau (1910–1997), Frankreich – Atemregler, Aqualunge 1943, AquaScooter, Nikonos-Unterwasserkamera (mit Émile Gagnan)
- Patrick Couvreur: Miterfinder von Nanokapseln für Krebsmedikamente
- Jack Cover (1920–2009), USA – Taser 1974
- Edward Alfred Cowper (1819–1893), GB – Cowper (Hochöfen-Winderhitzer), Fahrrad-Tangentialspeichen 1868
- Clarence Crafoord (1899–1984), USA/Schweden – Aortenisthmusstenose-Operation 1944, Herz-Lungen-Maschine 1947/48 (mit Ake Senning)
- Thomas Russell Crampton (1816–1888), GB – dampfgetriebene Fahrmaschine 1834, Crampton-Lokomotive 1843
- Frederick George Creed (1871–1957), Kanada – Morsezeichenübertragung 1895, Small Waterplane Area Twin Hull (SWATH) 1938, Patent 1946
- Bartolomeo Cristofori (Christofali) (1655–1731), Italien – Hammerklavier (Pianoforte) 1700, 1709 oder 1711
- Samuel Crompton (1753–1827), GB – Spinnmaschine Spinning Mule 1779
- William Crookes (1832–1919), GB – Lichtmühle (Radiometer) 1873
- Pieter Gabryelss Croon (17. Jahrhundert), Niederlande – Gierseilfähre (mit Hendrick Heuck) Anf. 17. Jahrhundert
- Charles Cros (1842–1888), Frankreich – Farbfotografie, Telegrafie, Phonograph („Paleophon“) 1877 (neben Edison)
- William Cruickshank (1745–1800), GB – gechlortes Wasser
- George Crum (1822–1914), USA – Kartoffelchips 1853
- János Csonka (1852–1939), Ungarn – Vergaser (mit Donat Banki)
- Nicholas Joseph Cugnot (1725–1804) – Dampfwagen (Dampfkraftwagen) 1769
- Michael J. Cullen (1884–1936), USA – Supermarkt 1930
- William Cullen (1710–1790), GB – Kühlschrank
- Alexander Cumming (1733–1814), GB – Wasserklosett mit Siphon 1775
- Manfred Curry (1899–1953), Deutschland/USA – Curryklemme 1920er, Curry-Bremse
- Glenn Curtiss (1878–1930), USA – Wohnmobil 1919, Querruder
- Willard Ray Custer (1899–1985), USA – Channelwing-Flugzeug 1929
- Oskar Czeija (1887–1958), Österreich – Tonband um 1929 (mit Hans Thirring)

### D
- Celadon Daboll (1818–1866), USA – Nebelhorn 1851
- Louis Daguerre (1787–1851), Frankreich – Daguerreotypie, Fotografie 1837/39 (mit Charles Marie Bouton)
- Gottlieb Daimler (1834–1900), Deutschland – Motorrad 1885, Kraftfahrzeug 1889, Benzinmotor
- Paul Daimler (1869–1945), Deutschland – Panzerkraftwagen 1903, Hydrostößel 1931
- Gustaf Dalén (1869–1937), Schweden – AGA-Kocher; Dalén-Licht, Agamassan, Leuchtturm
- Raymond Damadian (1936–2022), USA – bildlose Magnetresonanztomographie (Kernspintomograph) 1973
- Arvid Damm (1869–1927), Schweden – Rotor-Chiffriermaschine 1919
- Abraham Darby I (1676–1717), GB – Sandformguss 1707, Eisenschmelzen mit Koks 1709
- Abraham Darby II (1711–1763), GB – Hochofen-Eisenerzeugung mit Koks 1735
- Sidney Darlington (1906–1997), USA – impulskomprimierende Chirp-Radartechnik, Darlington-Schaltung 1953
- Georges Darrieus (1888–1979), Frankreich – Darrieus-Rotor (Windkraftanlage) 1927/29
- Charles Brace Darrow (1889–1967), USA – Monopolyspiel 1934
- Jacques Arsène d’Arsonval (1851–1940), Frankreich – Hitzdrahtamperemeter (D’Arsonval-Galvanometer), autotransformierende Oudinspule zur Erzeugung von Hochspannung (mit Paul Marie Oudin)
- Erasmus Darwin (1731–1802), GB – horizontale Windmühle, kippsichere Kutsche 1766, Caisson-Hebewerk für Binnenschiffe 1777, künstlicher Vogel, Kopiermaschine 1778, Wetterbeobachtungsgeräte, artesischer Brunnen 1783, sprechende Maschine 1799
- Adolf Dassler (1900–1978) und Rudolf Dassler (1898–1974), Deutschland – Schraubstollen 1930er bzw. 1952/53
- Thomas Davenport (1802–1851), USA – erster Elektromotor 1834
- Robert Davidson (1804–1894), Schottland – Elektrolokomotive 1837
- Jacob Davis (1868–1908), USA – genietete Jeans 1873
- Edmund Davy (1785–1857), Irland – Azetylen
- Sir Humphry Davy (1778–1829), England – lichtempfindliches Silbersalz (Silberjodid), Grubenlampe (Davy-Lampe), Bogenlampe 1809
- Joseph Day (1855–1946), GB – Zweitaktmotor 1889 (umstritten: Dugald Clerk, 1878)
- Charles Anthony Deane (* 1796) – Rauchhelm 1823, Taucherhelm und Tauchanzug 1828 (mit John Deane)
- Alonzo G. Decker (1884–1956), USA – Handbohrmaschine mit Pistolengriff und Druckschalter 1914
- John Deere (1804–1886), USA – Stahlpflug 1836
- Max Delbrück (1906–1981), Deutschland/USA, Deutschamerikanischer Genetiker, Biophysiker und Nobelpreisträger; Vater der modernen Genetik
- Lee De Forest (1873–1961), USA – Audion-Verstärkerröhre, (Triode), Rückkopplungsschaltung, Tonaufzeichnung
- Jakob Degen (1760–1848), Österreich – Fluggerät 1816, Guillochiergerät (fälschungssichere Banknoten)
- Henri Gustave Delvigne (1800–1876), Frankreich – Vorderlader-System Delvigne mit Pulverkammer um 1838
- Paul Demuth (1855–?), Deutschland – Konfetti, Luftschlange 1880er
- Robert Denk (1916–1953), Deutschland – röhrenloser Empfänger, Transistor 1948
- Miksa Déri (1854–1938), Ungarn – Miterfinder des Transformators 1885 (mit Bláthy und Zipernowsky)
- Charles Derriey (1808–1877), Frankreich – Nummeriermaschine für Banknoten ab 1839, Musiknotentypensystem
- François Antoine Henri Descroizilles (1751–1825), Frankreich – Chemiker, Erfinder der Bürette, 1791
- Jürgen Dethloff (1924–2002), Deutschland – Chipkarte 1968 (mit Helmut Gröttrup)
- Sir James Dewar (1842–1923), Schottland – Dewargefäß (Thermoskanne) 1892, Rauchloses Pulver, Kordit
- John Dickinson (1782–1869), GB – Papiermaschine 1809
- Earle Dickson (1892–1961), USA – Wundschnellverband 1921
- William Kennedy Laurie Dickson (1860–1935), Schottland/USA – Filmkamera, Kinetograph, Kinetoskop (mit Edison)
- Firmin Didot (1764–1836), Frankreich – Stereotypie 1830, typografisches Maßsystem (Didot-Punkt)
- Philip Diehl (1847–1913), Deutschland/USA – Glühlampe 1882, elektrischer Nähmaschinenmotor, Dynamo 1884, Deckenventilator 1887
- Rudolf Diesel (1858–1913), Deutschland – Dieselmotor 1893
- Helen Barnett Diserens (1919–2008), USA – Deo-Roller 1940er
- Prokop Diviš (1698–1765), Tschechien – Denis d’or („Goldener Dionysius“, „Goldener Diwisch“; Prototyp eines Elektroschock-Klaviers) 1730, Wettermaschine (Irrweg der Entwicklung des Blitzableiters) 1754
- Carl Djerassi (1923–2015), Österreich – Antibabypille 1951 (mit Gregory Pincus und John Rock), Cortison
- William H. Dobelle (1941–2004), USA – künstliches Auge
- Johann Wolfgang Döbereiner (1780–1849), Deutschland – Platinfeuerzeug 1823
- John Dobson (1915–2014), USA – Dobson-Teleskop 1950er
- Ray Dolby (1933–2013), USA – Rauschunterdrückung bei magnetischen Tonaufnahmen 1960er, Mehrkanal-Tonsystem 1974, Dolby Stereo 1976
- Michail Dolivo-Dobrowolsky (1862–1919), Russland – Fernübertragung des elektrischen Stroms 1891, Drehstrom 1887–90 (mit Bradley, Haselwander, Wenström), Asynchronmotor 1889, Phasenmesser 1892, ferrodynamischer Wattmesser 1909
- Ian Donald (1910–1987), GB – Ultraschallbild (Sonographie) 1958
- Giovanni de Dondi (1318–1389), Italien – Astronomische Uhr (Astrarium) 1364
- Bryan Donkin (1768–1855), GB – Verbesserung der Langsiebmaschine (Fourdriniermaschine) 1803/4, Schreibfeder mit Stahlspitze 1808, Massenwalzenspindel 1813, Schnellpresse 1813 (mit Richard Bacon), Trockenzylinder 1819
- Marion Donovan (1917–1998), USA – Einwegwindeln 1950
- Hub van Doorne (1900–1979), Niederlande – Variomatic-Getriebe 1958
- Karl Friedrich von Drais (1785–1851), Deutschland – Draisine (Laufmaschine) 1817, Tastenschreibmaschine 1821, Stenoschreibmaschine, Eisenbahn-Draisine 1842, Kochkiste
- Edwin Laurentine Drake (1819–1880), USA – Ölbrunnen, Ölförderung (umstritten, zuvor bereits der deutsche Geologe Ludwig Meyn), Ölbohrung 1859 (umstritten, zuvor bereits der deutsche Geologe Ludwig Meyn, 1856)
- Charles Stark Draper (1901–1987), USA – Inertiales Navigationssystem 1950er
- Cornelis Drebbel (1572–1633), Niederlande – Unterseeboot 1620
- Anton Dreher senior (1810–1863), Österreich – Lagerbier 1841
- Albert J. Dremel, Österreich/USA – Dremel-Kleinwerkzeuge um 1932
- Charles Richard Drew (1904–1950), USA – Blutbank Ende 1930er
- Richard Gurley Drew (1899–1980), USA – Klebeband (Malerkrepp, Kreppband) 1925/30
- Johann Nikolaus von Dreyse (1787–1867), Deutschland – Vorderlader-Zündnadelgewehr 1827, Hinterlader-Zündnadelgewehr 1836
- Philip Drinker (1894–1972), USA – Eiserne Lunge 1928 (mit Louis Agassiz Shaw)
- Thomas Drummond (1797–1840), GB – Drummondsches Licht 1826
- André Dubonnet (1897–1980), Frankreich – Dubonnet-Fahrzeugfederung (ifs) 1927, mit Antoine-Marie Chedru
- William Du Bois Duddell (1872–1917), GB – verschiedene elektro-physikalische Messgeräte, der „singende Lichtbogen“ (englisch: Singing Arc)
- Henri Dufaux (1879–1980), Schweiz/Frankreich – Fahrradmotor 1898, Helikopter 1904
- Guillaume Dujardin, 15./16. Jahrh., Frankreich – Windbett (Luftmatratze) 1478
- John Boyd Dunlop (1840–1921), Schottland – Luftreifen 1888 (umstritten, Robert William Thomson 1845)
- Peter Durand (Pierre Durand), GB – Konservendose 1810
- Gustav Dürr (1853–1908), Deutschland – Dürr-Kessel (Einkammer-Wasserrohrkessel) vor 1883
- Daniel Düsentrieb (Comicfigur)
- Sir James Dyson (* 1947), GB – Staubsauger mit Fliehkraftabscheider 1980er, Luftkissenboot, Schubkarre, Waschmaschine, Airblade

### E
- George Eastman (1854–1932), USA – Rollfilm-Photoapparat 1884 (mit Hannibal Goodwin und William Walker), tragbare Fotokamera Kodak Nr. 1 1888
- Moritz von Ebner-Eschenbach (1815–1898), Österreich – elektrische Minen-Zündung, Torpedos und Scheinwerfer
- John Presper Eckert (1919–1995), USA – Rechenautomat (elektronische Großrechenmaschine ENIAC) 1945/46 (mit John William Mauchly)
- Thomas Alva Edison (1847–1931), USA – u. a. Kohlekörner-Mikrofon, Phonograph 1877 (Patent 1878) (mit Charles Cros), Kohlenfadenlampe (Glühlampe) 1879, Kinetograph, Betongussverfahren 1907, Dreileitersystem, Grammophon, Fernschreiber, Kinetoskop, Telegraf, Diktiergerät, Kinematograph, Kohle-Kontakt-Mikrofon, elektrisches Kraftwerk (Filmaufnahmekamera) 1891, Projektor, Fernschreiber Thomas Alva Edison

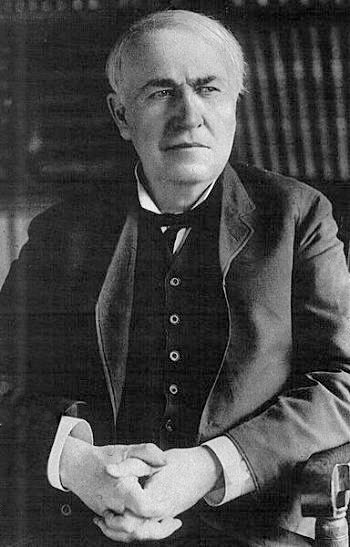
Thomas Alva Edison

- Thomas Edmondson (1792–1851), GB – Edmondsonsche Fahrkarte 1839
- Robert Edwards (1925–2013), GB – In-vitro-Fertilisation (Reagenzglasbefruchtung, IVF) (mit Patrick Steptoe) 1978
- Joseph Egg (19. Jahrhundert), Schweiz – Zündhütchen 1818
- Heinrich Ehrhardt (1840–1928), Deutschland – Ehrhardt’sches Press- und Ziehverfahren 1891, Rohrrücklauf 1898
- Johann Heinrich Ehrhardt (1805–1883), Deutschland – zweiseitige Bremsen mit schwingenden Wellen, transportable Ehrhardtsche Waage zur Kontrolle der Achsbelastungen von Fahrzeugen, umwendbare Gussstahlherzstücke für Weichen und Kreuzungen, Verbesserung an den Adam’schen Bogenfedern sowie für Vorwärme-Kondensationsvorrichtungen, Lokomotivzylinder-Bohrmaschine
- Alfred Einhorn (1856–1917), Deutschland – Einhorn-Brunner-Reaktion, Synthese von Procain (Markennamen Novocain), Entdeckung von Polycarbonate
- Albert Einstein (1879–1955), Deutschland – Kühlmittelpumpe, elektrodynamische Lagerung und elektrodynamischer Antrieb für den Kreiselkompass
- Willem Einthoven (1860–1927), Niederlande – Elektrokardiogramm (EKG) 1903
- Paul Eisler (1907–1992), Österreich – Leiterplatte 1936
- Rune Elmqvist (1906–1996), Schweden – Herzschrittmacher 1958 (mit Åke Senning)
- Arpad Elo (1903–1992), Ungarn - Elo-Zahl 1960
- Ludwig Elsbett (1913–2003), Deutschland – Elsbett-Motor 1973
- Julius Elster (1854–1920), Deutschland – Photozelle 1893 (mit Geitel)
- Douglas C. Engelbart (1925–2013), USA – Computermaus 1963/68
- Joseph Benedict Engl (Jo Engl) (1893–1942), Deutschland – Lichttonverfahren (Tonfilm) 1919 (mit Vogt, Massolle)
- Hugo Erdmann (1862–1910), Deutschland – Begriff des „Edelgases“, Thiophensynthes
- Félix Erausquin (1907–1987), Spanien – Drehwurftechnik im Speerwerfen, siehe: spanischer Wurfstil 1956; (wurde im selben Jahr verboten)
- Hugo Erfurt (1834–1922), Deutschland – Raufasertapete 1864
- John Ericsson (1803–1889), Schweden/USA – Wärmekraftmaschine 1820er, Zweiflügel-Schiffspropeller (Ericsson-Propeller) 1830er, Solarmaschine
- Lars Magnus Ericsson (1846–1926), Schweden – Telefonhörer 1885
- Friedrich von Esmarch (1823–1908), Deutschland – Dreiecktuch, Verbandpäckchen, Beinschiene, Verbandtornister, Eisbeutel 2. Hälfte 19. Jahrhundert
- Oliver Evans (1755–1819), USA – Getreidemühle, Amphibienfahrzeug, Hochdruckdampfmaschine, Mehlkühler, Gurtbecherwerk (Elevator), Conveyer, Aufschütter
- Carl Exter (1816–1870), Deutschland – Seilbremse, Brikettpresse

### F
- Samuel Face (1923–2001), USA – Betonglättemessung 1970er, Lichtschalter (umstritten), Betonmischer
- Friedrich Wilhelm Facius (1764–1843), Deutschland – Stuck, Stahlpolitur, Härten, Tragantnahrung
- Tony Fadell (* 1969), USA – iPod
- Constantin Fahlberg (1850–1910), USA – Saccharin 1878/79 (mit Ira Remsen)
- Scott Elliot Fahlman (* 1948), USA – Emoticons 1982
- Daniel Gabriel Fahrenheit (1686–1736), Deutschland – Quecksilberthermometer 1716/18, Aräometer, Pyknometer, Hypsobarometer
- Matthias Fahrig (* 1985), Deutschland – Fahrig-Salto, ein Salto beim Bodenturnen 2010
- Fiona Fairhurst (um 1962), GB – Haifischhaut-Schwimmanzug
- Michael Faraday (1791–1867), England – Elektromotor 1821, Transformator 1831, Bunsenbrenner
- Stephan Farfler (1633–1689), Deutschland – Rollstuhl 1655
- James M. Faria, USA – AstroTurf (künstliches Gras) 1965 (mit Robert T. White)
- Johann Maria Farina (1685–1766), Italien/Deutschland – Eau de Cologne (Kölnisch Wasser) um 1709
- Philo Taylor Farnsworth (1906–1971), USA – Elektronenstrahlröhre (Fernsehen) 1923, 1927 (mit Vladimir Kosma Zworykin)
- Marga Faulstich (1915–1998), Deutschland – Leichtgewichts-Brillenglas 1973
- Eric Fawcett (1908–1987), GB – Polyethylen 1933 (mit Reginald Gibson) (umstritten 1898 von Hans von Pechmann entdeckt)
- Arvid Faxe (1733–1793) SE – 1785 Erfinder der Dachpappe
- Samuel Fedida (1918–2007), GB – BTX 1968/1975
- Otto Feick (1890–1959): Deutschland – Rhönrad
- Wilhelm Emil Fein (1842–1898), Deutschland – elektrische Handbohrmaschine 1895
- George Henry Felt (1831–1895), USA – Signalrakete 1863, Sprengkapsel 1866
- James Fergason (1934–2008), USA – Flüssigkristallbildschirm
- Patrick Ferguson (1744–1780), GB – Ferguson-Büchse 1776
- George Washington Gale Ferris (1859–1896), USA – Riesenrad 1893
- Enrico Fermi (1901–1954), Italien/USA – Kernreaktor (kontrollierte nukleare Kettenreaktion) 1942
- Sebastian Ziani de Ferranti (1864–1930), GB – Bogenlicht für Straßenlaternen 1877, Ferranti-Dynamo 1880, Ferranti-Effekt 1890, Wechselstromerzeuger, Hochspannungskabel, Sicherungen, Transformatoren, Turbinen
- Galileo Ferraris (1847–1897), Italien – Magnetisches Drehfeld 1885, Ferraris-Zähler, Drehstrom 1887–90 (mit Bradley, Haselwander, Dolivo-Dobrowolsky, Wenström)
- Reginald Fessenden (1866–1932), Kanada – Radio 1900, Maschinensender 1903, Rundfunkübertragung 1906, Sonar 1914 Reginald Fessenden

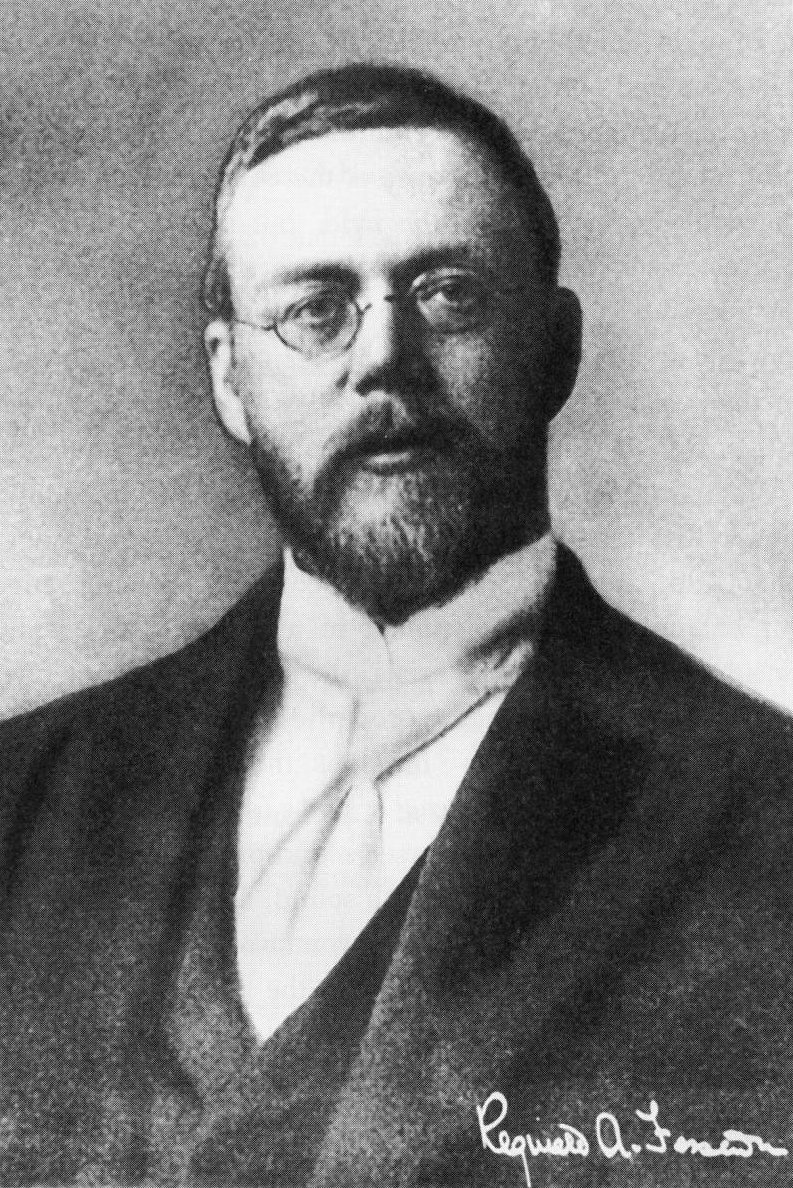
Reginald Fessenden

- Charles Fey (1862–1944), Deutschland/USA – Einarmiger Bandit (Glücksspielmaschine) 1897
- Adolf Gaston Eugen Fick (1852–1937), Deutschland – Kontaktlinse 1887
- Richard Fiedler, Deutschland, Moderner Flammenwerfer
- Willy A. Fiedler (1908–1998), Deutschland – erster militärischer Marschflugkörper, Fieseler Fi 103 (gemeinsam mit Fritz Gosslau und Robert Lusser)
- Louis Frederick Fieser (1899–1977), USA – Napalm
- Alejandro Finisterre (1919–2007), Spanien – Tischfußball 1937
- Ulrich Finsterwalder (1897–1988), Deutschland – Freivorbau von Spannbetonbrücken 1951
- Wilhelm Fischbach (1920–2002), Deutschland – hydraulische Rettungsschere
- Artur Fischer (1919–2016), Deutschland – Dübel, Fischertechnik
- August Fischer (1868–1940), Deutschland – UHU 1932
- Friedrich Fischer (1849–1899), Deutschland – Kugelschleifmaschine 1883
- Fritz Fischer (1898–1947), Schweiz – Sprachübertragung 1924/25, Fernsteuerungen, Eidophor-Verfahren 1939
- Gerhard Fischer, Deutschland/USA – Metalldetektor Ende 1920er
- Philipp Moritz Fischer (1812–1890), Deutschland – Fahrrad mit Tretkurbel um 1869
- Alva J. Fisher (1862–1947), USA – elektrische Waschmaschine 1907, Patent 1910
- Gary Fisher (* 1950), USA – Mountainbike 1970er
- John Fitch (1743–1798), USA – schraubengetriebenes Dampfschiff 1783
- Werner Flechsig (1900–1981), Deutschland – Bilderzeugung in einer Farbbildröhre
- Alexander Fleming (1881–1955), GB – Penicillin 1928 (mit Chain)
- Herbert Flemming (1903–1966), Deutschland – versch. Verfahren und Vorrichtungen zum Herstellen und Prüfen von Faserbaustoffen
- John Ambrose Fleming (1849–1945), England – Röhrendiode (Diode, Gleichrichterröhre, Flemingventil) 1900 (Patent 1904)
- Sandford Fleming (1827–1915), Kanada – Weltzeit (UTC)
- Anton Flettner (1885–1961), Deutschland – Flettner-Rotor, Flettner-Ruder, Flugzeuge, Hubschrauber
- Robert Fliri (1976–2025), Italien – Barfußschuh Ende 1990er
- Earl W. Flosdorf, USA – Trockengefrierverfahren 1946
- Wilhelm Focke (1878–1974), Deutschland – Flugzeuge, Wasserflugzeuge um 1916, Strand- und Eissegler, Doppelrumpfboote 1920er
- Andreas Flocken (1845–1913), Deutschland – erstes vierrädriges Elektroauto
- Hermann Föttinger (1877–1945), Deutschland – Automatikgetriebe, Drehmomentwandler (hydrodynamisch)
- Dario Fontanella – Spaghettieis 1969
- Henry Ford (1863–1947), USA – Fließbandfertigung 1913
- Dick Fosbury (1947–2023), USA – Fosbury-Flop 1968
- Léon Foucault (1819–1868), Frankreich – Foucaultsches Pendel, Wirbelstrom, Gyroskop (Kreiselkompass) 1852
- Henry Fourdrinier (1766–1854), Frankreich – Langsiebpapiermaschine (Fourdrinier-Maschine)
- Robert Foulis (1796–1866), GB/Kanada – Leuchtturm-Beleuchtung 1852, dampfbetriebenes Nebelhorn (Nebel-Dampfpfeife) 1852
- Émile Fourcault (1862–1919), Belgien – Fourcault-Verfahren zur Herstellung von Flachglas
- Benoît Fourneyron (1802–1867), Frankreich – Fourneyron-Turbine 1826/27
- John Fowler (1826–1864), GB – Dampfpflug 1858, Drainagesystem 1850
- Thomas Fowler (1777–1843), GB – Zentralheizung 1828, hölzerne Rechenmaschine 1840
- Sir Charles Fox (1810–1874), England – Eisenbahnweiche, Weichenstellmechanismus 1832
- Samuel Fox (1815–1887), GB – Drahtgestell für Regenschirm 1851
- Henri de France (1911–1986), Frankreich – Schwarz-Weiß-Fernsehsystem 1947, SECAM-Farbfernsehen 1956
- James B. Francis (1815–1892), USA – Francis-Turbine 1849
- Benjamin Franklin (1706–1790), USA – Blitzableiter 1752, Bifocallinsen, Franklin-Ofen, Glasharmonika
- Wilbur R. Franks (1901–1986), Kanada Anti-g-Anzug 1940 für Kampfpiloten und heute Astronauten.
- John E. Franz (* 1929), USA – entdeckte die herbizide Wirkung von Glyphosat und entwickelte das Insektizid Roundup, 1970
- Joseph von Fraunhofer (1787–1826), Deutschland – schlierenfreies Flintglas 1811, Spektroskop 1814, Optisches Gitter 1820/21
- Augustin Jean Fresnel (1788–1827), Frankreich – Fresnel-Linse 1820
- Eugène Freyssinet (1879–1962), Frankreich – Spannbeton 75 Patente 1925–1956
- William Friese-Greene (1855–1921), England – Kinematographie
- Carl Ludwig Frischen (1830–1890), Deutschland – Gegensprechverfahren 1864, Streckenblock (Blockapparat) 1870, Schienen-Durchbiegungskontakt 1879, Lautsprecher
- John Froehlich (1849–1933), USA – Traktor 1892
- Julius Fromm (1883–1945), Deutschland – Latex-Kondom „Fromms Act“ 1914
- Arthur Fry (* 1931), USA – Post-it-Klebezettel 1970er (mit Spencer Silver)
- Buckminster Fuller (1895–1983), USA – Geodätische Kuppel, Tensegrity (Architektur), Dymaxion
- Ray W. Fuller (1935–1996), USA – Prozac (Fluoxetin) 1972 (mit Bryan B. Molloy und David T. Wong)
- Robert Fulton (1765–1815), USA – U-Boot 1801, Schaufelraddampfer 1807, Dampfschiffe North River Steamboat 1809, USS Fulton 1809/1814

### G
- Franz Xaver Gabelsberger (1789–1849), Deutschland – kursive grafische Kurzschrift (Stenografie)
- Dennis Gábor (1900–1979), Ungarn – Holografie 1948
- Wolfgang Gaede (1878–1945), Deutschland – Vakuumpumpe 1913–19, Diffusionspumpe 1916, Gasballast-Prinzip
- William Edward Gaine, GB – vegetabilisches Pergament (Echt-Pergamentpapier) 1853
- József Galamb (1881–1955), Ungarn/USA – Ford Modell T, Freilauf, elektrische Zündung, Ford Modell A
- Galileo Galilei (1564–1642), Italien – Thermoskop (Vorform des Thermometers) 1592, hydrostatische Waage 1586/87
- Ludwig Gall (1791–1863), Deutschland – Nasszuckerung des Weines
- Thomas Hopkins Gallaudet (1787–1851), USA – amerikanische Gebärdensprache (American Sign Language) 1817
- Elijah Galloway († 1856), GB – Kamptulikon, Kreiskolben-Dampfmaschine
- Josef Ganz (1898–1967), Deutschland – VW Käfer 1933 (umstritten)
- John C. Garand (1888–1974), USA – Selbstladegewehr M1 Garand 1930er, Patent 1934
- Blasco de Garay (1500–1552), Spanien – Raddampfer-Schaufelrad, Dampfschiff 1543 (unsicher)
- André-Jacques Garnerin (1769–1823), Frankreich – moderner Fallschirm 1797
- Howard Garns (1905–1989), USA – Sudoku 1979
- Herbert William Garratt (1864–1913), GB – Garratt-Lokomotive 1907
- Carl Gassner (1855–1942), Deutschland – Trockenzellenbatterie 1887
- Elmer R. Gates (1859–1923) – Schaum-Feuerlöscher, elektrischer Webstuhl, Lernspielzeug („box & blocks“) etc.
- William Henry Gates III (Bill Gates) (* 1955), USA – Windows-Betriebssystem, Chefarchitekt von Visual Basic
- Louis Gathmann (1843–1917), Deutschland/USA – Maschinen für Mühlen 1880er, Linsen 1890er, Großgeschütze, Gathmann-Kanone 1890er
- Harold Gatty (1903–1957), Australien – Luftfahrt-Sextant, Aerochronometer, Drift-Messgerät
- Lucien Gaulard (1850–1888), Frankreich – Transformator für Wechselstrom (mit John Gibbs) 1881
- Carl Friedrich Gauß (1777–1855), Deutschland – Heliotrop um 1821, Magnetometer 1832, magnetelektrischer Nadeltelegraf 1833 (mit Weber)
- Joseph Gayetty USA – Toilettenpapier 1857 (umstritten, da bereits historisch in China erfunden)
- Fritz Heinrich Geburtig (1883–1952), Deutschland – elektrisch beheizte Sauna 1946
- Hans Wilhelm Geiger (1882–1945), Deutschland – Geigerzähler 1928 (mit Walther Müller)
- Heinrich Geißler (1814–1879), Deutschland – Geißlerröhre (Leuchtröhre)
- Hans Friedrich Geitel (1855–1923), Deutschland – Photozelle 1893 (mit Elster)
- Ernst August Geitner (1783–1852), Deutschland – Argentan (Neusilber) 1823
- Benedetto Gentile, Genua – Lotto (5 aus 90)
- Célestin Gérard (1821–1885), Frankreich – Lokomobil 1861, fahrbare Dreschmaschine 1866
- Dorothy Gerber (1904–1988), USA – vorgefertigte Babynahrung 1927
- Heinrich Gerber (1832–1912), Deutschland – Gerberträger (Auslegerbrücke) 1864, Patent 1866
- Edmund Germer (1901–1987) Deutschland – Fluoreszenzlampe 1926
- Egon Gersbach (1921–2020), Deutschland – Feldzeichenmaschine (Pantograf)
- Helmut Gerstenberg (1926–1983), Deutschland – Färben von Trevira, Blasensäulenreaktor
- Conrad Gessner (1516–1565), Schweiz – Bleistift 1565
- Lawrence J. Giacoletto (1916–2004), USA – Giacoletto-Ersatzschaltbild für Transistoren
- John Heysham Gibbon (1903–1973) – Herz-Lungen-Maschine 1953 (mit Bernard J. Miller u. a.)
- Max Giese (1879–1935), Deutschland – Betonpumpe
- Reginald Oswald Gibson (1902–1983), GB – Polyethylen 1933 (mit Eric William Fawcett)
- John Dixon Gibbs (1834–1912), GB – Transformator (mit Lucien Gaulard)
- Eberhard Gienger (* 1951), Deutschland, – Gienger-Salto, Turnelement am Reck 1977
- Franz Josef Gießibl (* 1962), Deutschland – qPlus Sensor für Rasterkraftmikroskop 1996
- Henri Giffard (1825–1882), Frankreich – angetriebenes Luftschiff 1852, Strahlpumpe (Injektor)
- Percy Carlyle Gilchrist (1851–1935), GB – Thomas-Verfahren (Eisenentphosphorung) 1876/77 (mit Sidney Thomas)
- King Camp Gillette (1855–1932), USA – Rasierklinge 1895
- Charles Ginsburg (1920–1992), USA – Videokassette 1950er
- Flavio Gioia (13./14. Jahrhundert), Italien – Kompass um 1302/1312 (angeblich)
- Francesco di Giorgio Martini (1439–1502), Italien – Mine 1495 (zugeschrieben)
- Donald A. Glaser (1926–2013) – Blasenkammer (Nachweis der Bahnspuren energiereicher Teilchen) 1952
- Louis C. Glass (1845–1924), USA – Jukebox (Musikautomat) 1889 (mit William S. Arnold)
- Glaukos von Chios (um 600 v. Chr.) Griechenland – Löten
- Carlos Glidden (1834–1877), USA – Schreibmaschine 1867 Patent 1868 (mit Sholes, Soulé)
- Joseph Glidden (1813–1906), USA – Stacheldraht 1874
- Robert Hutchings Goddard (1882–1945), USA – Feststoffrakete, Bazooka 1918, Flüssigkeitsrakete 1926
- Heinrich Göbel (1818–1893), Deutschland/USA – Vorläufer der Glühlampe 1854 (zweifelhaft), Verbesserung von Nähmaschinen 1865, Verbesserung der Geißler-Pumpe 1882
- Thomas Godfrey (1704–1749), USA – Oktant (neben John Hadley)
- Jacob Goedecker (1882–1957), Deutschland – Flugzeuge um 1912
- Adolf Goetzberger (1928–2023), Deutschland – Erfindung und Patentierung des Fluoreszenzkollektors
- Emanuel Goldberg (1881–1970), Deutschland, Israel – Kinamo 1921, Mikropunkt 1925, Statistische Maschine 1931
- Sylvan Goldman (1898–1984), USA – Einkaufswagen 1937, Patent 1940
- Peter Carl Goldmark (1906–1977), Ungarn – Langspielplatte aus Vinyl 1948, CBS-Farbfernsehen
- Hans Goldschmidt (1861–1923), Deutschland – Termitverfahren
- Rudolf Goldschmidt (1876–1950), Deutschland – Hochfrequenz-Telegraph 1914, Hörhilfe 1928 (mit Einstein)
- Lewis Gompertz (1779–1865), GB – Handantrieb für Draisinen 1821
- Leonard Goodall († 1971), USA – Benzin-Rasenmäher 1940
- Hannibal Goodwin (1822–1900), USA – Rollfilm 1884 (mit George Eastman)
- Charles Goodyear (1800–1860), USA – Kautschuk-Vulkanisation 1839, Vulkanisieren von Gummi Patent 1844, Hartgummi um 1850, Gummi-Kondom 1855
- James Power Gordon (1928–2013), USA – Maser 1954 (mit Charles H. Townes und Herbert Jack Zeiger)
- Robert W. Gore (1937–2020), USA – Gore-Tex
- John Gorrie (1802–1855), USA – Kühlschrank 1842
- Eveline Gottzein (1931–2023), Deutschland – Lage- und Bahnregelung von Satelliten, Tragführungsregelung des Transrapid
- Gordon Gould (1920–2005), USA – Laser 1958 (mit Charles H. Townes, Arthur L. Schawlow)
- Richard Hall Gower (1768–1833), England – Schiffsrumpf, Takelung
- Robert Jemison Van de Graaff (1901–1967) – Bandgenerator zur Erzeugung von Hochspannung 1929
- Ernst Gräfenberg (1881–1957), Deutschland – Gräfenberg-Ring, Gräfenberg-Zone („G-Punkt“)
- Bette Nesmith Graham (1924–1980), USA – Tipp-Ex-Korrekturflüssigkeit (umstritten)
- George Graham (1673–1751), GB – Graham-Hemmung 1715, Zylinderhemmung 1720, Kompensationspendel 1726
- Joseph Mortimer Granville (1833–1900), GB – Elektrischer Vibrator 1883
- Elisha Gray (1835–1901), USA – telegrafisches Gerät 1867, Telefon 1876 (neben Bell), Teleautograph 1893
- James Henry Greathead (1844–1896), Südafrika – Tunnelbohrmaschine
- Konrad Grebe (1907–1972), Deutschland – Kohlenhobel
- George Charles Green (1785–1870), GB – Schlepptau 1836
- Benjamin Greene USA – Sonnenschutzmittel (Sonnencreme) 1944 (umstritten)
- Chester Greenwood (1858–1937), USA – Ohrenschützer 1873
- Hanson Crockett Gregory USA – ringförmiger Donut 1847
- Franz Ferdinand Greiner (1808–1855), Deutschland – industriell gefertigtes deutsches Thermometer
- Franz Greiter, Schweiz – Sonnenschutzmittel „Gletscher Crème“ (Piz Buin) 1938
- Otto Griessing (1897–1958), Deutschland – Volksempfänger 1933
- Max Carl Gritzner (1825–1892), Deutschland – umlaufender Greifer ohne Brille, Spulenkapsellifter, umlaufender Fadengeber und gesteuerte Fadenspannung für Nähmaschinen
- Hans Grohe (1871–1955), Deutschland – automatische Ab- und Überlaufgarnitur, 1934 und der Duschstange, 1953
- Gustav Großmann (1893–1973), Deutschland – Großmann-Methode (System zur Selbstverwirklichung und Leistungssteigerung)
- Helmut Gröttrup (1916–1981), Deutschland – Verbesserung des Telemetriesystems Messina der A4-Rakete 1944, Chipkarte 1967 (1968 mit Jürgen Dethloff nochmals angemeldet), Systeme zur automatisierten Banknotenbearbeitung 1975, Absicherung von Banknoten mit geheimem Sicherheitsmerkmal 1975
- William Robert Grove (1811–1896), GB – Brennstoffzelle 1839
- Gustav Guanella (1909–1982), Schweiz – Miterfinder des Frequenzspreizverfahrens der Telekommunikationstechnik
- Joseph-Ignace Guillotin (1738–1814), Frankreich – Guillotine 1792 (vermeintlich; mit Antoine Louis)
- Fritz-Rudolf Güntsch (1925–2012), Deutschland – Virtuelle Speicherverwaltung
- Otto von Guericke (1602–1686), Deutschland – Kolben-Luftpumpe 1649/50, Manometer, Dasymeter 1650
- John Gurdon (* 1933), GB – Klonen von Tieren 1970
- Goldsworthy Gurney (1793–1875), GB – Dampfomnibus 1826, Schneidbrenner, Blasrohr
- Beno Gutenberg (1889–1960), Deutschland/USA – Richterskala 1935 (mit Charles Francis Richter)
- Johannes Gutenberg (um 1400–1468), Deutschland – Buchdruck mit beweglichen Lettern um 1450
- Samuel Guthrie (1782–1848), USA – Chloroform 1830

### H
- Ruth Handler (1916–2002), USA – Barbie-Puppe
- Jaap Haartsen, NDL – Miterfinder von Bluetooth 1990er
- Earle Haas (1885–1981), USA – moderner Damentampon 1929
- Wilhelm Haas-Münch (1741–1800) – verbesserte Druckerpresse 1772
- John Hadley (1682–1744), England – moderner Sextant, Oktant 1731 (neben Thomas Godfrey)
- Gunther von Hagens (* 1945), Deutschland – Plastination zwischen 1977 und 1993
- Philipp Matthäus Hahn (1739–1790), Deutschland – Neigungswaage, Rechenmaschine
- Charles Martin Hall (1863–1914), USA – Schmelzflusselektrolyse (Hall-Héroult-Prozess) zur Aluminiumherstellung 1886 (mit Paul Heroult)
- Chester Moor Hall (1703–1771), GB – achromatische Linse 1733
- Tracy Hall (1919–2008), USA – synthetischer Diamant
- Edmond Halley (1656–1742), GB – Taucherglocke 1690
- Bill Hamilton (1899–1978), Neuseeland – Jetboot, 1950er
- Oscar Hammerstein (1848–1919), Deutschland/USA – Zigarrenmaschine 1870er
- Laurens Hammond (1895–1973), USA – Hammondorgel 1934
- Jean Hantzsch – Uhrwerkwagen 1649
- William Harbutt (1844–1921), GB – Plasticine Patent 1897
- Christine Hardt, Deutschland – Frauenleibchen (Büstenhalter) 1895 oder 1899
- Joseph Hardtmuth (1758–1816), Österreich – Wiener Steingut 1789, Bleistiftmine
- Robert Hare (1781–1858), USA – Schneidbrenner
- James Hargreaves (1720–1778), England – industrielle Spinnmaschine Spinning Jenny
- Sir John Harington (1561–1612), GB – Wasserklosett 1596
- John Harrison (1693–1776), England – Schiffschronometer 1735 und 1759
- Harun ar-Rammah Najm al-Din al-Ahdab (um 1275), Syrien – Torpedo
- John Harwood (1893–1965), GB – Automatikuhr 1923
- Friedrich August Haselwander (1859–1932), Deutschland – Drehstromgenerator1887–90 (mit Bradley, Dolivo-Dobrowolsky, Wenström)
- Victor Hasselblad (1906–1978), Schweden – 6x6-cm-Spiegelreflexkamera Hasselblad 1600 F (mit Sixten Sason)
- Vic Hayes (* 1941), Niederlande-Indonesien – Wi-Fi
- Oliver Heaviside (1850–1925), GB – Heaviside-Funktion
- Friedrich von Hefner-Alteneck (1845–1904), Deutschland – Differentialbogenlampe 1878, Hefnerkerze 1884, Mignon (Schreibmaschine) 1903
- Oskar Heil (1908–1994), Deutschland – Konstruktion des ersten Feldeffekttransistor, 1934
- George H. Heilmeier (1936–2014), USA – Flüssigkristallanzeigen
- Bernhard Heine (1800–1846), Deutschland – Instrumentenmacher auf dem Gebiet der Orthopädie, Osteotom
- Johann Georg Heine (1771–1838), Deutschland – Druckverband, 1811
- Robert A. Heinlein (1907–1988), USA – Wasserbett
- Henry John Heinz (1844–1919), USA – Tomatenketchup
- Wolfgang Helfrich (* 1932), Deutschland: Schadt-Helfrich-Zelle (gemeinsam mit Martin Schadt)
- Rudolf Hell (1901–2002), Deutschland – Bildzerlegerröhre 1925, Hellschreiber 1929, Klischographen 1951, Faxgerät 1956, Scanner 1963, digital erzeugter Fotosatz (Computersatz) 1965
- Jozef Karol Hell (1713–1789), Slowakei – Wasserpumpe
- Stefan Hell (* 1962), Deutschland – Entwicklung superauflösender Fluoreszenzmikroskopie (gemeinsam mit Eric Betzig und William E. Moerner)
- Hermann von Helmholtz (1821–1894), Deutschland – Ophthalmoskop (Augenspiegel) 1850, Ophthalmometer 1851, Telestereoskop 1857, Magnetspule
- Peter Henlein (1479/1480–1542) – zylinderförmige Taschenuhr 1510; („Nürnberger Ei“ zugeschrieben)
- Benjamin Tyler Henry (1821–1898), USA – Henrystutzen
- Joseph Henry (1797–1878), USA – Elektromagnet 1820er, elektromagnetisches Relais 1835
- Moritz Hensoldt (1821–1903) Wegbereiter der Optik, Mikroskopie, Fernglas- und geodätischer Sektor, Orthoskopie Okular, Binokular, Skala-Entfernungsmesser, Pentagon-Winkelprisma
- Cašpar Hermann (1871–1934) – Bogenanleger für Druckmaschinen 1909, Steindruckrotationsmaschine 1903, Offsetdruck 1907 (mit Ira W. Rubel), Offset-Rotationsmaschine 1913
- Heron von Alexandria (1. Jahrhundert n. Chr.), Ägypten – Aeolipile (Heronsball), Heronsbrunnen, Theodolit, Odometer, Weihwasserspender als Münzautomat, Taxameter
- Paul Héroult (1863–1914), Frankreich – Schmelzflusselektrolyse (Hall-Héroult-Prozess) zur Aluminiumherstellung 1886 (mit Charles Martin Hall)
- Donald Richard Herriott (1928–2007), USA – Gaslaser 1961 (mit William Ralph Bennett jr. und All Javan)
- Heinrich Hertz (1857–1894), Deutschland – Radiotelegraphie, elektromagnetische Strahlung
- Hellmuth Hertz (1920–1990), Schweden – Echokardiografie (Ultraschall)
- John Hetherington, GB – Zylinder 1797
- Hendrick Heuck (um 1600–1677), Niederlande – Gierseilfähre (neben Pieter Gabryelss Croon) 1657
- Edmund Heusinger von Waldegg (1817–1886), Deutschland – Heusingersteuerung für Dampflokomotiven 1849
- Herta Heuwer (1913–1999), Deutschland – Currywurst 1949
- George de Hevesy (1885–1966), Ungarn – radioaktiver Tracer (mit Paneth)
- Peter Cooper-Hewitt (1861–1921), USA – Quecksilberdampflampe 1901 (mit Martin Leo Arons)
- William Higinbotham (1910–1994), USA – erstes Computerspiel Tennis for Two, 1958
- Wolfgang Hilberg (1932–2015), Deutschland – Funkuhr 1967
- Rowland Hill (1795–1879), GB – Briefmarke, 1-Penny-Briefporto 1837
- Friedhelm Hillebrand (* 1940), Deutschland – Short Message Service (SMS); er war seit 1984 für die GSM-Standardisierungsarbeit verantwortlich
- Albert Hirth (1858–1935), Deutschland – Hirth-Minimeter, Fortuna-Kugelschleifspindel, Vierfarbenstift, Raupenschlepper, Riesenhubschrauber
- Johann Wilhelm Hittorf (1824–1914), Deutschland – Hittorfröhre (Gasentladungsröhre für Kathodenstrahlen) 1869
- Søren Hjorth (1801–1870), Dänemark – dynamoelektrisches Prinzip, selbsterregte Dynamomaschine Patent 1854
- Ernst Paul Hoch, Schweiz – Fahrkartenautomat
- Jacob Hochbrucker (* um 1673–1763), Deutschland – Pedalharfe mit Pedalen am Harfenfuß um 1720
- Blasius Höfel (1792–1863), Österreich – Strichätzung 1840
- Marcian Edward Hoff (Ted Hoff) (* 1937), USA – LMS-Algorithmus 1960, Mikroprozessor Intel 4004 1969/70
- Christoph Ludwig Hoffmann (1721–1807), Deutschland – optisch-mechanischer Telegraph 1782
- Felix Hoffmann (1868–1946), Deutschland (Bayer) – reine Acetylsalicylsäure 1897 (mit Arthur Eichengrün, neben Charles Frédéric Gerhardt), Heroin 1897 (neben C.R.A. Wright)
- Albert Hofmann (1906–2008), Schweiz – LSD 1938/1943
- August Wilhelm von Hofmann (1818–1892), Deutschland – Hofmannscher Wasserzersetzungsapparat 1866
- Edward Joseph Hoffman (1942–2004), USA – Positronen-Emissions-Tomographie-Scanner
- Fritz Hofmann (1866–1956), Deutschland – Synthetischer Kautschuk „Buna“ Patent 1909
- Richard March Hoe (1812–1886), USA – Rotationsdruckmaschine*
- Toni Hold (* 1937), Österreich - Anti-Topspin-Tischtennisschläger-Belag 1965
- Herman Hollerith (1860–1929), USA – Lochkarten (Lochkartenmaschine) 1887
- Nick Holonyak (1928–2022), USA – Leuchtdiode (LED) 1962 (umstritten)
- Wilhelm Holtz (1836–1913), Deutschland – Influenzmaschine (Holtzmaschine) 1865
- Villard de Honnecourt (13. Jahrhundert), Frankreich – Mechanische Apparate, u. a. Hemmung, Kardanische Aufhängung 1230–35
- Gottlob Honold (1876–1923), Deutschland – Hochspannungs-Magnetzünder (Zündkerze) 1902
- Robert Hooke (1635–1703), GB – Unruh (Uhr) 1658, Irisblende (Iris-Diaphragma)
- Erna Schneider Hoover (* 1926), USA – Computer-Telefon-Schaltsystem
- Wilhelm Höpflinger (1853–1928), Deutschland – Fräsmaschine 1888, Höpflinger-Kugelkorb für Wälzlager
- Frank Hornby (1863–1936), GB – Meccano-Metallbaukasten
- Eben Norton Horsford (1818–1893), USA – Backpulver um 1856
- Ludwig Hotopp (1854–1934), Deutschland – Hotoppscher Heber
- Jacques-Martin Hotteterre, Miterfinder der Oboe
- Eugene Houdry (1892–1962), Frankreich – Fahrzeugkatalysator 1956
- Godfrey Hounsfield (1919–2004), GB – Computertomografie 1973 (mit Allan M. Cormack)
- Kenneth House, USA – Rauchdetektor 1969 (mit Randolph Smith)
- Coenraad Johannes van Houten (1801–1887), Niederlande – Entölen der Kakaobohnen 1828
- Edward Charles Howard (1774–1816), GB – Knallquecksilber-Synthese 1799 (neben Johannes Kunckel)
- Elias Howe (1819–1867), USA – Nähmaschine 1845
- Christian Hülsmeyer (1881–1957), Deutschland – Radar 1904
- David Edward Hughes (1831–1900), GB/USA – Typendrucktelegraf 1855, Kohlemikrofon 1878
- Chuck Hull (* 1939), USA – 3D-Drucker, 1984
- Walter Hunt (1796–1859), USA – Sicherheitsnadel 1849, Flachsspinner, Messerschleifer, Straßenbahnglocke, Steinkohleofen, künstlichen Stein, Straßenreinigungsmaschine, Dreirad, Eispflug für Schiffe, Füllfederhalter, Nähmaschine 1834, Winchester-Repetiergewehr
- Benjamin Huntsman (1704–1776), GB – Stahlguss 1746 (1742?, 1740?)
- Jakub Husník (1837–1916), Tschechien – verbesserter Lichtdruck (Maler, Zeichenlehrer)
- Christiaan Huygens (1629–1695), Niederlande – Pendeluhr mit Spindelhemmung 1656/57, Taschenuhren mit Spiralfedern und Federunruh 1675
- Erich Huzenlaub (1888–1964), Deutschland/GB – Parboiling
- John Wesley Hyatt (1837–1920), USA – Zellulose-Herstellung (Zelluloid) 1870

### I
- Salomon Idler (1610–1669), Deutschland – Fluggerät
- Sumio Iijima (* 1939), Japan – Kohlenstoffnanoröhre (Nanotubes) 1991
- Daisuke Inoue (* 1940), Japan – Karaoke-Maschine 1971
- Manuel Iradier (1854–1911), Spanien – Wasserzähler, typografisches Verfahren
- János Irinyi (1817–1895), Ungarn – geräuschloses, explosionsschwaches Streichholz 1836, Sicherheitszünder
- Frederic Eugene Ives (1856–1937), USA – Halbton-Photogravur 1878
- Herbert E. Ives (1882–1953), USA – telegraphische Übertragung von Photographien, Farb-Fax 1924, Fernsehübertragung 1927, Ives-Stilwell-Experiment 1938

### J
- Pawel Jablotschkow (1847–1894), Russland – jablotschkowsche Kerze 1876
- Joseph-Marie Jacquard (1752–1834), Frankreich – Jacquard-Musterwebmaschine, Webstuhl für gemusterte Stoffe 1805
- Fritz Jacob (* 1919), Deutschland – Schneekanone 1968 (umstritten)
- Mary Phelps Jacob (1891–1970), USA – Büstenhalter 1913
- Moritz Hermann von Jacobi (1801–1874), Deutschland – Galvanoplastik (Galvano) 1838
- Werner Jacobi (1904–1985), Deutschland – Integrierter Schaltkreis (Halbleiterverstärker) 1949
- Bernd Jäger (* 1951), Deutschland – Jägersalto, Turnelement am Reck 1974
- Friedrich Ludwig Jahn (1778–1852), Deutschland – Barren und Reck
- Johannes Janssen, Deutschland – Aachener Stahlfeder (stählerne Schreibfeder) 1748
- Zacharias Janssen (um 1588–um 1631) – Mikroskop 1590 (umstritten, evtl. mit Hans Janssen)
- Robert Jarvik (1946–2025), USA – dauerhaft implantiertes Kunstherz
- Ali Javan (1926–2016) – Gaslaser 1961 (mit William Ralph Bennett jr. und Donald Richard Herriott)
- Ányos Jedlik (1800–1895), Ungarn – Gleichstrommotor 1829, Dynamoelektrisches Prinzip (Dynamomaschine) 1861
- Thomas Jefferson (1743–1826), USA – Drehstuhl, Kleiderbügel, Jefferson-Polygraph (Vorläufer des Kopiergeräts)
- Alec John Jeffreys (* 1950), GB – Genetischer Fingerabdruck 1985
- György Jendrassik (1898–1954), Ungarn – Turboprop
- Charles Francis Jenkins (1867–1934) – Filmprojektor
- Edward Jenner (1749–1823), GB – Pocken-Impfung 1796
- William Le Baron Jenney (1832–1907), USA – Stahlrahmen-Hochhaus (Home Insurance Building) 1884/85
- Steve Jobs (1955–2011), USA – Macintosh-Betriebssystem
- Carl Edvard Johansson (1864–1943), Schweden – Endmaße
- Johan Petter Johansson (1853–1943), Schweden – Wasserpumpenzange (Rohrzange) 1886, Engländer (verstellbarer Schraubenschlüssel) 1892
- Isaac Charles Johnson (1811–1911) – Klinker
- John Robert Johnson, GB – Komplettgießmaschine 1853/1862 (mit Stain Atkinson)
- Nancy Johnson, USA – handbetriebene Eismaschine 1843
- Reynold B. Johnson (1906–1998), USA – Festplattenlaufwerk, 1956
- Warren S. Johnson (1847–1911), USA – elektrischer Raumthermostat 1883, Humidistat (Hygrostat, Feuchtigkeitsregler) 1900
- Jean Baptiste Jolly, Frankreich – chemische Trockenreinigung 1855
- Philipp von Jolly (1809–1884), Deutschland – Jollysche Federwaage 1864
- Albert Jones, USA – Wellpappe 1871
- Donald F. Jones, USA – Maishybrid 1917
- Scott A. Jones (* 1960), USA – Voicemail, ChaCha-Suchmaschine (Websuchmaschine)
- Anatol Josepho (1894–1980) USA/Russland – Fotoautomat
- Claude François Jouffroy d’Abbans (1751–1832), Frankreich – Dampfschiff 1776
- Whitcomb Judson (1846–1909), USA – Reißverschluss 1890, Patent 1893
- Hugo Junkers (1859–1935), Deutschland – Gasbadeofen 1893, Durchlauferhitzer, Ganzmetallflugzeug Junkers J 1 1915, Schweröl-Flugmotor 1929, Gegenkolbenmotor 1892 (mit Oechelhaeuser; neben Kindermann)

### K
- Kajetan Georg von Kaiser (1803–1871), Deutschland – Saccharometer 1842
- Michail Timofejewitsch Kalaschnikow (1919–2013), Russland – Kalaschnikow-Waffenfamilie
- Kallinikos von Heliopolis (7. Jahrhundert), Byzantinisches Reich – Griechisches Feuer um 670
- Dean Kamen (* 1951), USA – Segway-Elektroroller
- Theophilus Van Kannel (1841–1919), Niederlande/USA – Drehtür 1888
- Narinder Singh Kapany (1926–2020), Indien – Lichtwellenleiter 1955
- Viktor Kaplan (1876–1934), Österreich – Kaplan-Turbine 1912/13
- Alfred Kärcher (1901–1959), Deutschland – Heißwasser-Hochdruckreiniger 1950, tragbare Heizgeräte, Luftheizgeräte, Spritzköpfe zur Behälter-Innenreinigung
- August Karolus (1893–1972), Deutschland – Karolus-Zelle (siehe S.4 „24“ unten; PDF; 489 kB) (Bildübertragung) 1923
- Erich Kurt Kästner (1911–2005), Deutschland – Spiegelreflex-Filmkamera 1936
- Frédéric Kastner (1852–1882), Frankreich/Deutschland – Pyrophon 1875
- Henry Kater (1777–1835), GB – Reversionspendel 1817/18, floating collimator für Fernrohre
- Anton Kathrein senior (1888–1972), Deutschland – Überspannungsableiter Masttrennschalter mit eingebauter Sicherung, der Niederspannungsnetze vor Ausfällen durch Blitzschlag schützt, 1919
- Albert Kaufmann, Schweiz – elektrische Stichsäge 1947
- John Kay (1704–1780), GB – Schnellschusswebstuhl 1733
- Joseph Kekuku (1874–1932), USA – Hawaiigitarre
- Janet Keiller, GB – Bitterorangenmarmelade vor 1797
- Friedrich Gottlob Keller (1816–1895), Deutschland – Holzschliff-Verfahren (Papierherstellung aus Holz) 1843/44
- Carl Kellner (1826–1855), Deutschland – Fernrohre, Mikroskope, (Kellner-Okular)orthoskopisches Okular
- Edward W. Kellogg (1882–1960), USA – Lautsprecher 1924 (mit Chester W. Rice)
- John Harvey Kellogg (1852–1943), USA – Cornflakes 1894
- John Forrest Kelly (1859–1922), USA – Wechselstrom-Übertragungssystem 1890, Cooke-Kelly-Prozess
- John G. Kemeny (1926–1992), Ungarn – Miterfinder von BASIC
- Bernhard Kempa (1920–2017), Deutschland – Kempa-Trick, Spielzug beim Handball 1954
- Wolfgang von Kempelen (1734–1804), Österreich/Ungarn – Schachtürke 1769, Sprechmaschine 1791
- Hermann Kemper (1892–1977), Deutschland – Magnetschwebebahn 1933, Patent 1934
- Martine Kempf (* 1958), Frankreich – Katalavox-Spracherkennung
- Arthur Edwin Kennelly USA – Elektrischer Stuhl 1888 (mit Harold P. Brown)
- Johannes Kepler (1571–1630), Deutschland – Kepler-Fernrohr (Linsenfernrohr mit sammelndem Okular) 1611
- Alexander Leonowitsch Kemurdschian (1921–2003), Russland – erstes Mondlandefahrzeug Lunochod
- John Kerr (1824–1907), Schottland – Kerr-Effekt, Kerr-Zelle
- Charles F. Kettering (1876–1958), USA – elektrische Zündung und Fahrzeugbeleuchtung, Inkubator, Freon, Tetraäthylblei, Äthylbenzin
- Johann Kiefuss, Deutschland – Radschloss um 1517 (unsicher)
- Erhard Kietz (1909–1982), Deutschland & USA – Patente für Signalwiedergabe mit Phasenannullierung von unerwünschten Signalkomponenten Erhard Kietz Patente
- Jack Kilby (1923–2005), USA – Integrierter Schaltkreis (IC) 1958, elektronischer Taschenrechner, Thermodrucker 1967
- Ferdinand Kindermann – Gegenkolbenmotor 1877 (neben Oechelhaeuser und Junkers)
- Charles Brady King (1868–1957), USA – Niethammer 1893, Bremssystem für Eisenbahnwagen 1893, Bergbaugerät, Luftfahrt- und Automobilpionier
- Frederic Stanley Kipping (1863–1949), GB – Silikon 1904
- Athanasius Kircher (1602–1680) – Laterna magica 1671, magnetische Uhr, Organum Mathematicum, Blei-Pipeline, Windharfe, sprechende Statue, Stenographia 1671
- Norman Kitz (auch Norbert K.) – erster elektronischer Tischrechner (Anita Mark 8) 1967
- Oscar Kjellberg (1870–1931) – Stabelektrode als ummantelte Schweißelektrode für das Schweißen im Schiffbau 1908
- Fritz Klatte (1880–1934), Deutschland – Vinylchlorid, Vorläufer des Polyvinylchlorids Patent 1912
- Yves Klein (1928–1962), Frankreich – International Klein Blue Patent 1956
- Edward E. Kleinschmidt (1876–1977), USA – erster kommerziell erfolgreicher Fernschreiber Teletype 14 1924 und über Jahrzehnte kontinuierliche Weiterentwicklung bei Teletype Corporation
- Ewald Georg von Kleist (1700–1748), Deutschland – „Leydener Flasche“ (elektrischer Kondensator) 1745 (neben Pieter van Musschenbroek)
- Arthur Klemt, Deutschland – Glashaus-Lamellenfassade 1983
- Hans Klenk (1906–1983), Deutschland – Toilettenpapierrolle 1928
- Anton Kliegl (1872–1927), Deutschland/USA – Carbon-Bogenlampe, Film-Spezialeffekte
- Karl Klietsch (1841–1926), Tschechien – Heliogravur (Klicotypie) 1879, Rakeltiefdruck 1890, Inlaid-Linoleum
- Karl Heinrich Klingert (1760–1828), Deutschland – elektrische Uhr 1815, erste Elektromotoren, Tauchermaschine
- Adolf Klose (1844–1923), Deutschland – Klose-Lenkwerk für Dampflokomotiven
- Friedrich von Knaus(s) (1724–1789), Deutschland – mechanische Schreibapparate, Kopiermaschine, Sprechapparate, Bergbaumaschinen
- Charles Yale Knight (1868–1940), USA – Schiebermotor („Knight-Motor“)
- Margaret E. Knight (1838–1914), USA – Maschine zur Herstellung von braunen Papiertüten mit Boden 1870
- Max Knoll (1897–1969), Deutschland – Elektronenmikroskop 1931 (mit Ernst Ruska)
- Georg Knorr (1859–1911), Deutschland – Knorr-Einkammerschnellbremse 1900
- Ludwig Knorr (1859–1921), Deutschland – Antipyrin 1885, Paal-Knorr-Synthese (mit Carl Paal)
- Ivan Knunyants (1906–1990), Ukraine – Nylon–6
- Hugo Alexander Koch (1870–1928), Niederlande – Rotor-Chiffriermaschine 1919
- Robert Koch (1843–1910), Deutschland – Tuberkulin, Bakterien-Kultivierung auf festen Medien
- Alwin Kocken (* um 1945), Deutschland – Krabbenpulmaschine 1986
- Franz Kolb, Deutschland – Plastilin 1880
- Willem Johan Kolff (1911–2009), Niederlande/USA – künstliche Niere (Hämodialyse-Maschine) und andere künstliche Organe
- Paul Kollsman (1900–1982), Deutschland/USA – Variometer, Höhenmessung und Instrumente für den Instrumentenflug
- Rudolf Kompfner (1909–1977), Österreich/Großbritannien – Miterfinder der Wanderfeldröhre
- Friedrich Koenig (1774–1833), Deutschland – Zylinderdruckmaschine (Schnellpresse) 1812, Schön- und Widerdruckpresse 1816 (mit Andreas Friedrich Bauer)
- Friedrich von Koenig (1829–1924), Deutschland – Rollen-Rotationsmaschine 1875
- Wilhelm Koenig (1826–1894), Deutschland – Zweifarbendruckmaschine 1864 und weitere Druckmaschinen
- Anton Köllisch (1888–1916), Deutschland – MDMA
- Arthur Koepchen (1878–1954), Deutschland – Pumpspeicherkraftwerk 1930
- Johann Korbuly (1860–1919), Österreich – Matador-Holzbaukasten 1901
- Arthur Korn (1870–1945), Deutschland – Bildtelegrafie 1904
- Otto Kornei (1903–1993), Österreich – Verbesserung der Elektrofotografie 1938 (mit Chester Carlson)
- Ernst Körting (1842–1921), Deutschland – Lavaldüse 1878
- Gleb Kotelnikov (1872–1944), Russland – Rucksack-Fallschirm
- William B. Kouwenhoven (1886–1975), USA – Defibrillator
- Wolfgang Krätschmer (* 1942), Deutschland – Verfahren zur Synthese von Fullerenen
- Ernst Ludwig Kramar (1902–1978), Deutschland – erstes Instrumentenlandesystem (ILS) für Flugzeuge Lorenzbake 1933, Funknavigationsverfahren Elektra und Sonne, international als Consol-Verfahren bezeichnet 1938
- August Ephraim Kramer (1817–1885), Deutschland – Zeigertelegraf
- Kane Kramer (* 1956), GB – digitaler Musikspieler 1979
- Friedrich Emil Krauß (1895–1977), Deutschland – Waschmaschinen, Wäscheschleuder, Motorradtank, Haushaltsgegenstände
- Louis Krauß (1862–1927), Deutschland – Waschmaschinen
- Johann Kravogl (1823–1889), Südtirol – Elektromotor 1867, Quecksilber-Vakuumpumpe 1861, Luftdruck-Lokomobil 1864 und anderes
- Arthur Constantin Krebs (1850–1935), Frankreich – Elektroantrieb für Luftschiffe ab 1877, für Unterseeboote ab 1887, für Panzer ab 1916, Dampfspritze 1886, Kreiselkompass 1887–1888, Periskop 1887–1888, Magnetfeldtelefon 1888, Magnetkupplung 1897, automatischer Vergaser 1902, Mehrscheibenkupplung
- Peter Kreeft, Deutschland – Tauchanzug (Kreefts Tauchmaschine) 1800
- Balthasar Krems (1760–1813), Deutschland – Einfaden-Kettenstich-Nähmaschine mit Maschinennähnadel 1810
- Wilhelm Krische, Deutschland – Galalith 1897 (mit Spitteler)
- František Křižík (1847–1941), Tschechien – Kohlebogenlampe 1878
- Julius Kröhl (1820–1867), Deutschland/USA – U-Boot Sub Marine Explorer 1861, Eisenbiegemaschine
- Sylvio Kroll (* 1965), Deutschland – Kroll-Sprung, Sprungelement im Gerätturnen 1985
- Franz Kruckenberg (1882–1965), Deutschland – Schienenzeppelin 1929
- Alfred Krupp (1812–1887), Deutschland – nahtloser Radreifen 1852/1853, Hinterlader-Kanone 1857, Dampfhammer 1861
- Ktesibios (296–228 v. Chr.), Griechenland – Federkatapult, Feuerspritze, Wasseruhr, Wasserorgel
- Johannes Sibertus Kuffler (Johannes Siberius Kuffler) (1595–1677), Deutschland – Torpedo, selbstregulierender Ofen (Inkubator) (mit Drebbel)
- Iwan Petrowitsch Kulibin (1735–1818), Russland – Uhr mit Theaterautomat, Scheinwerfer 1779, u. a.
- Jules Ernest Othon Kumberg (?), GB – Telephonograph, Vorläufer des Anrufbeantworters 1898
- Hermann Kummler (1863–1949), Schweiz – elektrotechnische Geräte
- Johannes Kunckel (1630–1703), Deutschland – Knallquecksilber um 1700 (neben Howard), Rubinglas
- Gerhard Küntscher (1900–1972), Deutschland – Marknagelung 1939
- Franz Kurtz (1825–1902), Deutschland – Fahrrad (Dreirad) 1847, Tretkurbel
- Raymond Kurzweil (* 1948), Deutschland – Lesemaschine
- Stephanie Kwolek (1923–2014), USA – Kevlar 1965
- John Howard Kyan (1774–1850), Irland – Kyanisation (Holzkonservierung)
- Carl Koller (1857–1944), Österreich – Lokalanästhesie

### L
- René Lacoste (1904–1996), Frankreich – modernes Polohemd 1933
- Poul la Cour (1846–1908), Dänemark – Miterfinder der modernen Windkraftanlagen
- René Laennec (1781–1826), Frankreich – Stethoskop 1819
- Sven Torbjörn Lagerwall (* 1934), Schweden – ferroelektrische Flüssigkristalle 1979 (mit Noel Clark)
- Wilhelm Lahmeyer (1859–1907), Deutschland – selbstregelnde Bogenlampe, Gleichstrom-Außenpolmaschine (Lahmeyer-Type) 1886
- Johann Georg Lahner (1772–1845), Österreich – Wiener Würstchen 1804
- Georges Lakhovsky (1870 oder 1869–1942), Russland – Mehrwellenoszillator-Gerät zur Krebsheilung um 1930
- Hedy Lamarr (1914–2000), Österreich/USA – Frequenzsprungverfahren (Funkfernsteuerung für Torpedos) 1942
- Joseph-Louis Lambot (1814–1887), Frankreich – Betonboot 1848, Patent 1855
- Uno Lamm (1904–1989), Schweden – Übertragung von Hochspannungsgleichstrom HVDC
- Lothar Lammers (1926–2012), Deutschland – Lottospiel 6 aus 49 1955 (mit Peter Weiand)
- Francesco Lana Terzi (1631–1687), Italien – Entwurf eines Luftschiffes 1670, Blindenschrift 1670
- Frederick William Lanchester (1868–1946), GB – Winglet 1897
- Edwin Herbert Land (1909–1991), USA – Polarisationsfilter 1933, Polaroidkamera (Sofortbildkamera, „Land Camera“) 1947
- Oscar Reinhold Lange (1860–1937), Deutschland – Kavernenkraftwerk 1914
- Eugen Langen (1833–1895) – Viertaktgasmotor 1867 (mit Nicolaus Otto und Wilhelm Maybach), Wuppertaler Schwebebahn und Schwebebahn Dresden, 1894–1901
- Paul Langevin (1872–1946) Frankreich – Sonar 1915, Echolot 1916 (mit Constantin Chilowski)
- Samuel Pierpont Langley (1834–1906), USA – Katapult-Flugobjekt 1896, Bolometer (Strahlungsdetektor)
- Irving Langmuir (1881–1957), USA – Hoch-Vakuum-Glühlampe, gasgefüllte Glühlampe, Arcatom-Schweißen (Lichtbogenschweißen) 1924
- Franz Lang (1873–1956), Deutschland – Lanova-Einspritzverfahren für Dieselmotoren 1931
- Jaron Lanier (* 1960), USA – Virtuelle Realität 1980er
- Georg Lankensperger (1779–1847), Deutschland – Achsschenkellenkung 1816 (mit Erasmus Darwin)
- Håkan Lans (* 1947), Schweden – Farb-Grafikprozessor, Digitizer, Automatic Identification System (Satellitennavigationssystem)
- Tolbert Lanston (1844–1913), Schweden – Monotype-Setzmaschine 1887 oder 1897
- John A. Larson (1892–1965), USA – Polygraph (Lügendetektor) 1921 (neben Vittorio Benussi 1913 u. a.)
- Tryggve Larssen (1870–1928), Norwegen, Deutschland – Stahlspundwand 1902
- Lewis Latimer (1848–1928), USA – Verbesserung der Glühlampenherstellung (mit Edison)
- Paul Christian Lauterbur (1929–2007), USA – Magnetresonanztomographie (Kernspintomograph) 1973 (mit Peter Mansfield)
- Gustav de Laval (1845–1913), Schweden – Gleichdruck-Dampfturbine für Milchseparator (Rahmabscheider) 1883, Lavaldüse 1883 (mit Ernst Körting), und weitere Maschinenelemente
- John Bennet Lawes (1814–1900), England – Superphosphat 1842 (Kunstdünger)
- William P. Lear (1902–1978), USA – Autoradio 1920er (mit Elmer Wavering), Learjet 1950er, 8-Spur-Kassette 1964, Funkfeuerpeiler (LearAvian), Autopilot
- Sergei Wassiljewitsch Lebedew (1874–1934), Russland – synthetischer Gummi aus Butadien
- Nicolas Leblanc (1742–1806), Frankreich – Leblanc-Verfahren zur Sodaherstellung 1789, Patent 1791
- Jakob Christoph Le Blon (auch Jacques-Christophe Le Blond) (1667–1741), Frankreich/Deutschland – Dreifarbendruck (Blau, Gelb, Rot) 1710, Patent 1719 und Vierfarbdruck (mit Schwarz) 1732
- Bernard Lechner (1932–2014), USA – Miterfinder von Aktiv-Matrix-Displays
- Georges Leclanché (1839–1882), Frankreich – Trockenbatterie (Leclanché-Element) 1866 oder 1886
- William Lee (um 1563–1614), England – Handkulierstuhl
- Antoni van Leeuwenhoek (1632–1723), Niederlande – Mikroskop
- Ernst Leitz senior Deutschland – (1843–1920) Mikroskope, Labormikroskope, Diaprojektoren, Episkope
- Ludwig Leitz (1867–1898) Deutschland – Mikro- und Makrofotografie, Mikrotomie, Fotografie, Epidiaskope, Objektive, Mikroskope
- Ernst Leitz junior (1871–1956) Deutschland – Optischer Instrumentenbau, Fotografie, Mikroskope
- Wilhelm Lefeldt (1813–1913), Deutschland – Milchschleuder 1876
- Gustave Le Gray (1820–1884), Frankreich – Negativfilm, 1850 (mit Frederick Scott Archer)
- Gottfried Wilhelm Leibniz (1646–1716) – Staffelwalze für eine mechanische Rechenmaschine 1671, Infinitesimalrechnung 1670er, Endloskette zur Erzförderung im Bergbau 1686, Dualsystem 1710er
- Mats Leijon (* 1958), Schweden – Hochspannungsgenerator
- Louis Leitz (1846–1918), Deutschland – Leitz-Ordner 1896 (mit Friedrich Soennecken)
- Lars Leksell (1907–1986), Schweden – Strahlenmesser für Gehirnoperationen 1968
- Étienne Lenoir (1822–1900), Belgien/Frankreich – elektrische Zündung für Motoren 1860, Gasmotor 1859, gasbetriebenes Motorboot 1866
- Harry Ward Leonard (1861–1915), USA – Ward-Leonard-Umformer (Leonardsatz) 1891
- Jean-Aimé LeRoy (1854–1932), USA – Cinématographe 1893
- Emil Lerp (1886–1966), Deutschland – Dolmar-Benzin-Kettensäge 1927
- Maurice Lévy, USA – Lippenstift in Metallzylindern 1915
- Isaac Newton Lewis (1858–1931), USA – Maschinengewehr Lewis Gun 1911
- Leonardo da Vinci (1452–1519), Italien – Fluggeräte (Flugschraube), Fahrzeuge, Maschinen
- Jacob Leupold (1674–1727), Deutschland – Hochdruck-Kolbendampfmaschine 1725, Rechenmaschine 1727
- Willard Frank Libby (1908–1980), USA – Atomuhr 1946, Radiokohlenstoffdatierung 1949
- Albert Linz (1919–1997), Deutschland – Doppelvibrationswalze 1951, stufenloser elektromagnetischer Drehmomentwandler 1953, Vorrichtung zum Verdichten des Baugrundes u. a. 1970, Vibrationsstampfgerät 1970
- Robert von Lieben (1878–1913), Österreich – elektrochemischer Phonograph 1903, Verstärker-Elektronenröhre 1906
- Justus von Liebig (1803–1873), Deutschland – Chloroform 1831, silberbeschichteter Spiegel 1835, Kunstdünger, Fleischextrakt 1852, Fünf-Kugel-Apparat, Eisen-Nickel-Legierung
- Julius Edgar Lilienfeld (1882–1963), Österreich-Ungarn – Feldeffekttransistor um 1926
- Otto Lilienthal (1848–1896), Deutschland – Anker-Steinbaukasten vor 1882, Metallbaukasten Patent 1888 (mit Gustav Lilienthal), Normalsegelapparat 1893, Dampfkessel und Klein-Dampfmaschinen, Schrämmaschine 1876, Patent 1877
- Carl von Linde (1842–1934), Deutschland – Ammoniak-Kältemaschine 1876
- Walter Linderer, Deutschland – Airbag, 1951
- James Bowman Lindsay (1799–1862), GB – Glühlampe 1835, Unterwassertelegrafie 1843/53, Elektroschweißen 1835
- Frans Wilhelm Lindqvist (1862–1931), Schweden – Kerosinofen mit Druckluft
- Rodolphe Lindt (1855–1909), Schweiz – Conchiermaschine 1879
- Karl August Lingner (1861–1916), Deutschland – Odol-Mundwasser 1892 (mit Richard Seifert)
- Edwin Albert Link (1904–1981), USA – Flugsimulator
- Henri Lioret (1848–1938), Frankreich – Phonograph (Musik-Tonträger) 1893
- Hans Lipperhey (um 1570–1619), Niederlande – dioptrisches Fernrohr (Galilei-Fernrohr) 1608
- Alexander Lippisch (1894–1976), Deutschland/USA – deutsches Bodeneffektfahrzeug 1971
- Samuel Lister (1815–1906), GB – Luftbremse für Eisenbahnen, Lister Walzenkamm, Seidenkamm, Samtwebstuhl
- Ernst Litfaß (1816–1874), Deutschland – Litfaßsäule 1854
- James Livesey (1831–1925), GB – Falzmaschine 1851
- Birger (1872–1948) und Fredrik Ljungström (1875–1964), Schweden – Svea-Fahrrad 1892, Ljungströmturbine 1900er
- Eduard Locher (1840–1910), Schweiz – Zahnradbahn-System („System Locher“)
- Alexander Lodygin (1847–1923), Russland – Glühlampe 1874
- Nils Löfgren (1913 oder 1915–1967) – Schweden – örtliches Betäubungsmittel Lidocain 1943 (mit Bengt Lundqvist)
- Anton Löhner, Österreich – Rollschuhe 1825
- Ahmet Lokurlu (* 1962), Türkei – Gewinnung von Kälte durch Sonnenenergie
- Friedrich Ritter von Lössl (1817–1907), Österreich – autodynamische Uhr (Atmosphärische Uhr) 1880
- Archibald Low (1888–1956), GB – Bildübertragung (Fernseh-Vorläufer) 1914, Funk-Fernsteuerung 1917
- Samuel Loyd (1841–1911), USA – Spiele und Rätsel
- Heinrich Lübbe (1884–1940), Deutschland – Unterbrechergetriebe 1915
- Hans Luedtke (?–?), Deutschland – Tastaturen für Musikinstrumente 1920er, „Oskalyd“-Kinoorgel 1923
- Robert Lüdtge (1845–1880), Deutschland – elektrisches Mikrofon
- Georg Luger (1849–1923), Österreich – Pistole 08 (Parabellum-Pistole) um 1900
- Emil Lumbeck (1886–1979), Deutschland – Kaltklebebindung („Lumbecken“) 1936
- Brüder Lumière (Auguste Lumière (1862–1954) und Louis Lumière (1864–1948)), Frankreich – Kinematograph 1895, Farbfotografie (Autochromverfahren) 1903
- Bengt Lundqvist (1922–1953), Schweden – örtliches Betäubungsmittel Lidocain 1943 (mit Nils Löfgren)
- Giovanni Luppis (1813–1875), Österreich/Italien – angetriebener Torpedo
- Fritz Wilhelm Lürmann (1834–1919), Deutschland – Lürmannsche „Schlackenform“ 1867, Gichtgasmaschine 1886?
- Robert Lusser (1899–1969), Deutschland – Leichtflugzeug Klemm L 25
- Alois Lutz (1898–1918), Österreich – Eiskunstlaufsprung Lutz 1913
- Friedrich Lutzmann (1859–1930), Deutschland – Scheerbaumhalter Patent 1890, Taxi 1893
- William Lyman, USA – Schneidrad-Dosenöffner 1870
- Harold Lyons (1913–1998) – Atomuhr 1949

### M
- Charles Macintosh (1766–1843), GB – wasserdichter Regenmantel 1823, Rettungsweste, Stahlbereitung durch Glühen des Eisens in Kohlenwasserstoffgas 1825
- Kirkpatrick Macmillan (1812–1878), Schottland – Veloziped (Fahrrad mit mechanischem Hinterrad-Antrieb) 1839 (nur angeblich)
- Earle S. MacPherson (1891–1960), USA – MacPherson-Federbein, 1949
- Richard Leach Maddox (1816–1902), GB – Bromsilber-Gelatine-Trockenplatte 1871
- Josef Madersperger (1768–1850), Österreich – Nähmaschine 1814 (Patent 1815) und 1839 (neben anderen)
- Carl C. Magee (1872–1946), USA – Parkuhr 1932, Patentantrag 1935
- Raffaello Magiotti (1597–1656), Italien – Cartesischer Taucher 1648
- Anthony Maglica (* 1930), Kroatien/USA – Maglite-Taschenlampen um 1979
- Bengt Gunnar Magnusson (1925–1995), Schweden – AXE–Telefonsystem
- Sake Dean Mahomed (Scheich al-Din Mohammad) (1759–1851), Indien – Shampoo 1814
- Fritz Franz Maier (1844–1926), Österreich - Maierform um 1905
- Theodore Harold Maiman (1927–2007), USA – Rubinlaser, Laser 1960
- Ma Jun (um 200–265), China – Kompasswagen, Differentialgetriebe, mechanisches Puppentheater, Kettenpumpe, verbesserter Seiden-Webstuhl
- Dmitri Dmitrijewitsch Maksutow (1896–1964), Russland – Maksutov-Teleskop
- Anatole Mallet (1837–1919), Schweiz – Malletfahrwerk für Dampflokomotiven 1884
- Rasmus Malling-Hansen (1835–1890), Dänemark – Skrivekugle (Schreibmaschine) 1841 oder 1865
- Johann Nepomuk Mälzel (1772–1838), Deutschland – Metronom 1816 (mit Dietrich Nikolaus Winkel), sprechende Puppe
- George William Manby (1765–1854), England – Feuerlöscher
- Reinhard (1856–1922) und Max Mannesmann (1857 oder 1861–1915) – Schrägwalzverfahren und Pilgerschrittverfahren für nahtlose Stahlrohre 1885/86, Hängeglühlicht 1903
- Johann Mannhardt (1798–1878), Deutschland – Turmuhren, Plombiermaschine, Ölmühle 1826
- Ferdinand Mannlicher (1848–1904), Österreich – Mehrladergewehr (Repetierer mit Paketladung) 1878 Patent 1886, System Mannlicher
- Peter Mansfield (1933–2017), England – Magnetresonanztomographie (Kernspintomograph) 1973 (mit Paul Christian Lauterbur)
- Innocenzo Manzetti (1826–1877), Italien – Telefon 1865, Nudelmaschine 1857, Dampf-Auto 1864
- Bruce Mapes (1901–1961), USA – Eiskunstlaufsprung Toeloop 1920er Jahre
- Guglielmo Marconi (1874–1937), Italien – drahtlose Telegrafie 1895 (Patent 1896)
- Étienne-Jules Marey (1830–1904), Frankreich – Sphygmograph (Puls-Registriersystem) 1859
- Fritz Marguerre (Karl Friedrich Marguerre) (1878–1964), Belgien/Deutschland – Hochdruckeinspeisung 1928, Voith-Marguerre-Kupplung
- Maria die Jüdin (zwischen 1. und 3. Jahrhundert), Ägypten – Bain-Marie, Kerotakis, Tribikos (Destillierapparat)
- Edme Mariotte (* um 1620–1684), Frankreich – Kugelstoßpendel 1676
- August von Marquardt, Deutschland – Lötlampe 1797/1799
- Warren Alvin Marrison (1896–1980), Kanada – Quarzuhr 1929
- Giovanni Martignoni (1830–1915), Schweiz – Spiralbohrer 1863
- Henri Martin: Schweiz, Glyphosat, 1950
- Édouard-Léon Scott de Martinville (1817–1879), Frankreich – Phonautographen (Tonaufzeichnung) 1857
- Erwin Otto Marx (1893–1980), Deutschland – Marx-Generator 1923
- John Nevil Maskelyne (1839–1917), GB – Schreibmaschine 1889, Telegraphie, Bahnsignale, münzgesteuertes Toilettenschloss
- John Landis Mason (1832–1902), USA – Einmachgläser 1858
- Joseph Massolle (1889–1957), Deutschland – Lichttonverfahren (Tonfilm) 1919 (mit Engl, Vogt)
- Herbert Mataré (1912–2011), Deutschland – „französischer“ Transistor 1948 (mit Welker)
- Sven Mattisson, Schweden – Miterfinder von Bluetooth 1990er
- John William Mauchly (1907–1980) – Rechenautomat (elektronische Großrechenmaschine ENIAC) 1945/46 (mit J. Presper Eckert)
- Henry Maudslay (1771–1831), GB – Leitspindeldrehbank (Drehmaschine zum Schraubendrehen) um 1810, Messschraube 1829
- Max Mauermann (1868–1929), Österreich – Rostfreier Stahl 1912
- Heinrich Mauersberger (1909–1982), Deutschland – Nähwirkverfahren Malimo 1949
- Hans Maurer (1918–2013), Schweiz – Dusch-WC
- Wilhelm (1834–1882) und Paul Mauser (1838–1914) – Hinterlader-Gewehr 1867/68, Mauser-Karabiner Modell 98 1898
- Sir Hiram Stevens Maxim (1840–1916), USA – Maxim-Maschinengewehr 1885, Fluggerät 1894, Mausefalle, Haarwellen-Eisen, rauchfreies Schießpulver, Schalldämpfer etc.
- James Clerk Maxwell (1831–1879), GB – Farbfotografie (mit Thomas Sutton)
- Wilhelm Maybach (1846–1929), Deutschland – Verbrennungsmotor; Motorrad 1885 (beides mit Gottlieb Daimler)
- Jacob Mayer (1813–1875), Deutschland – Stahlformguss 1841
- John Loudon McAdam (1756–1836), GB – Makadam 1815
- Thomas McCall (1834–1904), England – Stangenveloziped (Fahrrad) 1869
- Cyrus McCormick (1809–1884), USA – Balkenmäher (Getreidemähmaschine) 1831 Patent 1834
- Elijah McCoy (1844–1929), Kanada – Ölschmierung für Dampflokomotiven 1872 (neben John Ramsbottom)
- Eugene F. McDonald (1886–1958), USA – Weltempfänger 1920er
- Frank McNamara, USA – Kreditkarte 1949/50 (mit Ralph Schneider)
- Noah und Joseph McVicker, USA – Play-Doh-Spielzeug 1956
- Carl Friedrich Meerwein (1737–1810), Deutschland – Flugapparat („Ornithopter“) 1781 oder 1784
- Hippolyte Mège-Mouriès (1817–1880), Frankreich – Margarine 1869
- Eduard Meier (1834–1899), Deutschland – Gichtgasmaschine
- Andrew Meikle (1719–1811), GB – Dreschmaschine 1786
- Christoph Meinel (* 1954), Deutschland – Lock-Keeper 1998
- Georg Meisenbach (1841–1912), Deutschland – Autotypie (gerasterte Fotografie) 1881
- Alexander Meißner (1883–1958), Deutschland – Rückkopplung (rückgekoppelter Röhrensender) 1913, Meißner-Schaltung
- Georges Méliès (1861–1938), Frankreich – Stopptrick um 1900
- E. Menna – Autogenes Brennschneiden 1901
- Gerhard Mercator (1512–1594), Deutschland/Belgien/Niederlande – Mercator-Projektion
- Ottmar Mergenthaler (1854–1899), Deutschland – Linotype-Setzmaschine (Zeilensetz- und Gießmaschine) 1884 oder 1886
- Jean-Joseph Merlin (1735–1803), Belgien – Rollschuhe (Schlittschuh mit zwei Metallrädern an den Kufen) vor 1760, Cembalo-Saitenanschlag, atmosphärische Uhr 1760er
- Eduard Mertens (1860–1919), Deutschland – Tiefdruckverfahren um 1904 (mit Ernst Rolffs)
- Oskar Messter (1866–1943), Deutschland – Filmprojektor mit Malteserkreuzgetriebe 1896 (neben Gliewe und Paul)
- Georges de Mestral (1907–1990), Schweiz – Klettverschluss (Velcro) 1948/51
- Robert Metcalfe (* 1946), USA – Ethernet 1975
- Erhard Mettler (1917–2000), Schweiz – Präzisionswaagen
- Carl Metz (1861–1941), Deutschland – Mathematiker, Objektive, optimal korrigierte, Großfeldokulare, Ölimmersionsobjektive
- Jacob Adriaanszoon Metius (nach 1571–1628) – Fernrohr 1608
- Antonio Meucci (1808–1889), Italien/USA – Vorläufer des Fernsprechers um 1854
- Victor Meyer (1848–1897), Deutschland – Victor-Meyer-Apparat 1878
- Wilhelm Meyer (1909–2000), Deutschland – Rollstuhl „Meyra 48“ 1948
- Wilhelm Meyer-Ilscher, Deutschland – Bruststütze ohne Unterteil (Büstenhalter) 1904
- Ludwig Meyn (1820–1878), Deutschland – Ölförderung und Ölbohrung, 1856 (umstritten, Edwin Laurentine Drake, 1859)
- Pierre Michaux (1813–1883), Frankreich – Tretkurbel (Pedalantrieb für Fahrräder) 1861
- Édouard Michelin (1859–1940), Frankreich – Luftreifen für Fahrräder 1889, für Autos 1895
- Morris Michtom (1870–1938), USA – Teddybär 1902 (neben Richard Steiff)
- Thomas Midgley (1889–1944) – Tetraethylblei (Benzinadditiv) 1921, Fluorchlorkohlenwasserstoff (FCKW) 1929
- Dénes von Mihály (1894–1953), Ungarn – Mechanisches Fernsehen „Telehor“ 1919
- Henry Mill (um 1683–1771), GB – Vorläufer der Schreibmaschine Patent 1714
- William Mills (1856–1932), GB – Handgranate
- William E. Moerner (* 1953), USA – Entwicklung superauflösender Fluoreszenzmikroskopie (gemeinsam mit Eric Betzig und Stefan Hell)
- Min Chueh Chang (1908–1991), USA – Antibabypille 1950er (mit Pincus, Rock, Djerassi)
- Alexander Mitscherlich (1836–1918), Deutschland – Sulfitverfahren zur Zellstoffgewinnung 1870er
- Peter Mitterhofer (1822–1893), Südtirol – Schreibmaschine 1864
- Charles Mochet (1880–1934), Frankreich – pedal- und motorengetriebene Kleinstfahrzeuge und Liegeräder 1932, Velocar, Velorizontal
- Arthur B. Modine (1885–1981), USA – Fahrzeugkühler
- Alfred M. Moen (1917–2001), USA – Einhandarmatur 1947
- Bryan B. Molloy (1939–2004), USA – Fluoxetin (Antidepressivum) 1970/72 (mit David T. Wong, Robert Rathburn, Ray W. Fuller (?), Klaus Schmiegel)
- Joseph Monier (1823–1906), Frankreich – Moniereisen (Eisenbeton) 1849 (Patent 1867) (mit Francois Coignet und Joseph Louis)
- Gebrüder Montgolfier, Joseph Michel (1740–1810) und Jacques Etienne (1745–1799), Frankreich – Heißluftballon (Montgolfière) 1783
- John Joseph Montgomery (1858–1911), USA – Fluggerät schwerer als Luft 1883, Flugzeug 1906
- Narcis Monturiol i Estarriol (1819–1885), Spanien – dampfgetriebenes U-Boot
- Robert Moog (1934–2005), USA – Moog-Synthesizer
- Dov Moran (* 1956), Israel – USB-Stick (gemeinsam mit Amir Ban und Oron Ogdan)
- Fabrizio Mordente (1532–um 1608), Italien – Achtspitzenzirkel
- Roland Moreno (1945–2012), Ägypten/Frankreich – Weiterentwicklung der Chipkarte 1975, synthetische Erzeugung von Vogelgezwitscher (l'oiseau électronique) 1968
- Samuel Morey (1762–1843), USA – Verbrennungsmotor
- Garrett Morgan (1877–1963), USA – Gasmaske 1914 (umstritten, daneben auch Cluny MacPherson), Verkehrssignal 1923
- William G. Morgan (1870–1942), USA – Volleyball 1895
- Samuel Morland (1625–1695) – Rechenmaschinen, Ventilkolbenpumpe (Wasserpumpe) 1675, Sprechtrompete 1671, Metallfeuerherd 1666
- Walter Frederick Morrison (1920–2010), USA – Frisbee 1946/47 Patent 1958
- William J. Morrison (1860–1926), USA – Zuckerwattemaschine 1897, mit John C. Wharton
- Samuel Finley Breese Morse (1791–1872), USA – Morsealphabet, elektromagnetischer Schreibtelegraf 1833/37/38, Feuerspritze, Marmorbearbeitungsmaschine
- Augustin Mouchot (1825–1912), Frankreich – Sonnenkollektor 1860, Solar-Dampfmaschine (Sonnenmotor) 1866
- Hieronymus Mueller (1832–1900), USA – Gewindeschneidmaschine für Gas- und Wasserrohre
- August Müller (1864–1949), Deutschland – Kontaktlinsen (Hornhautlinsen) 1889
- Carl August Müller (1804–1870), Deutschland – dreiventilige Trompete 1830
- Erwin Wilhelm Müller (1911–1977) – Feldionenmikroskop 1951
- Gerhard Müller (1915–1985), Schweiz – Schlepplift 1932, Müller-Klemme 1949, Aerobus 1969
- Johann Helfrich von Müller (1746–1830), Deutschland – 3-Spezies-Rechenmaschine 1782/84
- Karl Alexander Müller (1927–2023), Schweiz – keramischer Hochtemperatursupraleiter 1986 (mit Johannes Georg Bednorz)
- Richard Müller (1903–1999), Deutschland – Müller-Rochow-Synthese (ebenso Eugene G. Rochow)
- Willy Müller (1903–1992) – elektrischer Autoheber 1930, Anrufbeantworter 1938 und weiteres
- Louis Müller-Unkel (1853–1938), Deutschland – Glühkathodenröhre um 1888
- Ludwig Müller-Uri (1811–1888), Deutschland – Augenprothese (Glasauge) 1835
- Dagobert Müller von Thomamühl (1880–1956), Österreich-Ungarn – Torpedo-Richtungsregler, Luftkissen-Torpedoschnellboot 1915, Lichtschranke 1916
- Colin Murdoch (1929–2008), Neuseeland – Einwegspritze, Betäubungsgewehr
- William Murdoch (1754–1839), GB – Gaslicht 1792
- Jozef Murgaš (1864–1929), Slowakei – drahtloser Telegraph (Vorläufer des Radios)
- Donald Murray (1865–1945), Neuseeland – Telexcode Baudot-Murray 1892 und erster darauf basierender Fernschreiber 1899
- August Musger (1868–1929), Österreich – Zeitlupe 1907 (Patent 1904), Kinematograph 1916
- Pieter van Musschenbroek (1692–1761), Niederlande – Leidener Flasche 1746 (neben Ewald Georg von Kleist), Pyrometer
- William Thomas Green Morton (1819–1868), – USA – Narkose
- Eadweard Muybridge (1830–1904), GB – Zoopraxiskop 1878/1879 (?)

### N
- Emil Nacke (1843–1933), Deutschland – Wirkprinzip der Innenbackenbremse
- Nagai Nagayoshi (1844–1929), Chemiker, Synthese von Methamphetamin, 1893
- Edward Nairne (1726–1806), GB – Radiergummi 1770
- James Naismith (1861–1939), Kanada – Basketball 1891
- Nakamatsu Yoshirō (* 1928), Japan – Diskette 1950 (neben Shugart), Compact Disc, Digitaluhr und andere Mikroelektronik (Weltrekordhalter als Erfinder mit mehr als 3000 patentierten Erfindungen)
- Shuji Nakamura (* 1954), Japan – blaue Galliumnitrid-Leuchtdiode
- John Napier (1550–1617), GB – Logarithmus
- James Nasmyth (1808–1890), GB – Dampfhammer 1839, Nasmyth-Teleskop
- Pedro Navarro (1460–1528), Spanien – Pulverminen
- Peter Nawrath (* 1911), Deutschland – 3-D-Postkarte, Sonnenkollektor
- Rudolf Nebel (1894–1978), Deutschland – Rückstoßmotor mit flüssigem Treibstoff 1931 (Patent 1936, zusammen mit Klaus Riedel)
- James Beaumont Neilson (1792–1865), GB – Erste Winderhitzer, genauer Röhrenwinderhitzer für Hochöfen
- Walther Nernst (1864–1941), Deutschland – Nernstlampe 1897
- Bette Nesmith Graham (1924–1980), USA – Korrekturflüssigkeit (Liquid Paper) (Tipp-Ex) 1951
- Karl Ludwig Nessler (1872–1951), Deutschland/USA – Dauerwelle 1906
- Gerhard Neumann (1917–1997), Deutschland – Düsentriebwerke (General Electric J79) 1950er
- John von Neumann (1903–1957), Ungarn/USA – Von-Neumann-Architektur
- Ernst Neumann-Neander (1871–1954), Deutschland – Neumann-Neander-Auto 1928, Neumann-Neander-Motorrad mit Neander-Rahmen 1935
- Moritz Neumark (1866–1943), Deutschland – Gichtverschluss für Hochöfen 1898
- Thomas Newcomen (1663–1729), England – atmosphärische Dampfmaschine zur Wasserhaltung 1712
- Henry Jotham Newton (1823–1895), USA – Bradbury-Piano (Klavier) 1850er, fotografische Chemikalien
- Isaac Newton (1643–1727), GB – Spiegelteleskop 1668/72, Infinitesimalrechnung 1670er
- Joseph Nicéphore Niépce (1765–1833), Frankreich – Heliografie 1824, Fotografie 1839
- William Nicholson (1753–1815), GB – Aräometer 1790
- Albert Niemann (1834–1861), Deutschland – Kokain
- Paul Nipkow (1860–1940), Deutschland – Nipkow-Scheibe, Lochscheibe zum Abtasten von Bildern (Grundlage für das Fernsehen) 1884
- Jun’ichi Nishizawa (1926–2018), Japan – Lichtwellenleiter, Static Induction Transistor, Laserdiode, Pin-Diode
- Peter Norman Nissen (1871–1930), Kanada – Nissenhütte
- Alfred Nobel (1833–1896), Schweden – Dynamit 1866/67, Sprenggelatine 1875, Ballistit 1887, Sperrholz Alfred Nobel

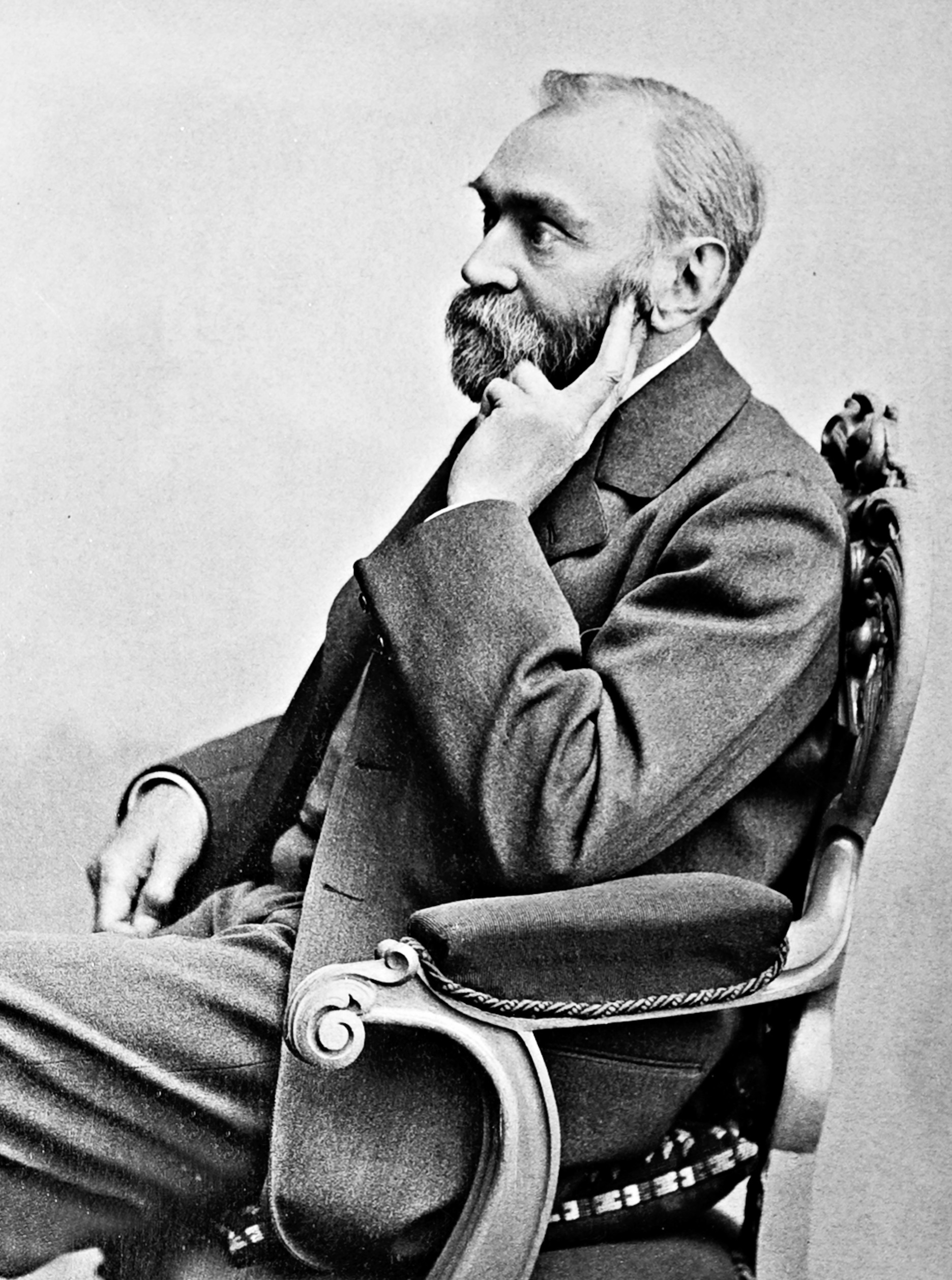
Alfred Nobel

- Immanuel Nobel (1801–1872), Schweden – Schnellfeuergewehr, Seeminen, wasserdichter aufblasbarer Militärrucksack aus Kautschuk, Drechselbank, Dampfschiff, Zentralheizung
- Carl Richard Nyberg (1858–1939), Schweden – Lötlampe 1881/82

### O
- Hermann Oberth (1894–1989), Deutschland – Flüssigkeitsraketen 1917, Feststoffraketen
- Willgodt Theophil Odhner (1845–1905), Schweden/Russland – Odhner-Arithmometer (Sprossenrad-Rechenmaschine) 1876
- Wilhelm von Oechelhäuser jun. (1850–1923) – Gegenkolbenmotor 1892 (mit Junkers; vgl. Kindermann)
- Étienne Œhmichen (1884–1955) Ingenieur – Quadrocopter
- Ogata Akira (1887–1978), Japan – Synthese von Methamphetamin in kristalliner Form
- Hans Christian Ørsted (1777–1851), Dänemark – Piperidin 1819, Piezometer und Amperemeter 1820, Aluminiumherstellung 1825
- Michael Kasimir Oginski (1731–1799), Polen/Litauen – Harfenpedal
- Heike Kamerlingh Onnes (1853–1926), Niederlande – Heliumverflüssigung 1908
- Ōno Taiichi (1912–1990), Japan – Toyota-Produktionssysteme Kanban und Just-in-time 1950 bis 1982
- Harry Ferdinand Olson (1901–1982), USA – Synthesizer 1955 (mit Herbert Belar)
- Fritz von Opel (1899–1971), Deutschland: Raketenauto (gemeinsam mit Max Valier und Friedrich Wilhelm Sander)
- Robert Oppenheimer (1904–1967), USA – Atombombe 1945 (mit anderen)
- Fritz Ossberger (1877–1947), Deutschland – Freistrahlturbine 1922, Durchströmturbine 1933 (mit Anthony Michell, Donát Bánki)
- Peter von der Osten-Sacken (1909–2008), Deutschland – 3D-Videosystem X3D 1990er
- Elisha Graves Otis (1811–1861), USA – Personen-Aufzug mit Sicherheitsfangvorrichtung 1852/53
- Lou Ottens (1926–2021), Niederlande – Kompaktkassette und Compact Disc
- Nicolaus August Otto (1832–1891), Deutschland – Viertaktmotor (Gasmotor) 1876
- William Oughtred (1574–1660), England – Rechenschieber 1621/22
- Michael Joseph Owens (1859–1923), USA – Automatische Glasblasmaschine 1903

### P
- Hans Joachim Pabst von Ohain (1911–1998), Deutschland – Strahltriebwerk 1936/39 (neben Frank Whittle)
- Charles Grafton Page (1812–1868) USA – Induktionsspule 1836, freiauslösender Leitungsschutzschalter, Drehspul-Galvanometer, Doppelhelix für den Induktionsmagnetismus, Elektrolokomotive
- William Painter (1838–1906) – Kronkorken 1892
- Alberto de Palacio (1856–1939), Spanien – Schwebefähre (mit Ferdinand Arnodin) 1893
- Helge Palmcrantz (1842–1880), Schweden – Nordenfelt-Maschinengewehr
- Daniel David Palmer (1845–1913), Kanada – Chiropraktik um 1885
- Henry Robinson Palmer (1795–1844), GB - Hänge-Einschienenbahn 1821, Wellblech 1829
- Luigi Palmieri (1807–1896), Italien – Seismometer um 1856
- Denis Papin (1647–1713), Frankreich – Dampfkochtopf 1679, Unterwasserfahrzeug 1692, Dampfzylinder 1706, Schaufelradboot 1707
- Bradford W. Parkinson (* 1935), USA – Global Positioning System (gemeinsam mit Roger L. Easton und Ivan A. Getting)
- John Ayrton Paris (1785–1856), GB – Thaumatrop (Wunderscheibe) 1824 oder 1827
- James Parker (vor 1780–nach 1807) – „Roman-Cement“, gebranntes hydraulisches Bindemittel 1796
- Alexander Parkes (1831–1890), GB – Zelluloid
- Sir Charles Algernon Parsons (1854–1931), GB – mehrstufige Dampfturbine 1884
- Spede Pasanen (1930–2001), Finnland – Skisprungausrüstung
- Blaise Pascal (1623–1662), Frankreich – Rechenmaschine 1642, Barometer
- Gustaf Erik Pasch (1788–1862), Schweden – Sicherheitszündholz Patent 1844
- Louis Pasteur (1822–1895), Frankreich – Pasteurisierung 1862/64
- Les Paul (1915–2009), USA – Mehrspurrekorder 1954, Solidbody-E-Gitarre „Gibson Les Paul“ 1952
- Nicolae Paulescu (1869–1931), Rumänien – Insulin 1921
- Axel Paulsen, (1855–1938), Norwegen – Eiskunstlaufsprung Axel 1882
- Andreas Pavel (* 1945), Deutschland – Stereobelt 1977
- Richard Pearse (1877–1953), Neuseeland – Flugapparat „schwerer als Luft“ 1903
- Albert J. Parkhouse, USA – Draht-Kleiderbügel 1903
- Käthe Paulus (1868–1935), Deutschland – zusammenlegbarer Fallschirm (Paketfallschirm) um 1893
- Nicolas-Roland Payen (1914–2004), Frankreich – Deltaflügel
- Arthur Paul Pedrick († 1976), GB – „chromatically selective cat flap“ und andere Nonsens-Erfindungen 1960er und 1970er
- Atakan Peker (* 1964), Türkei – Liquidmetal
- Lester Pelton (1829–1908), USA – Pelton-Turbine 1879, Patent 1880
- John Pemberton (1831–1888), USA – Coca-Cola 1887
- Slavoljub Eduard Penkala (1871–1922), Kroatien – Mechanischer Stift 1906, Füllfederhalter mit fester Tinte, Knips, Wärmflasche und anderes
- Dom Pérignon (1638–1715), Frankreich – Champagner (Flaschengärung) um 1668 (angeblich)
- Sir William Henry Perkin (1838–1907), GB – Mauvein (Anilinfarbe) 1856, Perkin-Reaktion 1868
- Edwin E. Perkins (1889–1961), USA – Kool-Aid-Fruchtgetränk 1927
- Jacob Perkins (1766–1849), USA - Dampfheizung 1823, Dampfgewehr 1824
- Henry Perky (1843–1906), USA – Weizen-Zerealien
- Roger Perrinjaquet, Schweiz – elektrischer Pürierstab
- Stephen Perry (19. Jahrhundert), GB – Gummiband 1845
- Per-Oskar Persson, Schweden – Flofreeze-Verfahren für Lebensmittel 1961 (mit Göran Lundahl)
- Heinrich Stefan Peschka (1886–1937), Österreich – Lichttonverfahren (Intensitätsverfahren) 1913
- Benjamin Georg Peßler (1747–1814), Deutschland – mechanisches Butterfass 1796, Dreschmaschine 1797
- Julius Richard Petri (1852–1921), Deutschland – Petrischale
- William Petrie (1821–1904), GB – selbstregulierende Bogenlampe 1847 (mit William Edwards Staite)
- Peter Petroff (1919–2003), Bulgarien – digitale Armbanduhr, Herzmonitor, Wetterinstrumente
- Fritz Pfleumer (1881–1945), Deutschland – Papier-Tonband (Magnetband) 1927, Patent 1928
- Norbert Pfretzschner senior (1817–1905), Österreich – photographische Trockenplatte (Trockenes Gelatineverfahren) 1866
- Philon von Byzanz (3. – 2. Jahrhundert v. Chr.), Griechenland – Pfeilkatapult, Pneumatische Erfindungen
- Franz Pichler (1866–1919), Österreich – Zweiphasen–Wechselstromkraftwerk, Kühlrippe um 1892
- Oskar Picht (1871–1945), Deutschland – Blindenschreibmaschine
- John Robinson Pierce (1910–2002), USA – Kommunikationssatelliten Echo 1 1960 und Telstar 1962
- Sir Alastair Pilkington (Sir Lionel Alexander Bethune Pilkington) (1920–1995), GB – Floatglasherstellung 1959
- Gregory Pincus (1903–1967), USA – Antibabypille 1951 (mit Carl Djerassi, John Rock, Min Chueh Chang)
- Julius Pintsch (1815–1884) – Gaszähler 1847, Pintschgas 1851
- Marcello Pirani (1880–1968), Deutschland – Pirani-Vakuummeter 1906
- Carl Philipp Heinrich Pistor (1778–1847), Deutschland – optische Telegrafie 1830, Meridiankreis 1838
- Johann Heinrich Leberecht Pistorius (1777–1858), Deutschland – Pistoriusscher Brennapparat 1817
- Henri de Pitot (1695–1771), Frankreich – Pitotrohr 1732
- Gaston Planté (1834–1889), Frankreich – Bleiakkumulator 1859
- Joseph Plateau, Belgien (1801–1883) – Phenakistiskop (Lebensrad) 1832 (neben Stampfer)
- Baltzar von Platen (1898–1984), Schweden – Gasabsorber-Kühlschrank (Diffusionsabsorptionskältemaschine) um 1925
- James Leonard Plimpton (1828–1911), USA – Rollschuhe 1863
- Julius Plücker (1801–1868), Deutschland – Gasentladungsröhre 1854
- Roy Plunkett (1910–1994), USA – Teflon 1938
- Petrache Poenaru (1799–1875), Rumänien – Füllfederhalter 1827
- Louis-Alphonse Poitevin (1819–1882), Frankreich – Gummidruck, Pigmentdruck (Kohledruck) 1855, Collotypie (Lichtdruck, Phototypie) 1856
- Christopher Polhem (Christopher Polhammar) (1661–1751), Schweden – Vorhängeschloss Anfang 18. Jahrhundert, Mechanisches Alphabet, Erzgewinnung
- Iwan Iwanowitsch Polsunow (1728–1766), Russland – Dampfmaschine mit zwei Zylindern 1763
- Ben Pon senior, Niederlande – VW Transporter (Bulli) 1947
- Olivia Poole (1889–1975), USA – Jolly-Jumper-Babygurt 1910
- Stephen Poplawski (1885–1956), Polen/USA – Standmixer 1922
- Alexander Stepanowitsch Popow (1859–1906), Russland – Radio-Antenne 1895
- Ignazio Porro (1801–1875), Italien – Porroprisma 1854
- Isaac Potter, GB/Österreich – „Potterische Feuermaschine“ (Dampfmaschine) 1722
- Valdemar Poulsen (1869–1942), Dänemark – Tonbandgerät („Telegraphon“) 1898/99
- Alexander Prandtl (1840–1896), Deutschland – Zentrifuge für die Entrahmung von Milch 1864 (mit Antonin Prandtl)
- Ludwig Prandtl (1875–1953), Deutschland – Prandtlsonde
- Charles Gabriel Pravaz (1791–1853), Frankreich – Injektionskanüle 1853
- Heinrich von Preußen (1862–1929), Deutschland – Scheibenwischer 1905, Patent 1908, Hupe
- Joseph Priestley (1733–1804), GB – Sodawasser 1772
- Alexander Michailowitsch Prochorow (1916–2002), Russland – Gasmaser 1954/55 (mit Nikolai Gennadijewitsch Bassow)
- Wilhelm Prölss († 1974), Deutschland – Dyna-Rigg 1960er
- George Pullman (1831–1897), USA – Pullman-Schlafwagen Patent 1863
- Mihajlo Pupin (1854–1935), Serbien – Pupinspule (Verstärkerspule) 1894, abstimmbarer Oszillator, fluoreszente fotografische Platte 1896
- Tivadar Puskás (1844–1893), Ungarn – Telefonzentrale (Vermittlungsstelle) 1878, Gründer der Telefonzeitung Telefon Hírmondó 1893

### Q
- Georg Hermann Quincke (1834–1924), Deutschland – Quinckesches Interferenzrohr 1866

### R
- Adolf Rambold (1900–1996), Deutschland – Teebeutel 1929, Teebeutelpackmaschinen 1929 und 1949
- Agostino Ramelli (1531–1600), Italien – Ramellis Bücherrad 16. Jahrhundert
- John Ramsbottom (1814–1897), GB – Sicherheitsventile für Dampfdruckkessel 1856, Dichtungsringe 1852, Trog (Eisenbahn) 1861, Keilsystem zur Gewichtsverteilung von Dampflokomotiven 1864
- René-Antoine Ferchault de Réaumur (1683–1757), Frankreich – Réaumur-Skala 1730, Réaumursches Porzellan (mattes Glas) 1730, Stahlbereitung
- Gustav Raupenstrauch (1859–1943), Deutschland/Österreich – erstes Desinfektionsmittel Lysol
- Louis Réard (1897–1984), Frankreich – Bikini 1946
- Antoine Redier (1817–1892), Frankreich – Wecker, Registrier-Barometer/Thermometer/Hygrometer
- Hans Reichel (1949–2011), Deutschland – Daxophon, Schriftfamilien
- Franz Reichelt (1878–1912), Österreich – Fallschirmanzug
- Karl von Reichenbach (1788–1869) – Paraffin 1830, Kreosot 1832
- Philipp Reis (1834–1874), Deutschland – Telefon (Fernsprecher) 1860/61
- Rudolf Rempel (1859–1893), Deutschland – Einkochen 1880er, Patent 1892
- Ira Remsen (1846–1927), USA – Saccharin 1878/79 (mit Constantin Fahlberg)
- Charles Renard (1847–1905), Frankreich – Luftschiff 1884
- Louis Renault (1877–1944), Frankreich – Trommelbremse 1902/03, Stoßdämpfer, Fünfpunkt-Sicherheitsgurt 1903
- Jesse Reno (1861–1947), USA – Rolltreppe 1891
- Ralf Reski (* 1958), Deutschland – Moosbioreaktor 1998
- Josef Ressel (1793–1857), Tschechien/Österreich – Schiffspropeller 1827
- Otto Reuter (1886–1922), Deutschland – Junkers-Flugzeuge Junkers Fo 2 1907, Junkers F 13 1919
- Jean-Léon Reutter (1899–1971), Schweiz – Atmos-Tischuhr
- Eduard Rhein (1900–1993), Deutschland – Füllschriftverfahren 1944–1948
- Diego Ribero († 1533), Portugal/Spanien – Wasserpumpe 1531
- Bill und Mark Richards, USA – Skateboard 1958
- Charles Francis Richter (1900–1985), USA – Richterskala 1935 (mit Beno Gutenberg)
- Adolph Rickenbacher (1887–1976), USA/Schweiz – E-Gitarre (gemeinsam mit George Beauchamp)
- Klaus Riedel (1907–1944), Deutschland – Mirak (Rakete) 1930, Rückstoßmotor mit flüssigem Treibstoff 1931 (Patent 1936, zusammen mit Rudolf Nebel)
- Anton von Rieppel (1852–1926), Deutschland – Rieppel-Träger 1897
- Walter Rieseler (1890–1937), Deutschland – Rieseler-Sportflugzeug 1920, Tragschrauber 1926, Steilschrauber 1935
- Royal Rife (1888–1971), USA – Lichtmikroskop 1933, therapeutische Blitzlampe „beam ray“ 1954
- Niklaus Riggenbach (1817–1899), Schweiz – Zahnradbahn 1863 und Riggenbach-Gegendruckbremse um 1850er
- Werner Rittberger (1891–1975), Deutschland – Eiskunstlaufsprung Rittberger 1910
- Peter von Rittinger (1811–1872), Österreich – Wärmepumpe
- James Ritty (1836–1918), USA – Registrierkasse 1879
- Timotheus Ritzsch (1614–1678), Deutschland – Tageszeitung („Einkommende Zeitungen“) 1650
- Isaac de Rivaz (1752–1828), Frankreich Explosionsmotor – 1806
- Francesco Rivella (1927–2025), Italien – Nutella 1964 (mit Michelle Ferrero)
- Nicholas-Louis Robert (1761–1828), Frankreich – Papiermaschine 1798
- Ed Roberts (1941–2010) – erster Personal Computer (Altair 8800) 1974/75
- Richard Roberts (1789–1864), Großbritannien – Selfaktor (Spinnmaschine) um 1825, Hobelmaschine 1817, Vorgelegewelle
- Gilles Personne de Roberval (1602–1675), Frankreich – Tafelwaage 1669
- John Rock (1890–1984), USA – Antibabypille Anfang 1950er (mit Gregory Pincus, Min Chueh Chang, Carl Djerassi)
- Ludwig Roebel (1878–1934), Deutschland – Roebelstab 1912
- John Roebuck (1718–1794), GB – Bleikammerverfahren zur Schwefelsäurensynthese 1746
- Francis Rogallo (1912–2009), USA – Rogallo-Flügel (erste Hängegleiter) 1948
- Otto Röhm (1876–1939), Deutschland – Plexiglas 1933
- Felix Rohner (* 1951), Schweiz – Hang (Musikinstrument) 2000 (mit Sabina Schärer)
- Heinrich Rohrer (1933–2013), Schweiz/Deutschland – Rastertunnelmikroskop 1981 (mit Gerd Binnig)
- Otto Frederick Rohwedder (1880–1960), USA – Brotschneidemaschine 1928
- Wilhelm Conrad Röntgen (1845–1923), Deutschland – Röntgenstrahlung (Röntgenbild) 1895
- Ludwig Roselius (1874–1943), Deutschland – Kaffee-Entkoffeinierung 1905 (mit Karl Wimmer)
- Friedrich Rosengarth (20. Jhd.), Deutschland – Glaswolle
- Yves Rossy (* 1959), Schweiz – Fluggerät „Jet Wing“ 2004
- Erik Rotheim (1898–1938), Norwegen – Sprühdose 1926
- Benoît Rouquayrol (1826–1875), Frankreich – Pressluft-Tauchgerät (Atemregler) 1860 (mit Auguste und Louis Denayrouze)
- Frederick James Rowan (1816–1884), Irland – Rowan’scher Dampftriebwagen 1876
- Jean-François Pilâtre de Rozier (1754–1785), Frankreich – Rozière, Kombination aus Wasserstoffballon und Heißluftballon
- Ira W. Rubel († 1908), USA – Offsetdruck 1903/04 oder 1907 (neben Caspar Hermann)
- Ernő Rubik (* 1944), Ungarn – Rubik’s Cube 1974, Rubik’s Snake, Rubiks Uhr 1988 und andere
- Reinhold Rüdenberg (1883–1961), Deutschland – Elektrostatisches Elektronenmikroskop Patent 1931
- Arthur C. Ruge (1905–2000), USA – Dehnungsmessstreifen 1938, Patent 1944 (neben Edward E. Simmons)
- Heinrich Daniel Rühmkorff (1803–1877), Deutschland – Funkeninduktor (Induktionsapparat) 1855
- Ernst Ruska (1906–1988), Deutschland – Elektronenmikroskop 1931/33 (mit Max Knoll)

### S
- Ernst Sachs (1867–1932), Deutschland – Fahrrad-Nabenschaltung mit Rücktrittbremse
- Ernst Sachs (1890–1977), Deutschland – elektrischer Lötkolben
- Augustine Sackett (1841–1914), USA – Gipskartonplatten 1894
- Thomas Saint – Kettenstichmaschine (Schuhmacher-Nähmaschine) 1790
- Oskar Sala (1910–2002), Deutschland – Trautonium 1930 (mit Friedrich Trautwein)
- Ulrich Salchow (1877–1949), Schweden – Eiskunstlaufsprung Salchow 1909
- Jonas Edward Salk (1914–1995), USA – Polio-Impfstoff 1955
- Ibn Samh (um 1000), Andalusien – mechanisches Astrolabium
- Ralph Samuelson (1904–1977), USA – Wasserski, Wasserskiier, Wasserskirampe
- Charles Sangster (1872–1935), GB – Fahrrad 1895, Ariel-Dreirad 1898
- Alberto Santos Dumont (1873–1932), Brasilien – Luftschiff 1898, Motorflugzeug 1906
- Santorio Santorio (Sanctorius) (1561–1636), Italien – Thermometer 1626
- Steven J. Sasson (* 1950), USA – Digitalkamera 1975
- Hans Sauer (1923–1996), Deutschland – Hochleistungsrelais 1950er
- Isidor Sauers (* 1948), Österreich/USA – Messung des Abbaus von Schwefelhexafluorid SF6 in Hochspannungsgeräten
- Hippolyt Saurer (1878–1936), Schweiz – Saurer-Lastwagen, Druckluftanlasser, Motorbremse, Webmaschinen, Fahrzeug-Dieselmotor 1908
- Frédéric Sauvage (1786–1857), Frankreich – Reduktor-Pantograf, hydraulischer Blasebalg, Schiffsschraube 1832 (neben Ressel, Smith)
- Servington Savary, GB – Heliometer (Doppelbildmikrometer) 1743
- Thomas Savery (1650–1715), GB – Dampfmaschinen-Pumpe 1698
- Sigurd Savonius (1884–1931), Finnland – Savonius-Rotor 1924
- Adolphe Sax (Antoine-Joseph Sax) (1814–1894), Belgien – Saxophon 1846
- Edward Scarlett (um 1688–1743), GB – Brillengestell 1727
- Martin Schadt (* 1938), Schweiz – Miterfinder der Schadt-Helfrich-Zelle (gemeinsam mit Wolfgang Helfrich)
- Fritz Peter Schäfer (1931–2011), Deutschland – Farbstofflaser 1966
- Bernhard Schäffer (1823–1877), Deutschland – Plattenfeder-Manometer 1849
- Jacob Christian Schäffer (1718–1790), Deutschland – Waschmaschine (Rührflügelmaschine 1767), Sägemaschine, Backofen, Brennspiegel, Papier aus Holzschliff und Pflanzen um 1765
- Sabina Schärer, Schweiz – Hang (Musikinstrument) 2000 (mit Felix Rohner)
- Arthur L. Schawlow (1921–1999), USA – Laser 1958 (neben Gordon Gould und Charles H. Townes)
- Heinrich Scheele, Deutschland – Elektromobile, Elektroautos um 1899/1905
- Adolf Scheibe (1895–1958), Deutschland – Quarzuhr 1930/32 (mit Udo Adelsberger)
- Christoph Scheiner (1573/75–1650), Deutschland – Pantograf 1603
- Otto Scheller (1876–1948), Deutschland – Grundlage der Funknavigation, Leitstrahl aus zwei zueinander im Winkel stehenden, sich gegenseitig abwechselnden Sendern 1907
- Arthur Scherbius (1878–1929), Deutschland – Regulierung von Induktionsmotoren (Scherbius-Maschine) ab 1905, Enigma 1918, Thermostate ab 1921
- Béla Schick (1877–1967), Ungarn/USA – Schick-Test (Diphtherie-Test) 1910/11
- Jacob Schick (1877–1937), USA – elektrischer Rasierer 1928
- Wilhelm Schickard (1592–1635), Deutschland – Astroscopium 1623, Rechenmaschine für die vier Grundrechenarten 1623/24, Handplanetarium 1631
- Friedrich Wilhelm Schindler (1856–1920), Österreich – vollelektrische Küche 1893
- Hugo Schindler, Böhmen – „Brusthalter“ (Büstenhalter) 1891
- Paul Schlack (1897–1987), Deutschland – Perlon 1938
- Hubert Schlafly (1919–2011), USA – Teleprompter
- James Schlatter, USA – Süßstoff Aspartam 1965
- Carl Ludwig Schleich, Deutschland – Methode der Infiltrationsanästhesie 1894
- Wilhelm Schlenk (1879–1943), Deutschland – Chemiker, Apparaturen der Schlenktechnik (Schlenkrohr, Schlenkkolben, Schlenkflasche)
- Johann Caspar Schlimbach (1777–1861), Deutschland – Aeoline um 1810 (mit Bernhard Eschenbach)
- Peter Schlumbohm (1896–1962), Deutschland/USA – Chemex-Kaffeekanne (Coffeemaker) 1939
- Hugo Schmeisser (1884–1953), Deutschland – Maschinenpistolen, Sturmgewehr 44 1944
- Paul Schmidt (1868–1948), Deutschland – Trockenbatterie 1896, Taschenlampe 1906
- Paul Schmidt (1898–1976), Deutschland – Pulsstrahltriebwerk zwischen 1928 und 1945
- Tobias Schmidt (1755–1831): baute die erste Guillotine
- Wilhelm Schmidt (1858–1924) – Heißdampflokomotive 1892, Überhitzer 1890, Kolbenschieber
- Klaus Schmiegel (* 1939), Deutschland/USA – Arzneistoff Fluoxetin
- Otto Schmitt (1913–1998), USA – Schmitt-Trigger 1934
- Christian Schnabel (1878–1936), Deutschland – Design-Essbestecke Anfang 20. Jahrhundert
- Ernst Schneider (1894–1975), Österreich – Voith-Schneider-Antrieb 1926
- Ralph Schneider, USA – Kreditkarte 1950 (mit Frank McNamara)
- Heinrich Scholler – Holzverzuckerung 1930 ff (mit Bergius)
- Christian Friedrich Schönbein (1799–1868), Schweiz – Brennstoffzelle 1838, Schießbaumwolle 1846
- Otto Schott (1851–1935), Deutschland – Jenaer Glas 1887
- Walter Schottky (1886–1976), Deutschland – Tetrode 1915
- Kees A. Schouhamer Immink (* 1946), Niederlande – Compact Disc 1980, DVD 1995, Blu-ray Disc 2002 (jeweils Miterfinder)
- August Schrader (* um 1820), USA – Kupfer-Taucherhelm 1849, Schrader-Ventil für Luftreifen 1891, Ventilkappe 1896
- Gerhard Schrader (1903–1990), Deutschland – Nervengas Tabun 1937, Nervengas Sarin 1938
- Arthur Schramm (1895–1994), Deutschland – Zeppelin-Fliegenfänger, MIRAMM-Kaffeefilter, Riez-Rasierplatte, Wetzstein-Hand-Schutz, MIRAMM-Wäschezange, Fahrrad-Sattel-Lehne, Neuer-Ideal-Salzstreuer, Feldflasche
- Helmut Schreyer (1912–1984), Deutschland – Elektronenröhren für Zuse Z3 1941/42
- Georg Oskar Schubert (1900–1955), Deutschland – Zwischenfilmverfahren, 1934
- Wladimir Grigorjewitsch Schuchow (1853–1939), Russland – Dampfkessel (Schuchow-Kessel) 1880, Hyperboloid-Schalenkonstruktionen 1886, Cracken von Erdöl 1891, Erdölförderung 1889, Stahlnetztürme (Schuchow-Radioturm) 1922
- Sigmund Schuckert (1846–1895), Deutschland – Dynamo 1874, Bogenlampen, Scheinwerfer, elektrische Straßenbeleuchtung 1882
- Maximilian Schuler (1882–1972), Deutschland – Mehrkreiselkompass 1923, automatische Schiffssteuerung, Wendezeiger für Flugzeuge (mit Hermann Anschütz-Kaempfe)
- Siegfried Schulte (* 1934), Deutschland, Motorschutzschalter, Totmannschalter 1971, selbst kontrollierender Fehlerstrom-Schutzschalter 1997
- Otto Schulze, Deutschland, Tachograph, 1902
- Erich Schumm (1907–1979), Deutschland – Grillanzünder Esbit 1949, Fliegenklatsche 1953
- Johann Schütte (1873–1940), Deutschland – Pallograf zur Messung von Schiffsschwingungen, Schütte-Kessel um 1903, Schütte-Lanz-Luftschiff 1908/11
- Margarete Schütte-Lihotzky (1897–2000), Österreich – Frankfurter Küche (Einbauküche)
- Berthold Schwarz (14. Jahrhundert), Deutschland – Schießpulver 1312/13, 1353 oder 1359 (unsicher)
- David Schwarz (1850–1897), Kroatien – Starrluftschiff, (Zeppelin)
- Hans Schwarzkopf, Deutschland – flüssiges Haarwaschmittel, 1927
- Johann Salomo Christoph Schweigger (1779–1857), Deutschland – elektromagnetischer Multiplikator (Schweigger-Multiplikator, Galvanometer, Galvanoskop) 1820
- Daniel Schwenter (1585–1636), Deutschland – Federhalter mit Tintenreservoir 1636, Kugelgelenk (Ochsenauge) 1636
- Arthur Scott, USA – Klopapierrolle 1890, Papierhandtuch 1931
- Thomas Johann Seebeck (1770–1831), Estland/Deutschland – Thermoelement (Seebeck-Effekt) 1821
- Hans Seehase (1887–1974), Deutschland – Verkehrsflugzeug SAB P III 1918, Kleinauto 1921, zerlegbares Motorrad, Drachengleitschirm 1923
- Henry W. Seely, USA – elektrisches Bügeleisen 1882
- Marc Seguin (1786–1875), Frankreich – röhrenförmiger Dampfkessel u. a. für The Rocket um 1829, Hängebrücken
- Richard Seifert (1861–1919), Deutschland – Odol 1893
- Friedrich Seltsam (1844–1887), Deutschland – Verfahren zur Herstellung von Knochenleim 1879
- Max Sembritzki, Österreich – Bogenschöpfmaschine 1881
- Kurt Semm (1927–2003), Deutschland - Laparoskopische Chirurgie 1967
- Alois Senefelder (1771–1834) – Lithografie (Steindruck) 1797 (Patent 1799)
- Åke Senning (1915–2000), Schweden – Herz-Lungen-Maschine 1947/48 (mit Clarence Crafoord), Herzschrittmacher 1958 (mit Rune Elmquist)
- Léon Serpollet (1858–1907), Frankreich – Serpollet-Dampfkessel 1881
- Iwan Serrurier (20. Jahrhundert), Niederlande/USA – Moviola-Filmschneidemaschine 1924
- Mark Serrurier (190?–1988), USA – Serrurier-Fachwerk für optische Teleskope 1935
- Gerhard Sessler (* 1931), Deutschland – Elektretmikrofon 1962, Siliziummikrophon 1980er
- James Sharp, GB – Gasherd 1826
- Arvind Shah (* 1940), Schweiz – mikromorphe Tandem-Solarzelle
- Percy Shaw (1890–1976) – Katzenauge 1934
- Washington W. Sheffield (1827–1897), USA – Zahnpasta 1850, Zahnpastatube 1876
- Shen Kuo (Shen Gua) (1031–1095), China – Gnomon, Armillarsphäre, Klepsydra (Wasseruhr), Navigationskompass, Zielrohr
- John Shepherd-Barron (1925–2010), GB – Geldautomat 1967
- Patsy O’Connell Sherman (1930–2008) – Perfluoroctansulfonat-Imprägnierung (Scotchgard) 1952 (mit Samuel Smith)
- William B. Shockley (1910–1989), USA – Transistor 1948 (mit John Bardeen und Walter Houser Brattain)
- Christopher Latham Sholes (1819–1890), USA – QWERTY-Schreibmaschine 1867 Patent 1868 (mit Glidden, Soulé)
- Henry Shrapnel (1761–1842), GB – Schrapnell-Granate 1803
- Alan Shugart (1930–2006), USA – Diskette 1969, SCSI (Small Computer System Interface)
- Augustus Siebe (1788–1872), Deutschland/England – Standard-Tauchanzug
- Sir Carl William Siemens (1823–1883), Deutschland – Regenerativfeuerung 1847
- Werner von Siemens (1816–1892), Deutschland – elektrischer Zeigertelegraf 1846, Doppel-T-Anker für den elektrischen Dynamo 1857, Dynamomaschine 1866/67, elektrische Lokomotive 1879, elektrische Straßenbahn 1881, selbsterregende Dynamomaschine (Elektromotor) 1886
- Igor Iwanowitsch Sikorski (1889–1972), Ukraine/Russland – Hubschrauber 1939
- Spencer Silver (1941–2021), USA – Post-it Klebezettel 1970 (mit Arthur Fry)
- Kia Silverbrook (* 1958), Australien – >4352 US-Patente, international >9640 Patent-Anträge
- Casimir Simienowicz (um 1600–1651), Polen/Litauen – Idee einer mehrstufigen Rakete 1650
- Luther George Simjian (1905–1997), Osmanisches Reich/USA – Geldautomat 1939
- Walther Simmer (1888–1986), Österreich – Simmerring 1929
- Edward E. Simmons, USA – Dehnungsmessstreifen 1938, Patent 1942 (neben Ruge)
- Eduard Simon (1789–1856), Deutschland – Polystyrol
- Charles Simonyi (* 1948), Ungarn/USA – Ungarische Notation zwischen 1972 und 1981
- Clive Sinclair (1940–2021), GB – Heimcomputer Sinclair ZX80 1980, ZX81 1981, Sinclair ZX Spectrum 1982, Elektrofahrzeug Sinclair C5 1981
- Isaac Merritt Singer (1811–1875), USA – Verbesserung der Nähmaschine 1851, Gesteinsbohrmaschine 1839, Maschine für Holz- und Metallbearbeitung 1849
- Wilhelm Josef Sinsteden (1803–1891), Deutschland – Bleiakkumulator 1854 (mit Gaston Planté)
- Max Skladanowsky (1863–1939), Deutschland – Bioskop 1895 (mit Emil Skladanowsky)
- Rich Skrenta (* 1967), USA – Computervirus Elk Cloner 1982
- Games Slayter (1896–1964), USA – Glasfaserverstärkter Kunststoff, 1938
- H. Gene Slottow (1921–1989), USA – Plasmabildschirm 1964 (mit Bitzer und Robert H. Willson)
- Alexander Smakula (1900–1983), Ukraine – Entspiegelung 1935
- John Smeaton (1724–1792), GB – hydraulischer Kalk (wasserfester Mörtel) um 1755, Wassermotor 1761, Lincolnshire-Kreuz (Universalwellkopf für Windmühlenflügelkreuze), schlauchversorgte Taucherglocke 1778
- Hamilton Smith – Trommelwaschmaschine 1858
- C. Harold Smith (1860–1931), USA – Wachsmalstifte 1903 (mit Edwin Binney)
- Francis Pettit Smith (1808–1874), GB – Schiffspropeller 1836
- Randolph Smith, USA – Brandmelder (Rauchdetektor) 1969 (mit Kenneth House)
- Jeffrey Snover, USA – Kommandozeileninterpreter Windows PowerShell (Monad) 2003, Objekt-Pipeline
- Ascanio Sobrero (1812–1888), Italien – Nitroglycerin 1847
- Samuel Thomas von Soemmerring (1755–1830), Deutschland – Elektrochemischer Telegraph 1809
- Friedrich Soennecken (1848–1919) – Rundschriftfeder für Füllfederhalter um 1860, Briefordner 1886, Locher 1886
- Tor Sørnes (* 1925), Norwegen – Schlüsselkarte (Keycard lock) 1975
- Samuel W. Soulé, USA – Schreibmaschine 1867 Patent 1868 (mit Sholes, Glidden)
- Alexis Soyer (1809/1810–1858), Frankreich – Küchengeräte, Herde (Magic Stove 1849), Gaskocher, Kühlschrank, Suppenküche 1847, Feldküche
- Johann Wilhelm Späth (1786–1854), Deutschland – Maschinen (Dampfbagger, Wasserschnecke, Ladekran etc.) 1820–50er
- Percy Spencer (1894–1970), USA – Mikrowellenherd 1945, Patent 1946
- Elmer Ambrose Sperry (1860–1930), USA – Gyroskop-Autopilot
- Speusippos (407 oder 408–339 v. Chr.), Griechenland – Enzyklopädie 4. Jahrhundert v. Chr.
- Adolf Spitteler (1846–1940), Deutschland – Galalith 1897 (mit Krische)
- Frank Julian Sprague (1857–1934), USA – Dynamo 1881, Stromabnehmer 1880, konstant drehender Elektromotor 1884/85
- Robert Sputh (1843–1913), Deutschland – Holzfilzplatten bzw. Faserguss-Untersetzer (Bierdeckel) 1880, Patent 1892
- George Owen Squier (1863–1934), USA – Muzak-Musikberieselung 1922
- Lord Charles Stanhope (1753–1816), GB – Eisen-Handpresse Stanhope-Presse um 1800, Gipsstereografie 1804
- William Stanley (1858–1916), USA – Transformator 1883
- William Edwards Staite (1809–1854), GB – Rotationsdampfmaschine 1841, Bogenlampe 1846 (mit Petrie)
- Simon Ritter von Stampfer (1790–1864), Österreich – Phenakistiskop (Stroboskop) 1832
- John Paul Stapp (1910–1999), USA – Raketenschlitten 1947
- John Kemp Starley (1854–1901), GB – Fahrrad „Rover“ 1884
- Max Steenbeck (1904–1981), Deutschland – Betatron 1935
- Jannis Stefanakis (* um 1950), Griechenland – mobiler halbkugelförmiger Sonnenkollektor um 2006
- Richard Steiff (1877–1939), Deutschland – Teddybär 1902 (neben Morris Michtom), Roloplan 1908
- Karl Steinbuch (1917–2005), Deutschland – Lernmatrix um 1960
- Carl August von Steinheil (1801–1870), Deutschland – Fotokamera (Steinheil-Verfahren) 1839 (mit Kobell)
- John Stenhouse (1809–1880), Schottland – Atemschutzmaske 1854
- Frank Stelzer (1934–2007), Deutschland – Stelzer-Motor Patent 1964 (umstritten)
- George Stephenson (1781–1848), GB – Dampflokomotive 1814 oder 1829
- Patrick Steptoe (1913–1988), GB – In-vitro-Fertilisation (IVF) 1978 (mit Robert Edwards)
- William Stern (1871–1938), Deutschland – Intelligenztest 1912
- Leo Sternbach (1908–2005), Kroatien/USA – Librium 1960, Valium 1963
- Robert Livingston Stevens (1787–1856), USA – Breitfußschiene 1830
- Simon Stevin (1548–1620), Niederlande – Dezimalzahlen 1586, Segelwagen 1600
- Andreas Stihl (1896–1973), Deutschland – Elektro-Motorsäge 1926
- Robert Stirling (1790–1878), GB – Stirlingmotor 1816
- Aurel Stodola (1859–1942), Slowakei – Gasturbine (Dampfturbine) Anfang 20. Jahrhundert, künstlicher Arm
- Wilhelm Stolz (1860–1954), Deutschland – Hufnagelwalze, Schlossfalle, eisenbezugsscheinfreier Hammer
- Heinrich August Wilhelm Stolze (1798–1867), Deutschland – Stenografie 1840
- Heinrich Stölzel (1777–1844), Deutschland – Ventilhorn (chromatisches Horn) 1814, Patent 1818 (mit Blühmel)
- John Stone Stone (1869–1943), USA – Telefontechnik
- Marvin Stone, USA – Papier-Trinkhalm 1888
- Karl Storz (1911–1996), Deutschland – Endoskope mit Kaltlichtquellen (ab 1960) zur laparoskopischen Chirurgie 1987
- Hugo Stotz (1869–1935), Deutschland – Leitungsschutzschalter Patent 1924, Rechts-Links-Drehschalter
- Georg Friedrich Strass (1701–1773), Frankreich – Edelsteinimitate aus Bleiglas (Strass) um 1730
- Levi Strauss (1829–1902), USA – Blue Jeans Patent 1873 (mit Jacob Davis)
- John Stringfellow (1799–1883), England – Starrflügelflugzeug
- Almon Strowger (1839–1902), USA – Automatische Telefonvermittlung 1889 Patent 1891
- Emil Strub (1858–1909), Schweiz – Zahnradbahn-System („System Strub“)
- William Sturgeon (1783–1850) – Elektromagnet 1823/25, Galvanometer 1836
- Johann Christoph Sturm (1635–1703), Deutschland – Camera obscura 1676
- Su Song (1020–1101), China – Kettengetriebe
- Thomas Sullivan, USA – Teebeutel 1904 oder 1908
- Thomas Sumner (1807–1876), USA – Sumnerlinie, Sumnerverfahren (Astronomische Navigation, Ortsbestimmung) 1837
- Simon Sunatori (* 1959), Kanada – Sunatori-Stift
- Gideon Sundbäck (1880–1954), Schweden – Reißverschluss 1912, Patent 1913
- Thomas Sutton (1819–1875), GB – Spiegelreflex-Kamera 1861
- Sir Joseph Wilson Swan (1828–1914), GB – Glühlampe 1878
- Daniel Swarovski (1862–1956), Österreich – elektrische Glasschleifmaschine 1892
- Wladimir Sworykin (1888–1982), Russland/USA – Ikonoskop-Röhre 1923, Kineskop-Röhre 1929 (Fernsehen) (mit Philo Farnsworth)
- Jan Szczepanik (1872–1926), Polen – Telektroskop, Fotoskulptor, drahtlose Telegrafie, kugelsicheres Gewebe, Webeverfahren für dreifarbige Fotoraster, Tonaufzeichnungs- und Wiedergabegerät
- Leó Szilárd (1898–1964), Ungarn – Miterfinder der Atombombe, Atomreaktor

### T
- Mariano di Jacopo detto Taccola (1382–um 1453), Italien – Maschinen (u. a. Kran, Zahnradschaltung, Kielbrecher)
- Kenjiro Takayanagi (1899–1990), Japan – Schwarzweiß-Fernseher 1926
- William Henry Fox Talbot (1800–1877), GB – Fotogramm 1834, photographisches Negativ-Verfahren (Negativ-Positiv-Verfahren, fotogenische Zeichnung, Salzdruck) 1839/40
- Taqi ad-Din (1526–1585), Osmanisches Reich – Dampfturbine 1551
- Gustav Tauschek (1899–1945), Österreich – Lochkarten-Rechenmaschinen um 1928, elektromagnetischer Trommelspeicher 1932/33
- David Watson Taylor (1864–1940), USA – Wulstbug 1929
- Bernard Tellegen (1900–1990), Niederlande – Pentode 1926, Gyrator 1948
- Edward Teller (1908–2003), Ungarn/USA – Wasserstoffbombe 1952
- Nikola Tesla (1856–1943), Kroatien/Serbien/USA – Wechselstrom 1880er, Tesla-Transformator, Induktionsmotor 1887, Funkfernsteuerung 1898, Dreiphasenwechselstrom, Logikgatter 1898, Tesla-Turbine 1900–1906 Patent 1921, Radio, VTOL-Flugzeug, Violet Wand etc. Nikola Tesla

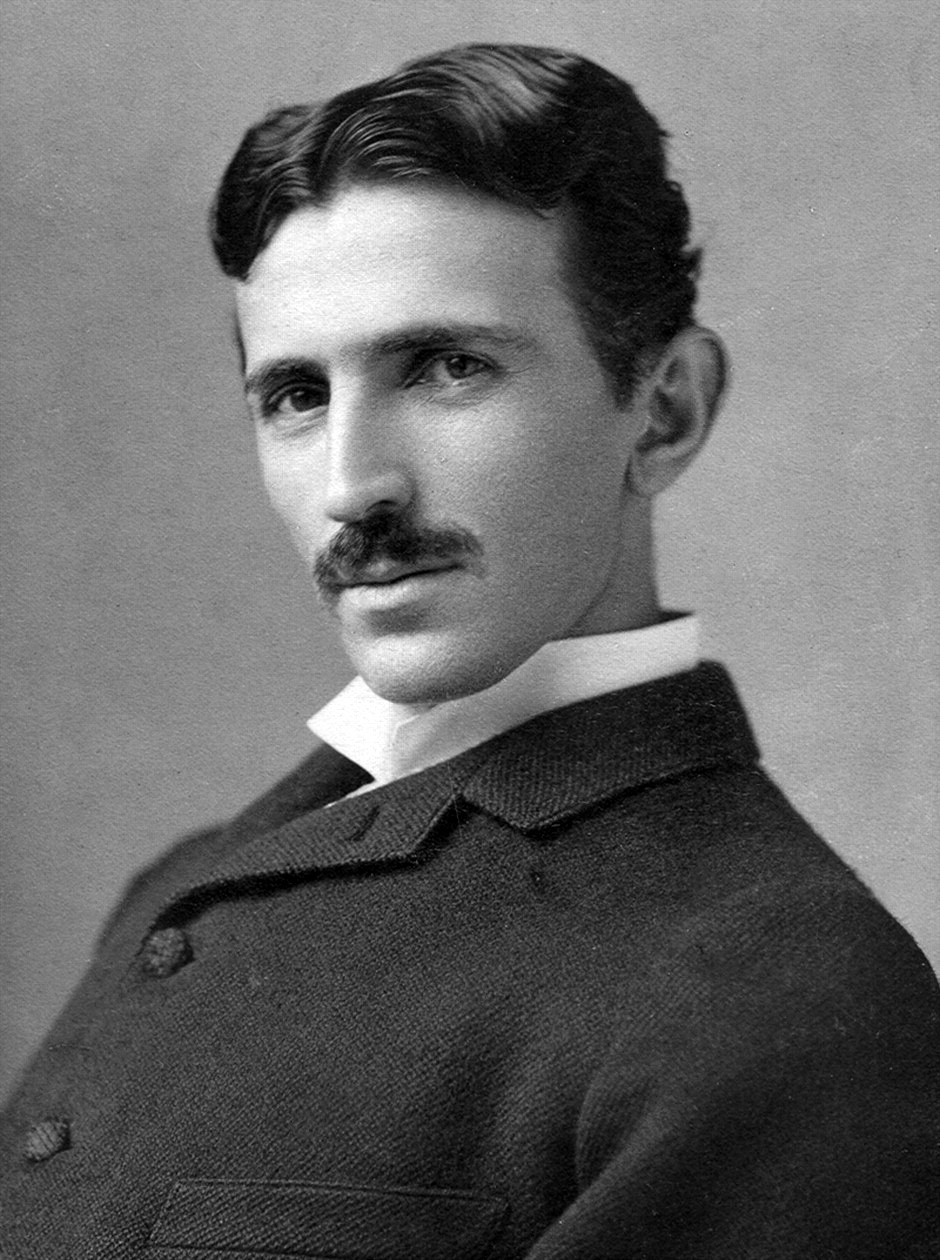
Nikola Tesla

- The Martians, Ungarn/USA – Physik und Mathematik, erste Hälfte des 20. Jahrhunderts
- Leon Theremin (1896–1993), Russland – Theremin-Musikinstrument 1919/1920, Nipkow-Scheibe mit Spiegeln statt Löchern um 1925, Theremincello um 1930, Rhythmicon 1931, Terpsiton 1932, Abhörgerät Anfang 1940er
- Walter Thiele (* 1921), Deutschland – Lachsack 1968, Berliner Luft in Dosen, Pannenroller
- Barthélemy Thimonnier (1793–1857), Frankreich – Nähmaschine 1829/30 und 1839/41, Patent 1830
- Hans Thirring (1888–1976), Österreich – Tonband um 1929 (mit Oskar Czeija)
- Charles Xavier Thomas de Colmar (1785–1870), Frankreich – Rechenmaschine „Arithmométre“ 1820
- Kurt Thomas (1956–2020), USA – Thomas-Salto und Thomas-Flanke, Elemente im Gerätturnen ca. 1975
- Sidney Thomas (1850–1885), GB – Thomas-Verfahren (Eisenentphosphorung) 1876/77 (mit P. C. Gilchrist)
- Benjamin Thompson (1753–1814), USA – Rumfordsuppe 1795, Kaffeemaschine
- LeMarcus A. Thompson († 1926), USA – Achterbahn 1884
- Elihu Thomson (1853–1937) – Widerstandsschweißen um 1877
- James Thomson (1822–1892), Irland/Schottland – Leitapparat für Turbinen, Thomsonwehr
- Robert William Thomson (1822–1873), Schottland – Gummireifen 1845, Füllfederhalter 1849, Dampfkran 1850er, elektrischer Sprengstoffzünder u. a.
- William Thomson, 1. Baron Kelvin (Lord Kelvin of Largs) (1824–1907) – Prinzip der Wärmepumpe 1852, Gezeitenrechenmaschine 1872, Trockenkompass, Thomson-Brücke, Thomson-Effekt, Kelvin-Generator, Spiegel-Galvanometer, Spannungswaage, Quadranten-Elektrometer
- Charles Thurber (1803–1886), USA – Schreibmaschine „Chirographer“, Patent 1843
- Kálmán Tihanyi (1897–1947), Ungarn – elektronisches Fernsehen (Kathodenstrahlrohr, Radioskop) 1926
- Benjamin Chew Tilghman (1821–1901), USA – Sandstrahlgebläse 1870
- Henry Timken (1831–1909), Deutschland/USA – Kegelrollenlager 1898
- Sven Tippelt (* 1965), Deutschland – Tippelt-Kontergrätsche, Element am Barren im Gerätturnen 1987
- Tipu Sultan (1750–1799), Indien – Eisen-Rakete um 1780 (mit Hyder Ali)
- Marcus Tullius Tiro (* um 103–4 v. Chr.), Römisches Reich – Kurzschrift (Tironische Noten) 63 v. Chr.
- Ray Tomlinson (1941–2016), USA – Elektronische Post (E-Mail) 1971
- Thomas Tompion (1638–1713), GB – Sautroghemmung vor 1720
- Evangelista Torricelli (1608–1647) – Quecksilber-Barometer 1643
- Charles Hard Townes (1915–2015) – Maser 1954/55 (mit Herbert Jack Zeiger und James Power Gordon)
- Sakichi Toyoda (1867–1930), Japan – automatisierter Leistungswebstuhl, Jidōka
- Alfred Traeger (1895–1980), Australien – Morse-Funkgerät mit Pedal-Generator 1928
- Friedrich Trautwein (1888–1956), Deutschland – Trautonium 1930 (mit Oskar Sala)
- Richard Trevithick (1771–1833), GB – Dampfwagen 1797/1801, Hochdruckdampfmaschine 1802, Dampflokomotive 1804, Dampfkrane, Dampfbagger, Schraubenpropeller, Schwimmdock, eiserne Bojen, Dreschmaschine
- Franz Trinks (1852–1931), Deutschland – „Trinks-Arythmotyp“, schreibende Rechenmaschine 1892
- William Tritton (1875–1946): GB – Miterfinder des Panzers (gemeinsam mit Walter Gordon Wilson; unabhängig von ihnen Gunther Burstyn)
- Franc Trkman (1903–1978), Slowenien – wasserdichte Fenster- und Türbeschläge, elektrische Schalter, Schlüsselherstellung, Keilfenster
- Stephen Trokel (* um 1950), USA – Laser-Augenhornhautkorrektur (photorefraktive Keratektomie) 1983
- Oscar Troplowitz: erfand das Leukoplast, medizinisches Klebeband
- Friedrich Trözmüller (1899–1957), Österreich – Semperit-Klischee 1938, Kühlschrank-Technologien
- Ehrenfried Walther von Tschirnhaus (1651–1708), Deutschland – Böttgersteinzeug 1706, europäisches Porzellan 1707/08 (mit Böttger)
- Mitsuo Tsukahara (* 1947), Japan - Tsukahara, ein Sprung beim Geräteturnen 1970
- Louis Tuchscherer (1847–1922), Deutschland – Vorläufer des Automobils 1880
- Henri Tudor (1859–1928), Luxemburg – Bleiakkumulator 1882, Patente 1886 und 1887, mobiler Akkumulator-Motor 1884
- Jethro Tull (1674–1741), GB – Sämaschine 1708, Unkraut-Jäthacke, Pflug
- Samuel Turner, USA – Stiftendrescher (Stiftdrescher) 1831
- Paul Tutmarc (1896–1972), USA – E-Bass
- Nikolai Twerskoi (1843–1912), Russland - Rotationskolbenmotor

### U
- Edmund Uher (1892–1989), Ungarn – Fotosetzmaschine „Uhertype“ (Lichtsetzmaschine) 1930, 1939
- Richard Ulbricht (1849–1923), Deutschland – Erfinder der Ulbricht-Kugel
- Anton Ullrich (1825–1895), Deutschland – Zollstock (Gliedermaßstab) 1851 (1865?)
- Francis Robbins Upton (1852–1921), USA – flimmerfreie Glühlampe, Wattstundenmeter, große Dynamos 1870er (jeweils mit Edison)
- Andrew Ure (1778–1857), GB – Bimetall-Thermostat 1830
- Lewis Urry (1927–2004), Kanada – langlebige Alkali-Batterie 1959

### V
- Johan Vaaler (1866–1910), Norwegen – Büroklammer 1899
- Johann Vaillant (1851–1920), Deutschland – Badeofen 1894
- Max Valier (1895–1930), Südtirol – Raketenauto 1929 (z. T. mit Fritz von Opel)
- Philip Vaughan (Philip Vaughn) († 1824), GB – Kugellager 1791, Patent 1794
- Horst Veith (*20. Jahrhundert), Deutschland – Scherengitter, knickbarer Trinkhalm u. a.
- Anthony Velonis (1911–1997), USA – Siebdruck 1930 (mit Carl Zigrosser)
- Felix Andries Vening-Meinesz (1887–1966), Niederlande – Gravimeter
- Craig Venter (* 1946), USA – Projekt zur Sequenzierung des menschlichen Genoms; von ihm wurde als erstem Menschen in seinem eigenen Projekt die komplette DNA entziffert
- Pierre Verdon, Frankreich – Küchenmaschine „Le Magi-Mix“ 1971
- Richard Vetter (1919–2000), Deutschland – Voll-Brennwertkessel („Vetter-Ofen“) vor 1986
- Louis-Joseph Vicat (1786–1861), Frankreich – künstlicher hydraulischer Kalk („Ciment calcaire“), Luftspinnverfahren für Drahtseile 1830
- Lucien Vidie (1805–1866), Frankreich – Aneroid-Barometer 1844
- Guido da Vigevano (* um 1280; † um 1349), Italien – Streitwagen, windgetriebene Wagen und Belagerungsmaschinen
- Leonardo da Vinci: Universalgelehrter, Pionier des selbstangetriebenen Wagens, Vordenker des Panzers
- Jules Violle (1841–1923), Frankreich – Radiometer, Kalorimeter 1882 (Strahlen- und Wärmemessgeräte)
- Jean Pierre Vité (1923–2016), Deutschland – Pheromon-Lockstofffalle ab 1973
- Vitruv (1. Jahrhundert v. Chr.), Römisches Reich – Schiffmühle, hydraulischer Mörtel (Wassermörtel) um 13 v. Chr.
- Louis R. Vitullo (1924?–2006), USA – Standardausrüstung für kriminaltechnische Ermittlungen nach Vergewaltigungen („Vitullo kit“) 1970er
- Hans Vogt (1890–1979), Deutschland – Lichttonverfahren (Tonfilm) 1919 (mit Engl, Massolle)
- Ehrhard Voigt: Geologe (1905–2004), Deutschland um 1930 – sogenannte Lackfilmmethode
- Woldemar Voigt (Physiker): Voigt-Profil; Voigtsche Notation
- Woldemar Voigt (Ingenieur): Entwickler und Gestalter bei Messerschmitt; Pionier der Me 163 und der Me 264; Projektleiter bei Me P. 1101, Me P. 1106, Me P. 1110, Me P. 1111, Me P. 1112 and Me P. 1116.
- Joseph Vollmer (1871–1955), Deutschland – erster Lastzug der Welt (einen „Durch“ Lastzug als Frontlenker-LKW mit zwei Anhängern), 1903
- Alessandro Volta (Alessandro Graf Volta) (1745–1827), Italien – elektrische Batterie (Voltasche Säule) 1800
- Faust Vrancic (1551–1617), Kroatien – Fallschirm 1597 oder 1616, Maschinenentwürfe (z. B. Windmühlen)

### W
- Johann Philipp Wagner (1799–1879), Deutschland Wagnerscher Hammer 1836
- Franz Xaver Wagner (1837–1907), Deutschland – Wagnergetriebe (Schwinghebelgetriebe) für Schreibmaschinen 1890
- Karl Wald (1916–2011), Deutschland – Elfmeterschießen 1970
- John Walker (1781–1859), GB – Streichholz 1826
- Erik Wallenberg (1915–1999), Schweden – Tetra-Pak-Verpackung 1951
- Sir Barnes Neville Wallis (1887–1979), England – Rollbombe 1943
- Egide Walschaerts (1820–1901), Belgien – Walschaerts-Steuerung für Dampflokomotiven 1844
- Hellmuth Walter (1900–1980), Deutschland – Walter-Antrieb 1930er
- Frederick Walton (1833–1928), GB – Linoleum 1860 oder 1863, Linkrusta-Tapete 1877
- An Wang (1920–1990), USA – Object Linking and Embedding (OLE)
- Wang Xuan (1936–2006), China – Computer-Lasersatztechnik für chinesische Schriftzeichen 1985
- Felix Wankel (1902–1988), Deutschland – Drehkolbenmotor DKM32 1929, Patent 1933, Wankelmotor DKM 54 1954
- Aaron Montgomery Ward (1844–1913), USA – Versandhandel 1872
- Nathaniel Ward (1791–1868), GB – Gewächshaus (Terrarium) um 1829
- Ezra Warner, USA – Dosenöffner 1858 (neben Robert Yeates)
- Lewis Edson Waterman (1837–1901), USA – Füllfederhalter (Ideal Fountain Pen) 1883
- Harry James Watt (?–?), GB – Bohrer für fast viereckige Löcher 1914
- Robert Watson-Watt (1892–1973), GB – Radar 1919
- James Watt (1736–1819), Schottland – Verbesserung der Dampfmaschine 1765, Patent 1769
- Charles Henry Webb (1834–1905), USA – Rechenmaschinen 1868, Befüllung von Gewehrpatronen 1874
- Wilhelm Eduard Weber (1804–1891), Deutschland – Magnetelektrischer Nadeltelegraf 1833 (mit Gauß)
- Josiah Wedgwood (1730–1795), GB – Wedgwoodware 1768, Pyrometer 1782
- Ralph Wedgwood, GB – Kohlepapier 1806
- Thomas Wedgwood (1771–1805), GB – (nicht permanente) Fotografie um 1800
- Ernst Weichel (1922–1993), Deutschland – Ladewagen 1960, Geräte zur Bodenbearbeitung
- Dedo Weigert (* 1938), Deutschland – Dedolight 1984, Filmleuchten
- Adolf Ferdinand Weinhold (1841–1917), Deutschland – Isolierkanne
- Gustav Weißkopf (1874–1927), Deutschland/USA – dampfgetriebenes Motorflugzeug 1899
- Robert Weldon (1754–1810), GB – Caisson-Schleuse 1792 (mit Erasmus Darwin)
- Walter Weldon (1832–1885), GB – Weldon-Verfahren zur Herstellung von Chlor aus Salzsäure
- Heinrich Welker (1912–1981), Deutschland – „französischer“ Transistor 1948 (mit Mataré)
- Hans Wendler (1905–1989), Deutschland – Braunkohlenstaubfeuerung für Dampflokomotiven
- Jonas Wenström (1855–1893), Schweden – Dreiphasenwechselstrom (Drehstrom) 1887–90 (mit Tesla, Bradley, Haselwander, Dolivo-Dobrowolsky)
- Ernst Werndl (1886–1962), Österreich – Ventil 1910, Flugzeugsteuerung, Lichttonaufzeichnung, Mikrophonograph 1919, Gerät zur Verhinderung des Flimmerns 1920, Papiertonfilm 1932, Magneton 1934 u. a. Tonfilmgeräte
- Tom Werneck (* 1939), Deutschland – Spiele
- George Westinghouse (1846–1914), USA – Druckluftbremse 1868/69, Patent 1872
- George Westover – Rotofoto-Lichtsatzapparatur 1936 oder 1948
- Kjell Wetterlin (* 1930), Schweden – Turbohaler (Inhalator für Asthmakranke) um 1972
- Donald Wetzel, USA – Geldautomat 1965/71
- Sir Charles Wheatstone (1802–1875), GB – Symphonium 1828, Wheatstone-Brücke 1833, Rheostat 1840, Spiegelstereoskop 1833, Nadeltelegraf, Zeigertelegraf 1839, Playfair-Verfahren 1854, Mikrofon
- Schuyler S. Wheeler (1860–1923), USA – Ventilator 1882
- Richard T. Whitcomb (1921–2009), USA – Winglet 1970er
- Robert Whitehead (1823–1905), GB – die ersten Torpedos mit eigenem Antrieb und Selbststeuerung (gemeinsam mit Giovanni Luppis)
- Eli Whitney (1765–1825), USA – Baumwoll-Entkörnungsmaschine Egreniermaschine 1793
- Sir Frank Whittle (1907–1996), GB – Strahltriebwerk 1937/1941 (neben Hans von Ohain)
- Otto Wichterle (1913–1998), Tschechien – Kunstfaser Silon 1941, Hydrogel-Kontaktlinsen 1961
- Robert Widlar (1937–1991), USA – Integrierter Schaltkreis um 1963
- Gottlob Widmann (20. Jhd.), Deutschland – moderner Filterkaffeeautomat, den Wigomat
- Wilhelm Wieprecht (1802–1872), Deutschland – Tuba (gemeinsam mit Johann Gottfried Moritz)
- Charles Fredrick Wiesenthal, Deutschland/GB – Vorläufer einer Nähmaschine 1755
- Jürgen Wieshoff (* 1961), Deutschland – Zugangs-Verriegelung für verschraubte Gehäuse, insbesondere von Datenverarbeitungsgeräten 1999
- Stephen Wilcox (1830–1893), USA – Wasserrohrkessel 1874 (mit George Babcock)
- Heinrich Wild (1877–1951), Schweiz – Vermessungsinstrumente (Nivelliergeräte, Theodolite) 1910er, 1920er
- Peter Wild, (* 1939), Schweiz – LCD-Projektor
- John Wilkinson (1728–1808), GB – Präzisionsbohrmaschine zum Ausbohren von Kanonenrohren 1775
- Alfred Wilm (1869–1937), Deutschland – Duraluminium (Duralumin, Dural) 1906/07
- Charles Wilson, Schweden – solare Entsalzungsanlage 1872
- Walter Gordon Wilson (1874–1957): GB – Miterfinder des Panzers (gemeinsam mit William Tritton; unabhängig von ihnen Gunther Burstyn)
- James Wimshurst (1832–1903), GB – Influenzmaschinen ab 1878 (Holtz-Wimshurst-Maschine, Wimshurstmaschine 1882/83, Mehrscheiben-Influenzmaschine 1896)
- Paul Winchell (1922–2005), USA – Künstliches Herz
- Sven Gustaf Wingqvist (1876–1953), Schweden – Pendelrollenlager (sphärisches Kugellager) 1907
- Dietrich Nikolaus Winkel (1777–1826), Deutschland – Vorläufer des Metronoms, Componium (Panharmonikon)
- Helene Winterstein-Kambersky (1900–1966), Österreich – wasserfeste Wimperntusche 1920er, Patent 1935
- Zachäus Andreas Winzler (1750-nach 1815), Deutschland – Gasherd, 1802
- John Wise (1808–1879), USA – Reißbahn 1844 (neben Eugène Godard)
- Heinrich Wöhlk (1913–1991), Deutschland – Plexiglas-Kontaktlinsen 1940
- Ricardo Wolf (1887–1981), Deutschland/Kuba – Eisenschmelzverfahren 1. Hälfte 20. Jahrhundert
- Max Wolff, Russland – Spiralreißverschluss 1890
- Willi Wolfgruber (1942–2006), Österreich – Rennboote, Katamarane, Surfbretter 1970er, Kanalsystem um 1976, Gleichrichter 1990
- Alois Wolfmüller (1864–1948), Deutschland – seriengefertigtes Motorrad Hildebrand und Wolfmüller 1894
- David T. Wong (* um 1935), USA – Antidepressivum Prozac 1972 (mit Ray W. Fuller und Bryan B. Molloy)
- Alexander Wood (1817–1884), GB – Subkutannadel zur intravenösen Verabreichung von Medikamenten
- A. Baldwin Wood (1879–1956), USA – Schraubenpumpen für New Orleans 1913, 1915
- Norman Joseph Woodland (1921–2012), USA – Strichcode 1949, Patent 1952 (mit Bernard Silver)
- Granville Woods (1856–1910), USA – Telefon-Telegraph „telegraphony“ 1885, Telegrafie-Kommunikation 1887, Stromversorgung für Eisenbahnen 1888, Dampfheizung 1889
- Stephan Wrage (* 1972), Deutschland – SkySails 2005
- Christopher Wren (1632–1723), GB -Regenmesser 1661
- Arvid Wretlind (1919–2002), Schweden – intravenöse Ernährung 1940er bzw. 1961
- Charles Romley Alder Wright (1844–1894), GB – Heroin 1873/74 (mit Felix Hoffmann), Brennstoffzelle
- Robert T. Wright, USA – AstroTurf-Kunstrasen 1965 (mit James M. Faria)
- Wilbur und Orville Wright (1867–1912 und 1871–1948), USA – Motorflugzeug 1901 Patent 1903
- Arthur Wynne (1871–1945), England – Kreuzworträtsel 1913

### Y
- Yagi Hidetsugu (1886–1976), Japan – Yagi-Antenne (Yagi-Uda-Antenne) 1925/26 (mit Shintaro Uda)
- Linus Yale (1821–1868), USA – Zylinderschloss 1861
- Ioannis V. Yannas (* 1935), USA – synthetische Haut 1981 (mit John F. Burke)
- Robert Yeates, GB – Dosenöffner 1855 Patent 1858 (neben Ezra Warner)
- William Yerazunis (* um 1960), USA – Spamfilter 2003
- Yi Xing (683–727), China – Hemmung
- Arthur M. Young (1905–1995), USA – Bell-Helikopter
- Ibn Yunus (Ibn Yunis) (950–1009), Ägypten – Pendel als Zeitmesser

### Z
- Johann Zahn (1641–1707), Deutschland – transportable Camera obscura 1686
- Frank J. Zamboni (1901–1988), USA – Eisbearbeitungsmaschine (Zamboni-Eismaschine) 1949
- Gustav Zander (1835–1920), Schweden – Medico-mechanische Therapie 1850er
- Anton van Zanten (* 1940/41), Deutschland (mit Armin Müller) – ESP-System 1995
- Walter Zapp (1905–2003), Deutschland – Lettland/Schweiz – Kleinstbildkamera Minox 8x11 1936, Minox-Taschenteleskop, -optische Geräte
- Engelbert Zaschka (1895–1955), Deutschland – Hubschrauber 1927, faltbarer Threewheeler (Faltauto) 1929, Muskelkraft-Flugzeug 1934
- Othmar Zeidler (1850–1911), Deutschland/Österreich – DDT 1874
- Herbert Jack Zeiger (1925–2011), USA – Maser 1954 (mit Charles H. Townes und James Power Gordon)
- Jonathan Zenneck (1871–1959), Deutschland – Kathodenstrahlröhre 1897 (mit Ferdinand Braun)
- Ferdinand Graf von Zeppelin (1838–1917), Deutschland – Luftschiff (Starrluftschiff, Zeppelin) 1900
- Zhang Heng (78–139), China – Seismoskop um 132
- Carl Zigrosser (1891–1975), USA – Serigraphie 1930 (mit Anthony Velonis)
- Walter Henry Zinn (1906–2000), Kanada/USA – Brutreaktor 1951
- Károly Zipernowsky (1853–1942), Ungarn – Transformator 1885 (mit Ottó Titusz Bláthy und Miksa Déri)
- Lou Zocchi (* um 1940), USA – Spielwürfel, Zocchihedron 1985, Tabletop- u. a. Spiele 1970er bis 2000er
- Paul Maurice Zoll (1911–1999), USA – Herzschrittmacher 1952, (inwiefern Zoll als Erfinder des Defibrillators gilt, ist umstritten, das bereits 1947 der US-Amerikaner Claude Beck (1894–1971) den Defibrillator erfand)
- Conradin Zschokke (1842–1918), Schweiz – Schwimmbagger 1870er
- Nicolaus Zucchius (Niccolo Zucchi) (1586–1670), Italien – Spiegelteleskop 1616
- Konrad Zuse (1910–1995), Deutschland – Computer (Zuse Z1 1938, Zuse Z2 1940, Zuse Z3 1941, Zuse Z4 1945), Plankalkül 1941–46
- Vladimir Zworykin (1888–1982), Russland/USA – siehe unter „S“
- Paul Maurice Zoll (1911–1999), USA – Herzschrittmacher